# Hautes-Alpes
Les Hautes-Alpes (/ot.z‿alp/ ou /o.tə.z‿alp/) sont un département français de la région Provence-Alpes-Côte d'Azur. L'Insee et La Poste lui attribuent le code 05. Son chef-lieu est Gap.
Les habitantes et habitants des Hautes-Alpes sont les Haut-Alpines / Haut-Alpins (ou Hautes-Alpines / Hauts-Alpins). Le département a été établi par le décret de l'Assemblée nationale du 15 janvier 1790. Les Hautes-Alpes sont un département dont le territoire est entièrement situé en zone de montagne, comprenant notamment la plus haute préfecture de France (Gap), la plus haute sous-préfecture de France (Briançon), et la plus haute commune de France (et l'une des communes les plus élevées d'Europe, Saint-Véran). Il est frontalier avec l'Italie (région du Piémont).

## Histoire
Les Hautes-Alpes sont l'un des 83 départements créés le 4 mars 1790, en application de la loi du 22 décembre 1789. Le département est constitué de la partie sud-est de la province du Dauphiné à laquelle sont rattachées quelques communes de la Provence en 1811 (canton de Barcillonnette).

Carte des Hautes-Alpes (1790).

À la création du département, les communes de La Grave et de Villar-d'Arêne (val de Romanche) réclamèrent leur rattachement aux Hautes-Alpes parce qu'elles espéraient bénéficier ainsi du statut avantageux des Escartons du Briançonnais.
Département et arrondissements :
- 1790 (4 mars) : création du département des Hautes-Alpes (quatre districts (Briançon, Embrun, Gap, Serres), 39 cantons), chef-lieu Chorges ;
- 1790 : le chef-lieu du département est transféré de Chorges à Gap ;
- 1800 (17 février) : création des arrondissements : Gap, Briançon, Embrun et nouveau découpage des cantons ;
- 1926 (10 septembre) : suppression de l'arrondissement d'Embrun.

Limites départementales :
- vers 1800 ? : le canton de Monestier-d'Ambel est détaché des Hautes-Alpes pour être rattaché à l'Isère ;
- 1811 : le canton de Barcillonnette est détaché des Basses-Alpes pour être rattaché aux Hautes-Alpes ;
- 1947 (10 février, traité de Paris) : rectification de frontière avec l'Italie, annexion du Mont Thabor (Vallée Étroite) et du Mont Chaberton (Montgenèvre).

Après la victoire des coalisés à la bataille de Waterloo (18 juin 1815), le département est occupé par les troupes autrichiennes et piémontaises de juin 1815 à novembre 1818 (voir Occupation de la France à la fin du Premier Empire).
Le département des Hautes-Alpes est occupé par l’Italie fasciste de novembre 1942 à septembre 1943.

## Héraldique
| Armes des Hautes-Alpes | Les armes des Hautes-Alpes se blasonnent ainsi : « Parti, en 1 de gueules à la croix cléchée, vidée et pommetée de douze pièces d'or et en 2 d'or au dauphin d'azur crêté, barbé, loré, peautré et oreillé de gueules ; au chef d'azur semé de fleurs de lys d'or. » |

## Politique et administration
Les personnalités exerçant une fonction élective dont le mandat est en cours et en lien direct avec le territoire du département des Hautes-Alpes sont les suivantes :
| Élection                                   | Territoire                                            | Titre                              | Nom                 | Tendance politique | - | Début de mandat  | Fin de mandat    |
| ------------------------------------------ | ----------------------------------------------------- | ---------------------------------- | ------------------- | ------------------ | - | ---------------- | ---------------- |
| Départementales                            | Conseil départemental des Hautes-Alpes                | Président du conseil départemental | Jean-Marie Bernard  | LR                 |   | 2 juillet 2021   | 2 juillet 2028   |
| Législatives                               | Première circonscription des Hautes-Alpes - sud-ouest | Députée                            | Marie-José Allemand | NFP-PS             |   | 7 juillet 2024   | 7 juillet 2029   |
| Législatives                               | Deuxième circonscription des Hautes-Alpes - nord-est  | Députée                            | Valérie Rossi       | NFP-PS             |   | 7 juillet 2024   | 7 juillet 2029   |
| Sénatoriales (suffrage universel indirect) | Département des Hautes-Alpes                          | Sénateur                           | Jean-Michel Arnaud  | DVD                |   | 1er octobre 2020 | 1er octobre 2026 |
| Régionales                                 | Provence-Alpes-Côte d'Azur                            | Président du conseil régional      | Renaud Muselier     | DVD                |   | 2 juillet 2021   | 2 juillet 2028   |

### Parlementaires des Hautes-Alpes
Pour la XVIe législature de la Ve République (2022-2024), les députés suivants ont été élus dans les Hautes-Alpes :
| Circonscription     | Identité      | Parti | À partir du  | Jusqu'au       | Note |
| ------------------- | ------------- | ----- | ------------ | -------------- | ---- |
| 1re circonscription | Pascale Boyer | LREM  | 18 juin 2017 | 6 juillet 2024 |      |
| 2e circonscription  | Joël Giraud   | PRV   | 22 juin 2022 | 6 juillet 2024 |      |

Pour la XVIIe législature de la Ve République (2024-2029), les députées suivantes ont été élues dans les Hautes-Alpes :
| Circonscription     | Identité            | Parti  | À partir du    | Jusqu'au | Note |
| ------------------- | ------------------- | ------ | -------------- | -------- | ---- |
| 1re circonscription | Marie-José Allemand | NFP-PS | 7 juillet 2024 | En cours |      |
| 2e circonscription  | Valérie Rossi       | NFP-PS | 7 juillet 2024 | En cours |      |

Le département des Hautes-Alpes est représenté par un sénateur, en la personne de Jean-Michel Arnaud (DVD), élu pour la mandature 2020-2026.

### Conseillers régionaux des Hautes-Alpes
Le département des Hautes-Alpes envoie 4 conseillers régionaux sur les 123 que compte le conseil régional de Provence-Alpes-Côte d'Azur.
Pour la mandature 2010-2015, les conseillers régionaux issus des Hautes-Alpes sont Claire Bouchet (PS), Bernard Jaussaud (PS), Chantal Eymeoud (UDI) et Christine Nivou (PS).
Pour la mandature 2015-2021, les conseillers régionaux issus des Hautes-Alpes sont Chantal Eymeoud (UDI), Roger Didier (DVD), Anne-Marie Forgeoux (LR), et Amaury Navarranne (FN puis RN).
Pour la mandature 2021-2027, les conseillers régionaux issus des Hautes-Alpes sont Chantal Eyméoud (UDI puis Horizons), Roger Didier (DVD), Agnès Rossi (LREM) et Louis Étienne Albrand (RN).

### Conseil départemental des Hautes-Alpes
Le département est administré depuis Gap par le conseil départemental des Hautes-Alpes, comprenant trente conseillers départementaux, répartis sur quinze cantons. Le président du Conseil départemental des Hautes-Alpes, élu le 2 avril 2015 puis réélu le 1er juillet 2021, est Jean-Marie Bernard, élu LR du canton de Veynes.
Pour la mandature 2021-2027, la composition du Conseil départemental est la suivante :
| Canton                    | Tendance | - |
| ------------------------- | -------- | - |
| Briançon-1                | Droite   |   |
| Briançon-2 (nord)         | Droite   |   |
| Chorges - Serre-Ponçon    | Gauche   |   |
| Embrun - Serre-Ponçon     | Droite   |   |
| Gap-1                     | Droite   |   |
| Gap-2                     | Droite   |   |
| Gap-3                     | Droite   |   |
| Gap-4                     | Droite   |   |
| Guillestre - Queyras      | Droite   |   |
| L'Argentière - Les Ecrins | Gauche   |   |
| Laragne-Montéglin         | Gauche   |   |
| Saint-Bonnet-en-Champsaur | Droite   |   |
| Serres - Pays du Buëch    | Droite   |   |
| Tallard                   | Droite   |   |
| Veynes                    | Droite   |   |

### Subdivisions administratives

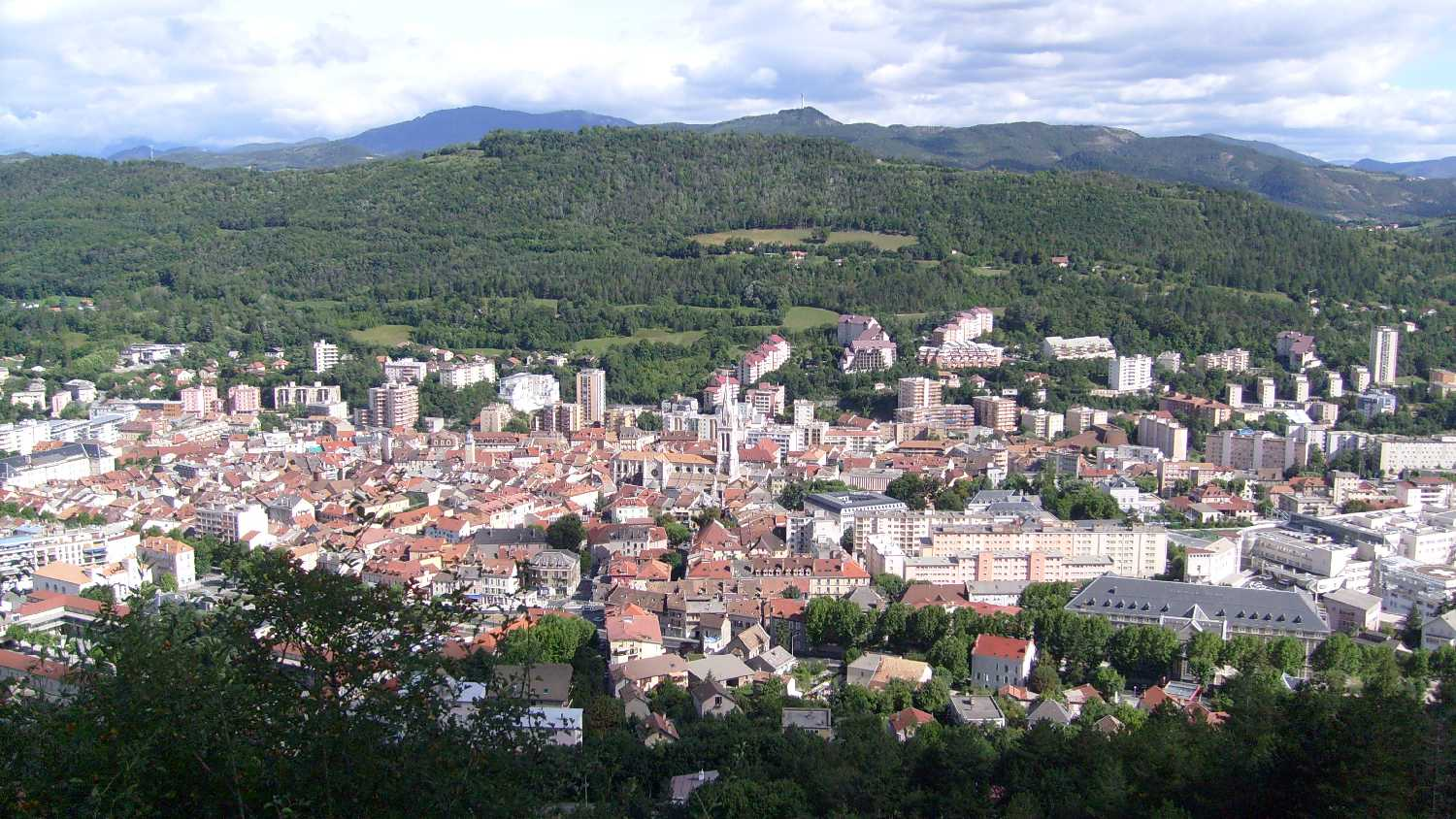
Gap, préfecture des Hautes-Alpes.

Les Hautes-Alpes sont réparties en deux arrondissements, la préfecture Gap et l'unique sous-préfecture Briançon. Elles sont réparties en quinze cantons, issus du redécoupage territorial de 2014 : Gap-1, Gap-2, Gap-3, Gap-4, Briançon-1, Briançon-2, Chorges, Embrun, Guillestre-Queyras, L'Argentière-la-Bessée, Laragne-Montéglin, Saint-Bonnet-en-Champsaur, Serres, Tallard, Veynes-Dévoluy. Elles comprennent une communauté d'agglomération et 7 communautés de communes.

#### Évolution des structures administratives depuis la Révolution française
Les principales évolution des structures administratives des Hautes-Alpes depuis la Révolution française sont les suivantes :
- 1790 (4 mars) : le département est créé avec 4 districts (Briançon, Embrun, Gap, Serres), 39 cantons, et pour chef-lieu Chorges
- 1790 : le chef-lieu du département est transféré de Chorges à Gap ;
- 1800 (17 février) : création des arrondissements : Gap, Briançon, Embrun et nouveau découpage des cantons ;
- 1926 (10 septembre) : suppression de l'arrondissement d'Embrun ;
- vers 1800 ? : le canton de Monestier-d'Ambel est détaché des Hautes-Alpes pour être rattaché à l'Isère ;
- 1811 : le canton de Barcillonnette est détaché des Basses-Alpes pour être rattaché aux Hautes-Alpes ;
- 1947 (10 février, traité de Paris) : rectification de frontière avec l'Italie, annexion du Mont Thabor (Vallée Étroite) et du Mont Chaberton (Montgenèvre)

Depuis la création du département, le nombre de communes a été légèrement réduit, passant de 186 à 162 au 1er janvier 2020.
- Dans le canton de Serres, le 1er janvier 2016, les communes d'Eyguians, de Lagrand et de Saint-Genis fusionnent pour former la commune de Garde-Colombe, le nombre de communes descend à 39.
- Dans le canton de Serres, le 1er janvier 2017, les communes de Bruis, de Montmorin et de Sainte-Marie fusionnent pour former la commune de Valdoule
- Dans le canton de l'Argentière-la-Bessée, le 1er janvier 2017, les communes de Vallouise et de Pelvoux fusionnent pour former la commune de Vallouise-Pelvoux[4].
- Dans le canton de Guillestre, le 1er janvier 2019, les communes d'Abriès et Ristolas fusionnent pour former la commune d'Abriès-Ristolas[5].
- Dans le canton de Laragne-Montéglin, le 1er janvier 2016, les communes d'Antonaves, de Châteauneuf-de-Chabre et de Ribiers  fusionnent pour former la commune de  Val-Buëch-Méouge.
- Dans le canton de Saint-Bonnet-en-Champsaur, le 1er janvier 2018, , les communes de Chauffayer, des Costes et de Saint-Eusèbe-en-Champsaur fusionnent pour former la commune de Aubessagne.
- Dans l'ancien canton de Dévoluy (absorbé par la suite par le canton de Veynes), le 1er janvier 2013 , les communes de Agnières-en-Dévoluy, La Cluse, Saint-Disdier et Saint-Étienne-en-Dévoluy fusionnent pour former la commune de Dévoluy[6],[7].

| 22/09/1794 | 186 | 01/01/1885 | 189 | 01/01/1950 | 181 | 01/01/1973 | 177 |            |     |
| 23/09/1802 | 186 | 01/01/1896 | 187 | 01/01/1963 | 180 | 01/01/1975 | 175 |            |     |
| 01/01/1836 | 189 | 01/01/1942 | 184 | 01/01/1964 | 179 | 01/01/1984 | 176 |            |     |
| 01/01/1876 | 189 | 01/01/1945 | 182 | 01/01/1969 | 178 | 01/01/1989 | 177 | 01/01/2020 | 162 |

## Géographie

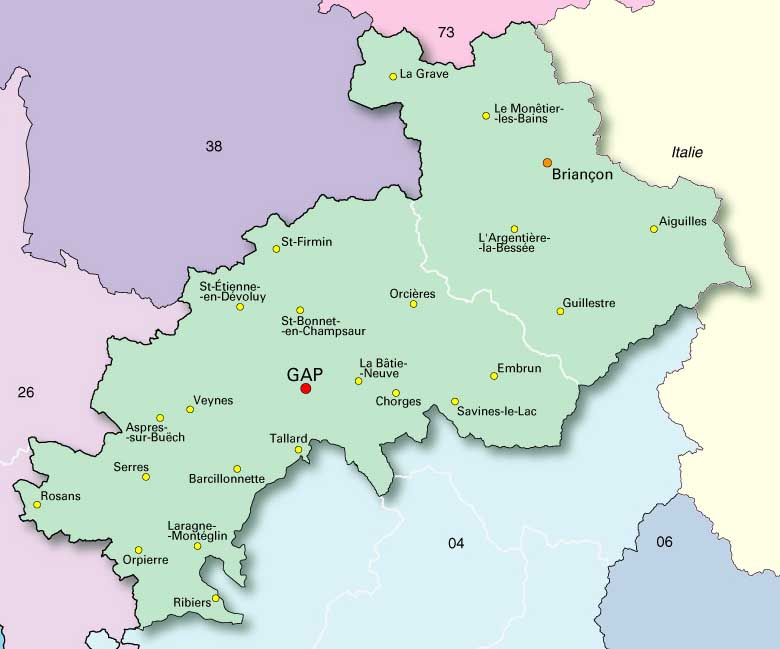
Carte des Hautes-Alpes.

| Isère (Auvergne-Rhône-Alpes) | Savoie (Auvergne-Rhône-Alpes) | Province de Turin ( Italie)                        |
| Drôme (Auvergne-Rhône-Alpes) | Hautes-Alpes                  | Province de Coni ( Italie) Alpes-de-Haute-Provence |
|                              | Alpes-de-Haute-Provence       |                                                    |

Les Hautes-Alpes sont un département situé dans les Alpes du Nord (haute vallée de la Romanche, Champsaur et Dévoluy qui constituent les parties amont du bassin versant du Drac) et dans les Alpes du Sud (la majeure partie du département), encadré par les départements des Alpes-de-Haute-Provence, de la Drôme, de l'Isère et de la Savoie ainsi que par l'Italie.
Il ne comprend que cinq agglomérations pouvant être véritablement qualifiées de villes : Gap (préfecture), Briançon (sous-préfecture), Embrun (autrefois sous-préfecture, jusqu'en 1926), Laragne et Veynes.
C'est un département très montagneux, le plus haut en moyenne en France (altitude moyenne la plus élevée, plus du tiers de la surface dépasse 2 000 m). L'altitude varie de 470 m sur la commune de Ribiers dans le Buëch à 4 101 m au sommet de la barre des Écrins. C'est aussi le département avec le réseau routier le plus élevé, avec une altitude moyenne de l'ordre de 1 000 m. On y trouve également la mairie la plus haute de France, Saint-Véran, village situé à 2 042 m d'altitude. Gap est la préfecture la plus élevée de France (740 m), devant Mende en Lozère ; et Briançon (1 326 m et sous-préfecture du département, la plus haute de France) est l'une des villes les plus élevées de l’Union européenne.
Le département comprend de nombreux cours d'eau parmi lesquels la Durance, le Drac, le Buëch, la Clarée, le Guil, la Guisane, la Séveraisse, la Haute-Romanche. En outre, il possède un vaste lac artificiel de 2 820 ha, le lac de Serre-Ponçon, avec une commune en grande partie reconstruite en raison de la création du barrage : Savines-le-Lac.
Les Hautes-Alpes regroupent plusieurs régions naturelles : le Briançonnais, le Pays des Écrins, le Bochaine (ou le pays du Buëch), le Champsaur, le Dévoluy, l'Embrunais, le Gapençais, le Guillestrois, le Queyras, le Valgaudemar avec une partie des Baronnies dont le Laragnais et le Serrois - Rosanais.

Paysages des Hautes-Alpes :
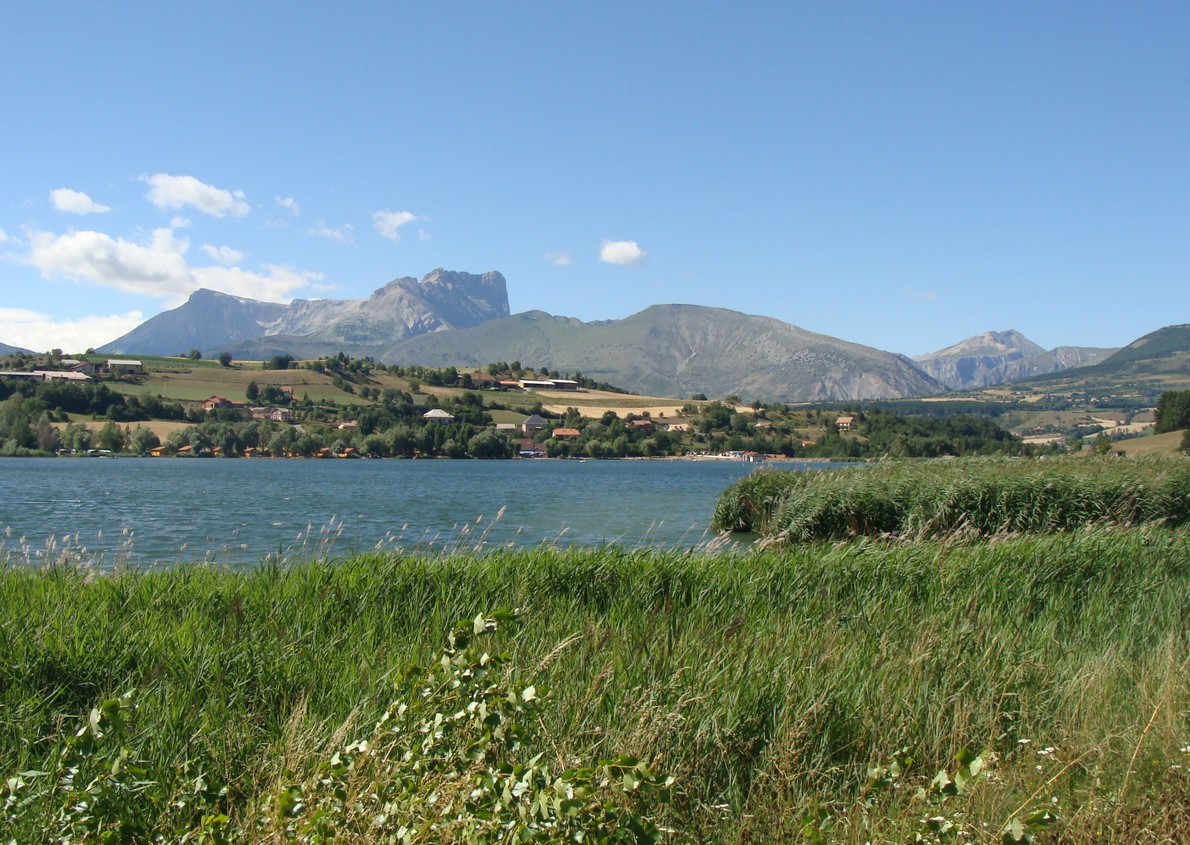
Pelleautier et le pic de Bure (2 709 m) dans le sud-ouest.
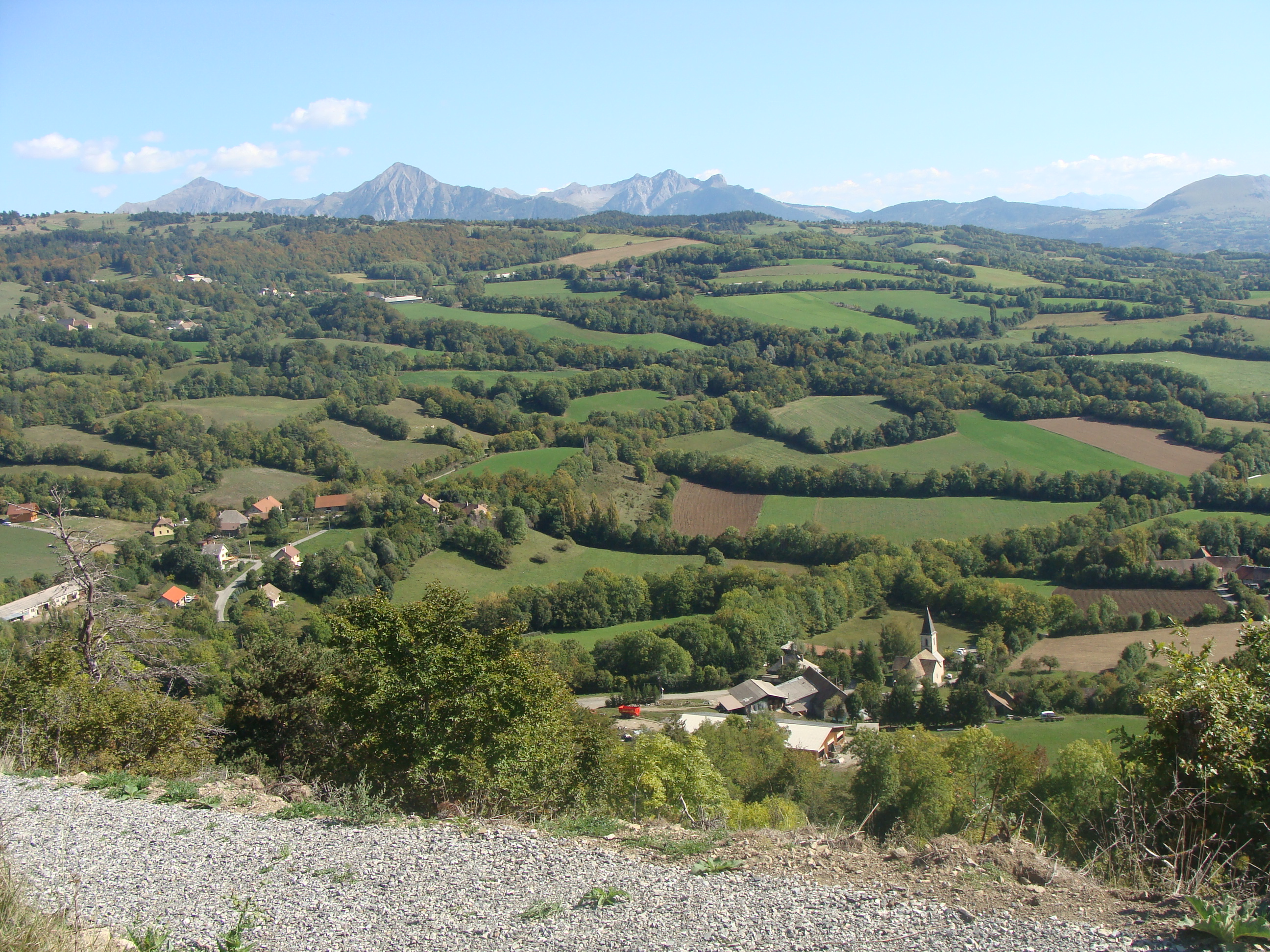
Bocage de Saint-Bonnet-en-Champsaur, dans le nord-ouest.
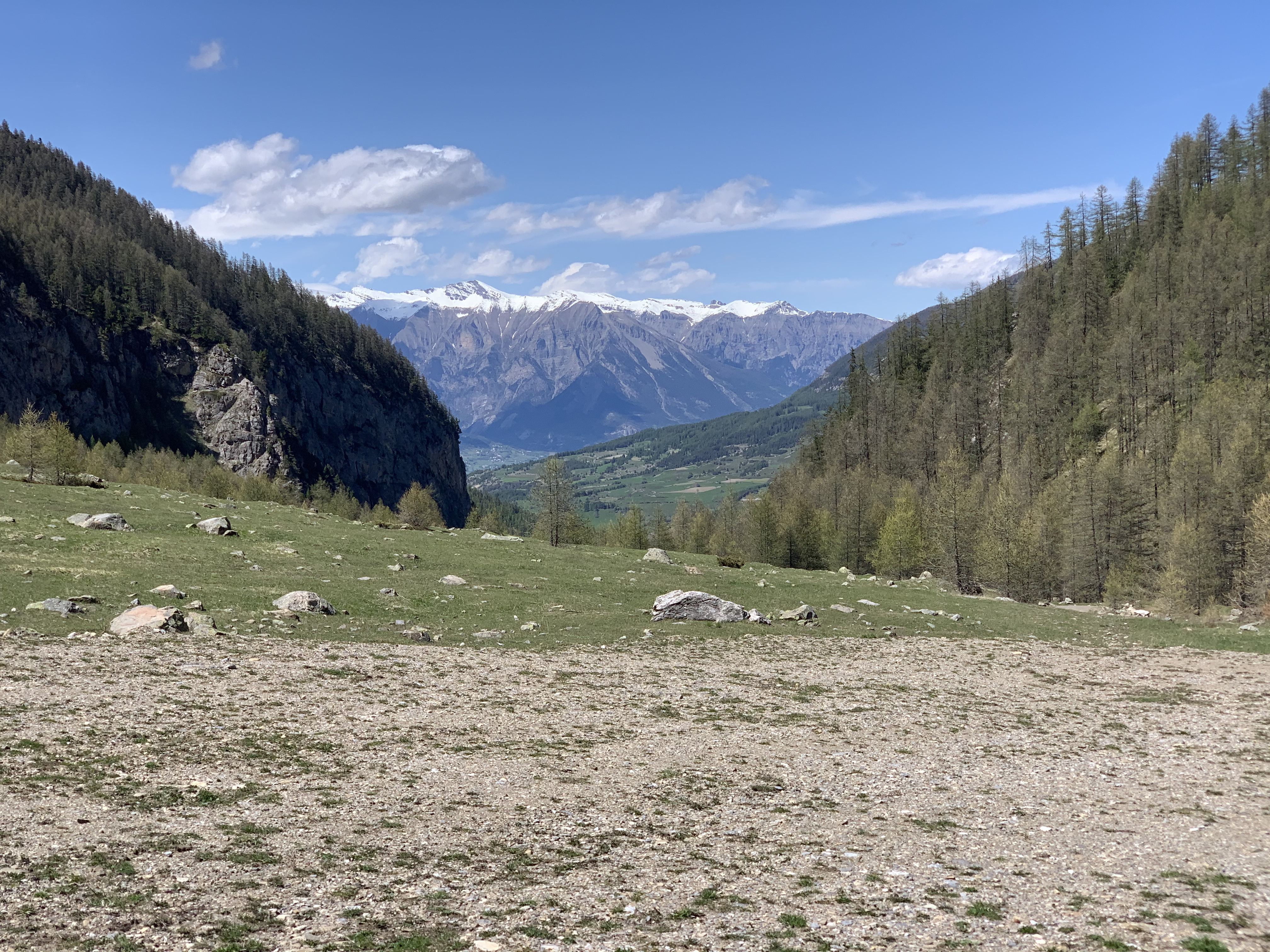
Paysage montagnard depuis Les Orres, dans le sud-est.
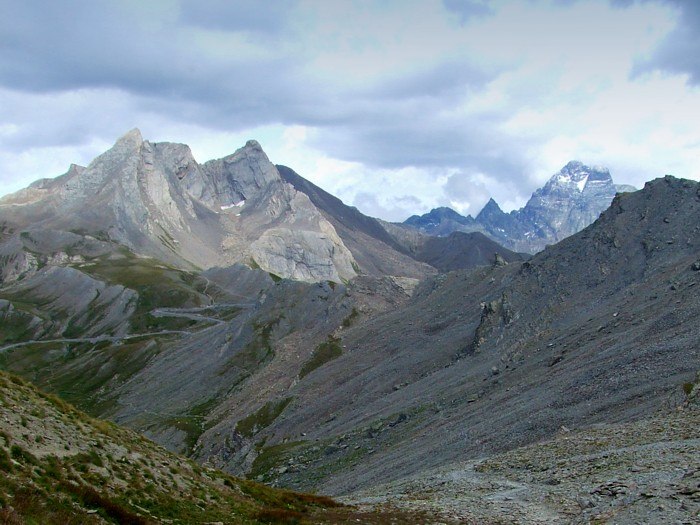
Le col Agnel (2 744 m), dans l'est.

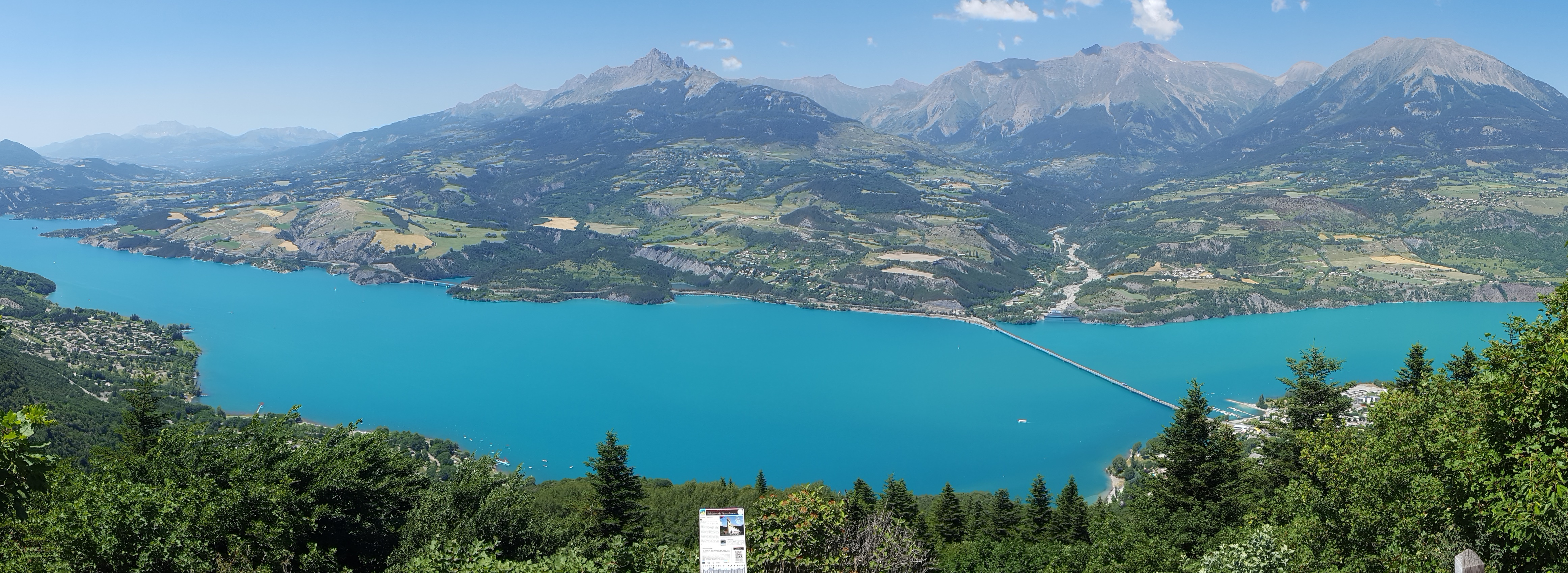
Le lac de Serre-Ponçon, dans le sud.

### Climat
La totalité du département des Hautes-Alpes est situé en zone de montagne.

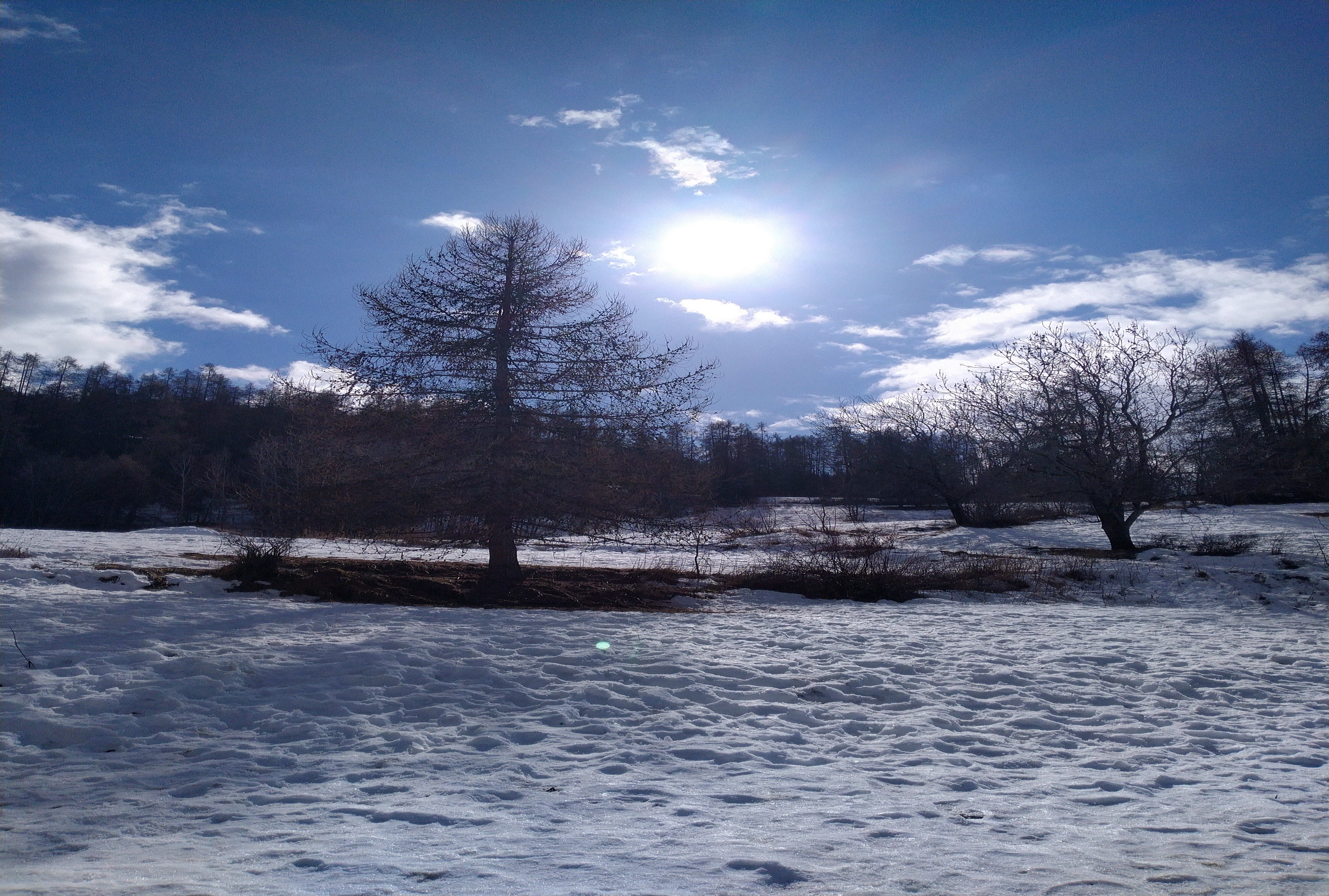
Paysage d'hiver entre Embrun et Les Orres.

Le climat y est donc principalement montagnard avec des influences méditerranéennes dans les trois quarts sud du département : froid et bien enneigé l'hiver, chaud et ensoleillé l'été avec des amplitudes thermiques importantes entre les saisons.
L'extrême nord des Hautes-Alpes, situé à l'ouest du col du Lautaret est géographiquement et climatiquement rattaché aux Alpes du Nord (la Meije, barre des Écrins). Les influences méditerranéennes sont très limitées et l'ensoleillement annuel moyen repasse sous les 2 000 heures.
En dépit de cette exception au nord, le reste du département est concerné par un ensoleillement annuel moyen supérieur à 2 300 heures, voire 2 500 heures à la frontière avec les Alpes-de-Haute-Provence. Les hivers sont froids dans tout le département et deviennent vraiment longs et rigoureux à partir de 900-1 000 mètres.
La température moyenne de l'ensemble du département sur un an est de 10,9 °C.

## Économie
Selon le rapport de la Chambre de commerce et d'industrie des Hautes-Alpes, le département compte en 2012 un peu moins de 50 000 salariés, dont la moitié dans le secteur tertiaire non marchand. Les Hautes-Alpes comprennent également en 2014 11 970 établissements hors agriculture, dont 8 500 sont inscrites au Registre du commerce et des sociétés (RCS). Le département s'appuie en particulier sur le secteur tertiaire, l'industrie des loisirs et de la montagne, et sur l'activité touristique estivale et hivernale.
Une part non négligeable de l'activité économique repose sur l'agriculture, et notamment l'élevage ovin et bovin.
Enfin, le département tente depuis plusieurs années de développer une filière air, avec la mise en place d'un moteur de développement économique, notamment au sein de l'Aérodrome de Gap - Tallard.

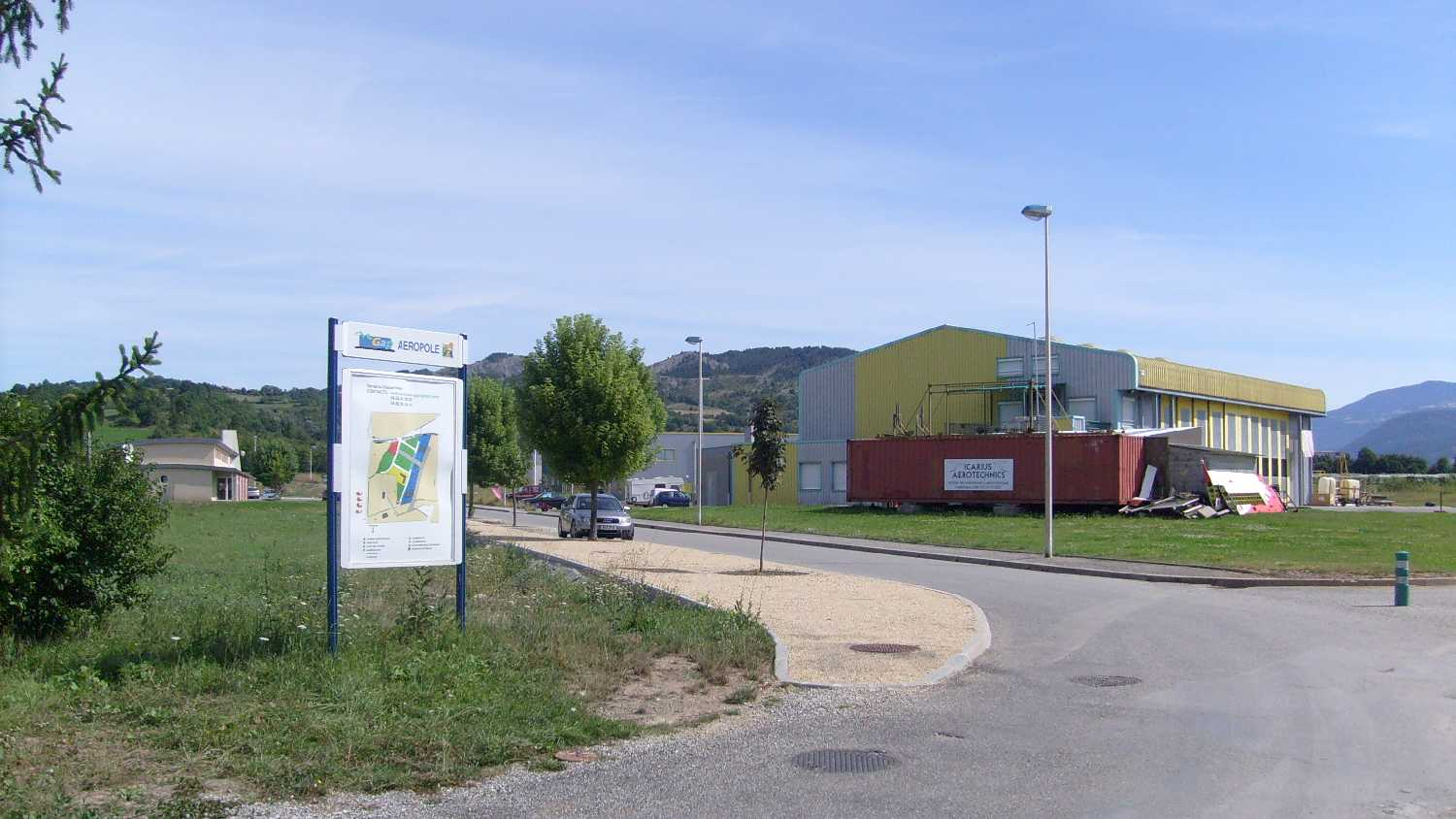
Aéropôle de Gap - Tallard.
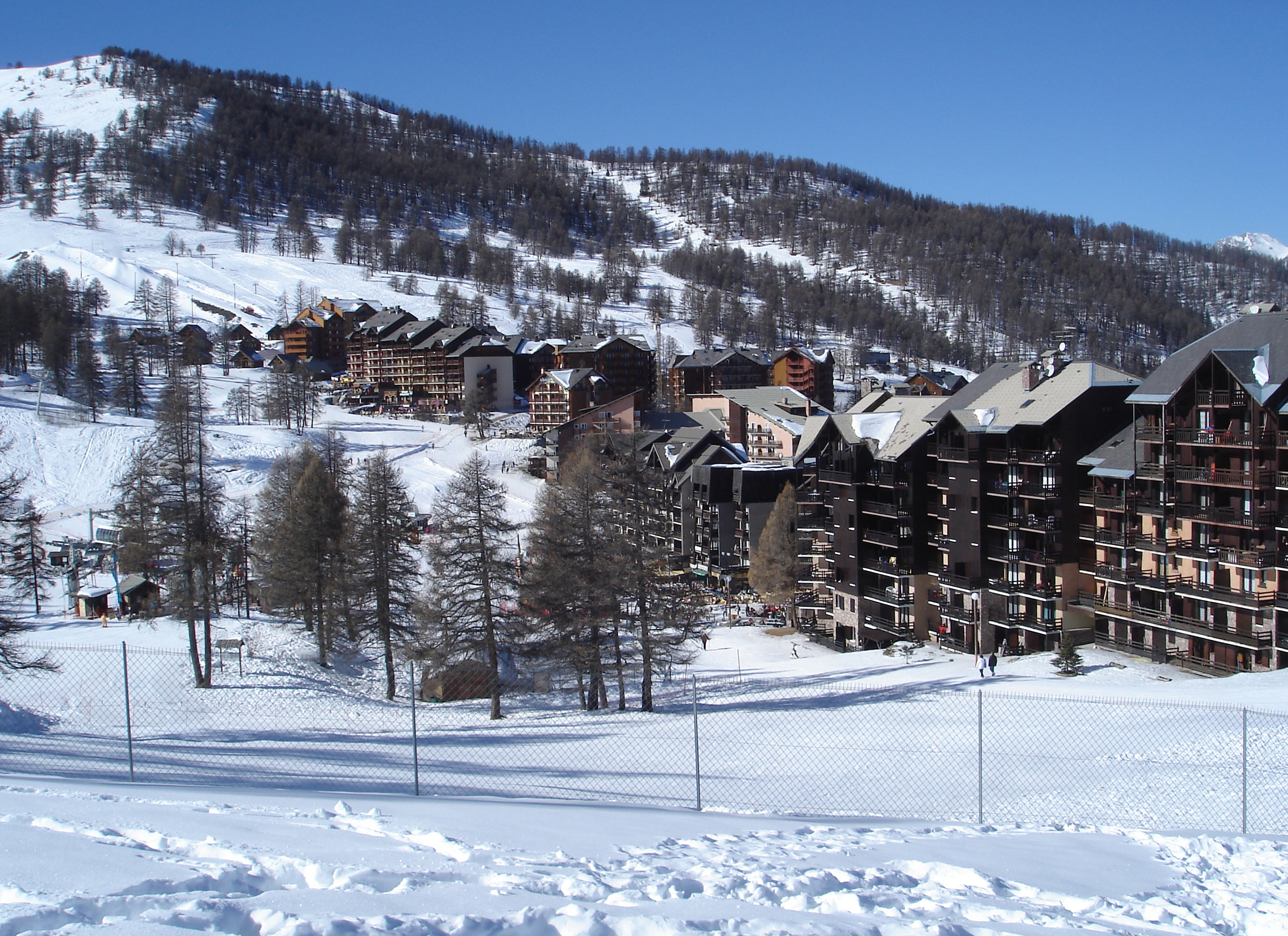
Station de sports d'hiver de Risoul.
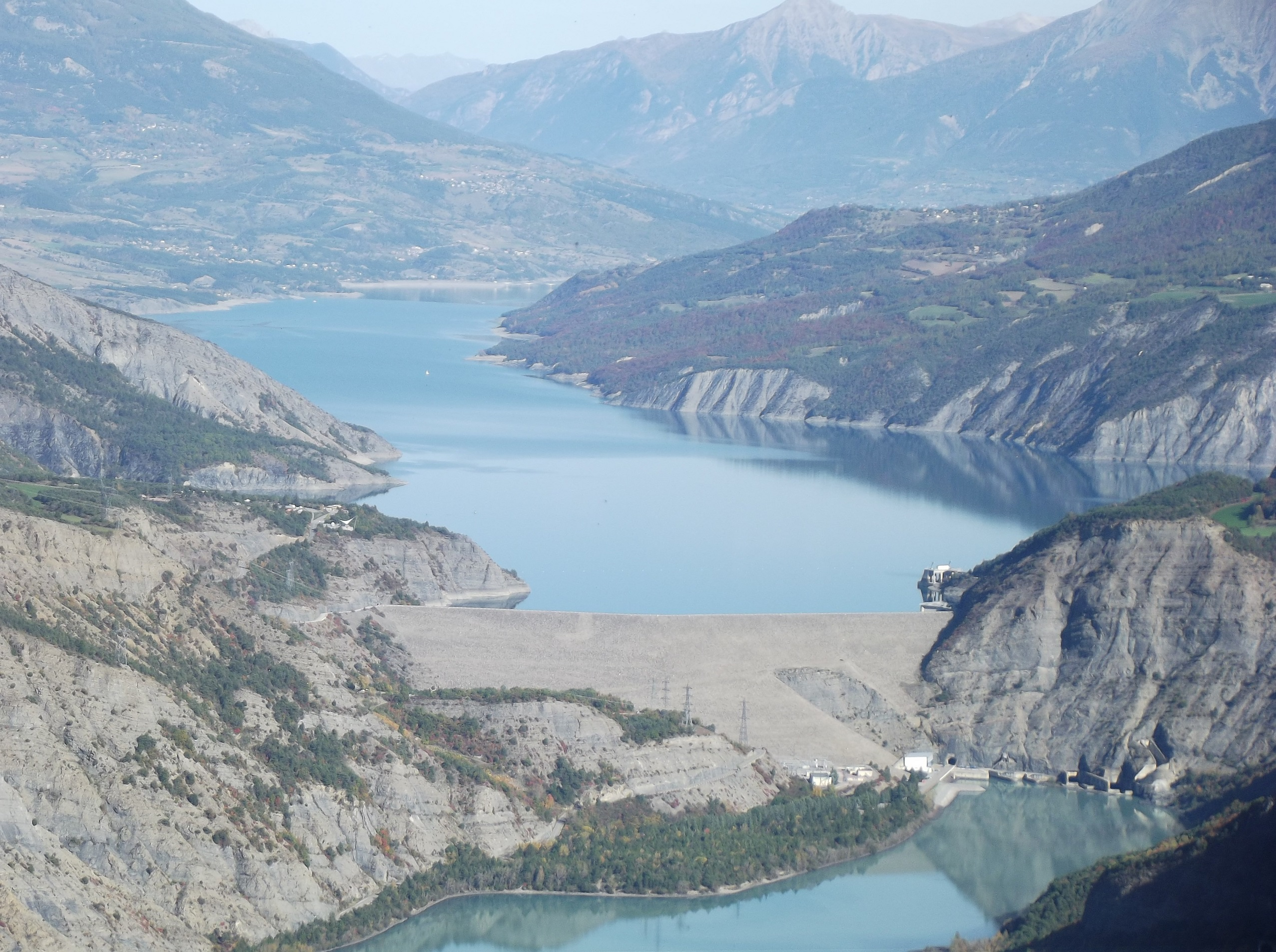
Barrage du lac de Serre-Ponçon.
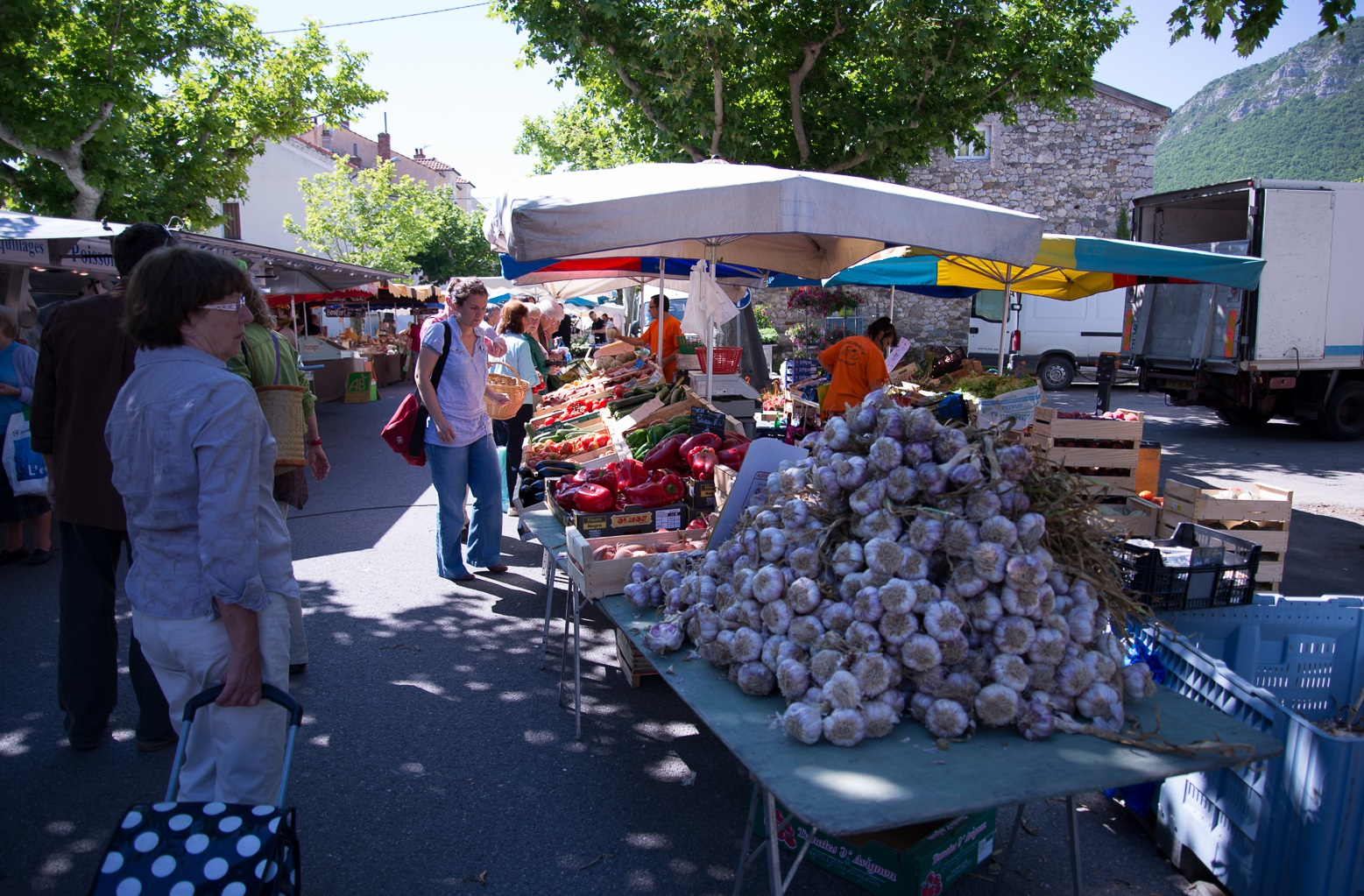
Marché provençal de Laragne-Montéglin.

### Tourisme

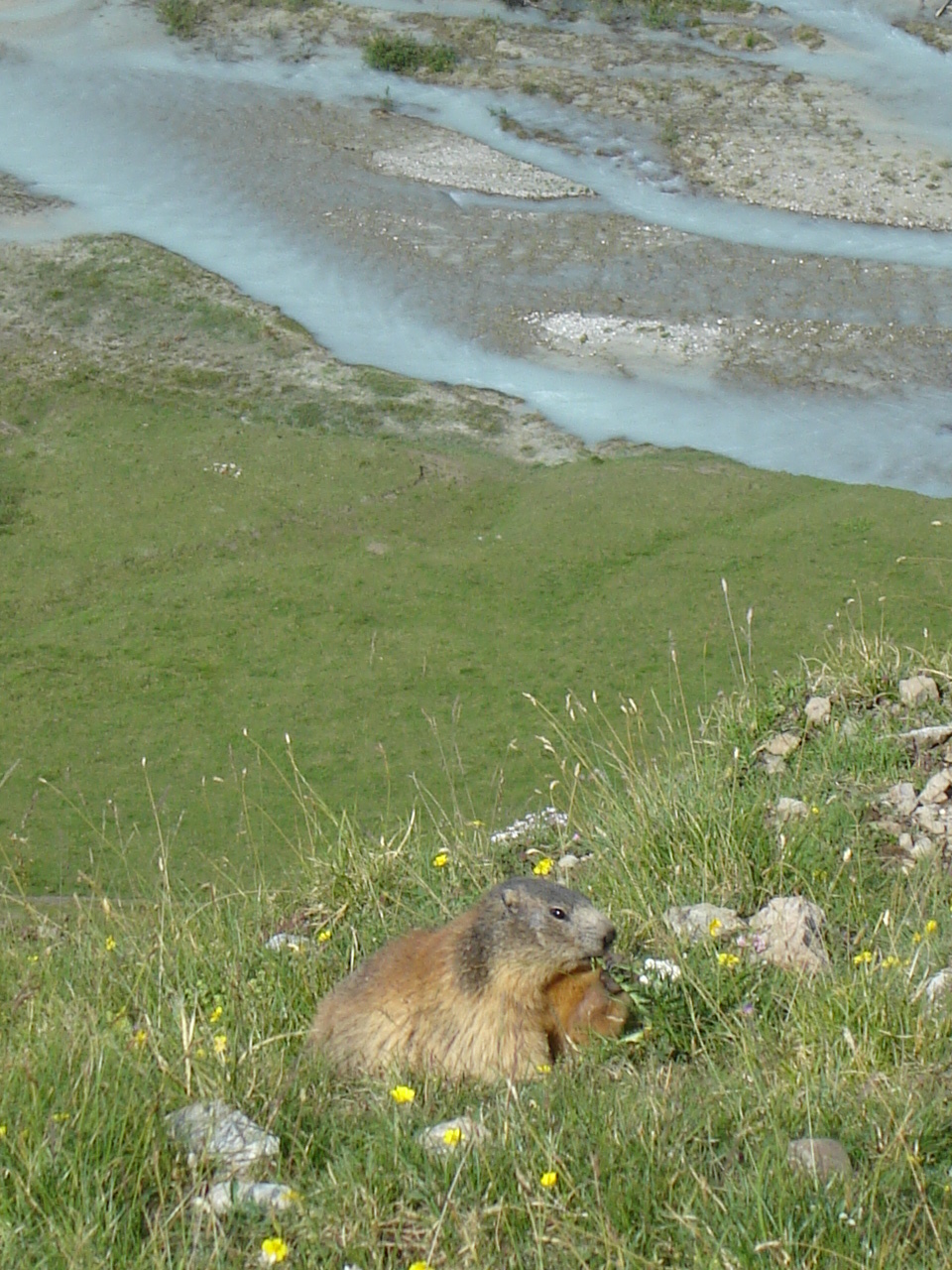
Une marmotte dans le parc national des Écrins, à proximité des sources de la Romanche.

Le tourisme est la principale activité du département. Selon les derniers chiffres communiqués par l’Observatoire du Tourisme (saison 2002-2003), la dépense touristique totale dans les Hautes-Alpes s’élèverait à 931 millions d’euros. Rapportée au chiffre d’affaires réalisé par les entreprises sur la même période (2 427 M€ sur la saison 2002-2003), cette dépense représenterait donc 38,4 %. La part de l’emploi salarié touristique est très importante puisqu'elle représente plus de 15 % de l’emploi salarié total. La fréquentation se répartit l’hiver entre les stations de ski de moyenne et grande taille, telles que Serre Chevalier avec un domaine alpin de 250 km, Montgenèvre qui est intégrée au domaine skiable international de la Via Lattea (400 km), ou Vars, Risoul, Puy-Saint-Vincent, Orcières-Merlette, SuperDévoluy, les Orres et La Joue du Loup, et beaucoup d'autres de taille plus modeste réduite à un ou plusieurs villages (Saint-Léger-les-Mélèzes, Céüze, Réallon, Ancelle, Saint-Michel-de-Chaillol et Laye), ainsi qu'un domaine skiable hors-piste de renommée internationale à La Grave-La Meije, et l’été entre la fréquentation des cimes (randonnée pédestre ou équestre, alpinisme), les sports d'eaux vives sur certains cours d'eau, les activités sur les rives du lac de Serre-Ponçon (toutes activités nautiques et aquatiques), etc.
Le massif des Écrins, avec notamment la vallée de Vallouise, ou le Queyras, protégés respectivement au sein du parc national des Écrins et du parc naturel régional du Queyras, sont des sites privilégiés pour l'alpinisme et la randonnée de haute et moyenne montagne. De nombreux autres espaces naturels du département sont classés en zones Natura 2000, réserves naturelles (exemple : la réserve naturelle nationale des Pics du Combeynot), etc.
Le parc naturel régional des Baronnies provençales, que les Hautes-Alpes partagent avec la Drôme, offre également des possibilités de tourisme en moyenne montagne (escalades à Orpierre, vol libre, randonnées pédestres) dans la partie occidentale du département.
La Durance, ses principaux affluents et d'autres torrents offrent de nombreuses possibilités pour les amateurs de rafting ou de kayak.
Les communes de Tallard et Saint-Crépin avec leurs aérodromes attirent les pilotes de vol à voile ainsi que les parachutistes. On notera aussi que le site de Chabre, reconnu pour son aérologie exceptionnelle, a accueilli le 17e championnat du monde de deltaplane du 20 juin au 4 juillet 2009.

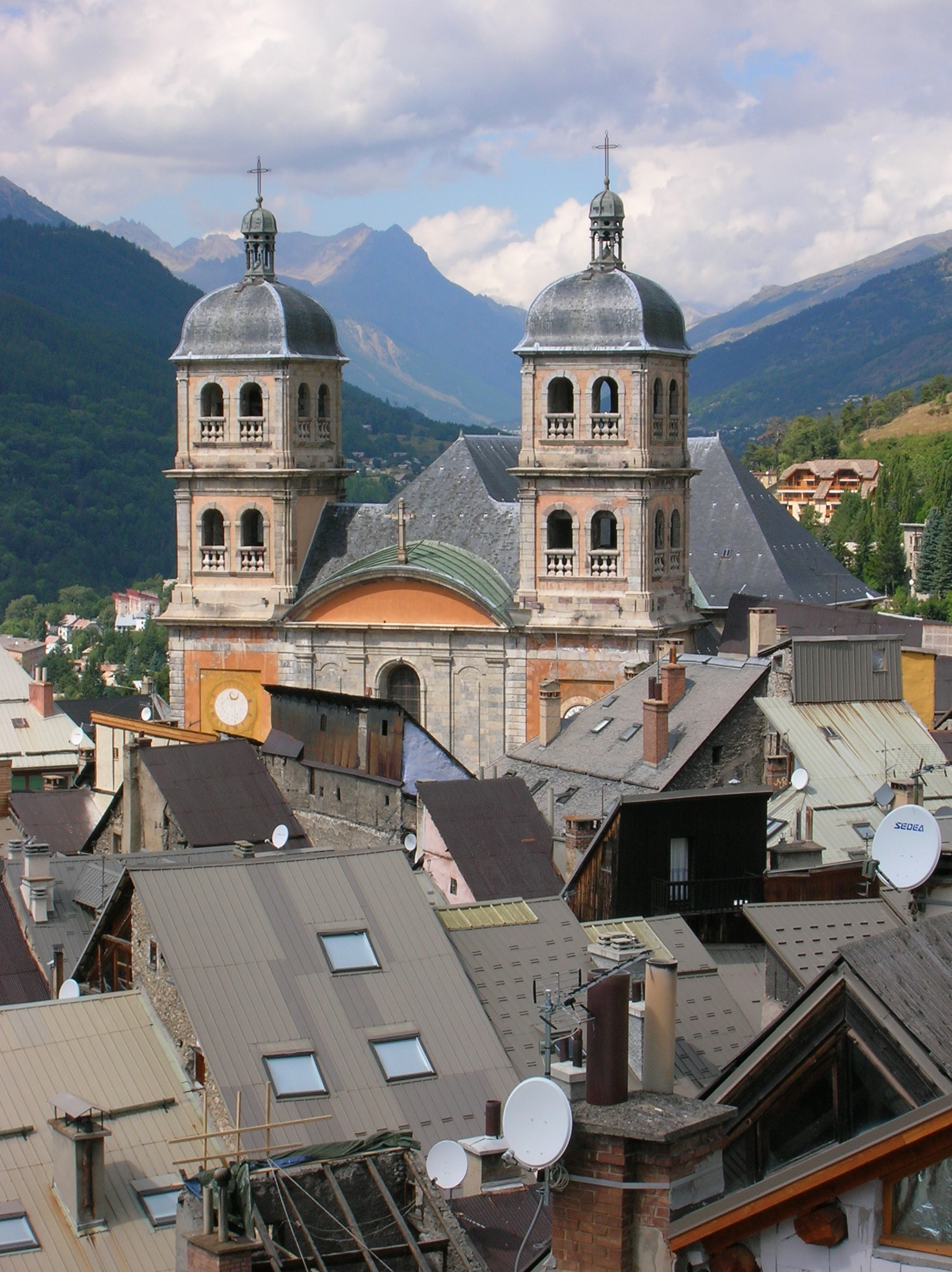
Briançon, sous-préfecture des Hautes-Alpes.
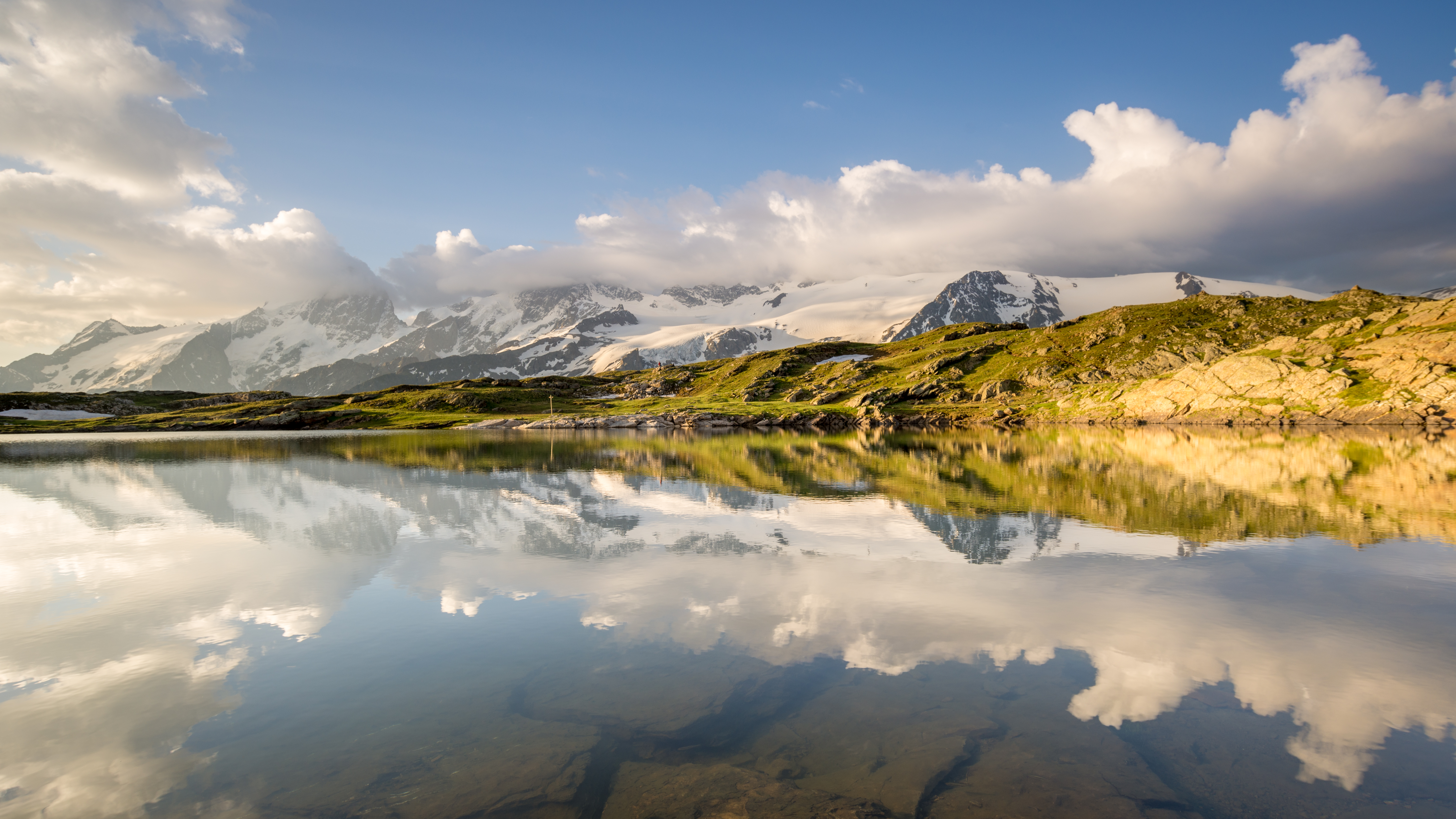
Lac du plateau d'Emparis (parc national des Ecrins).
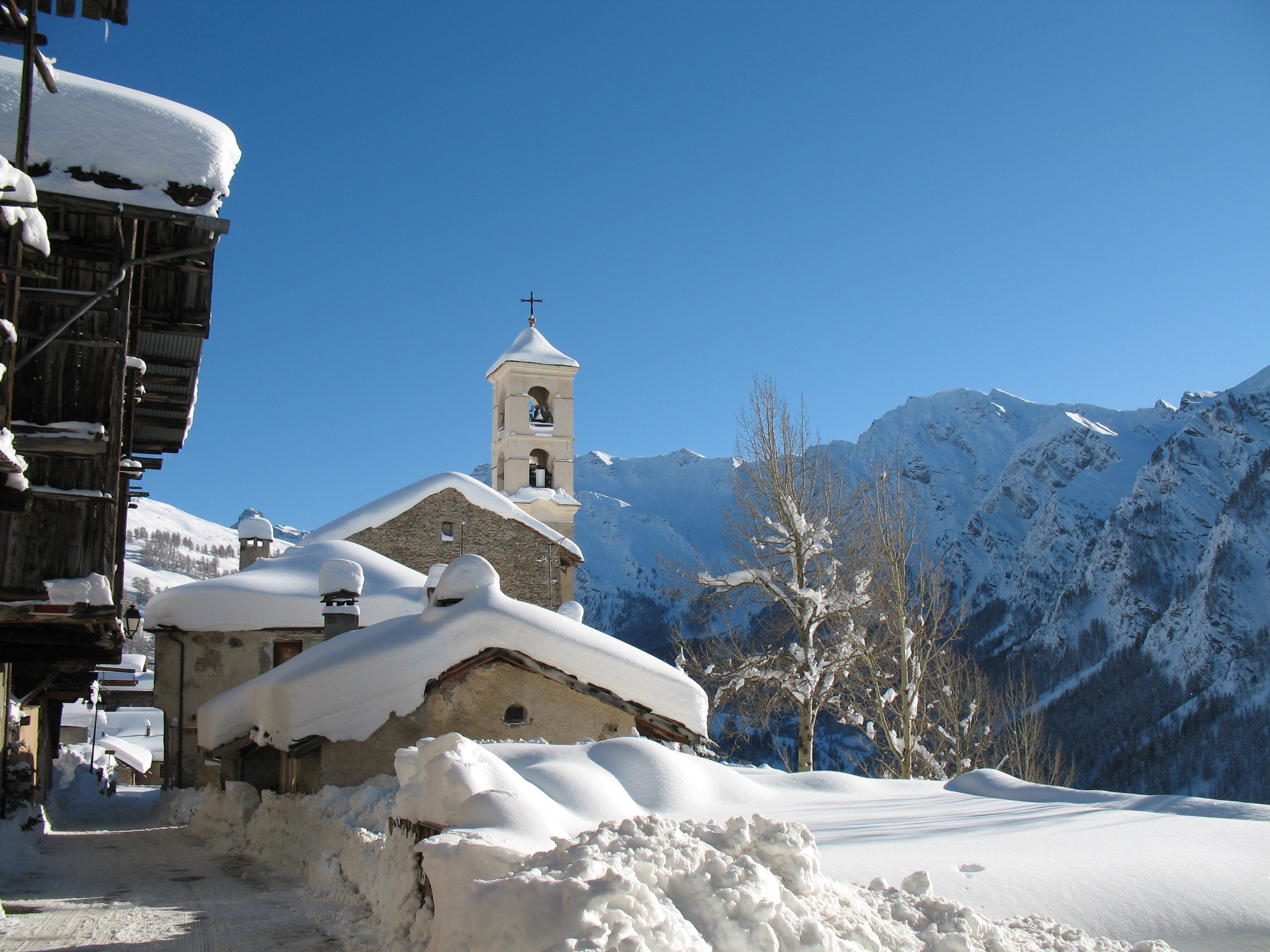
Saint-Véran-en-Queyras.
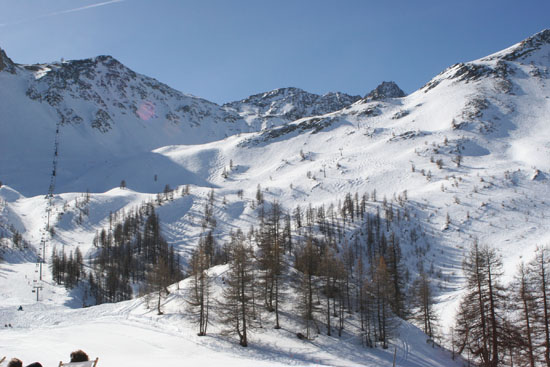
Station de sports d'hiver de Serre-Chevalier.
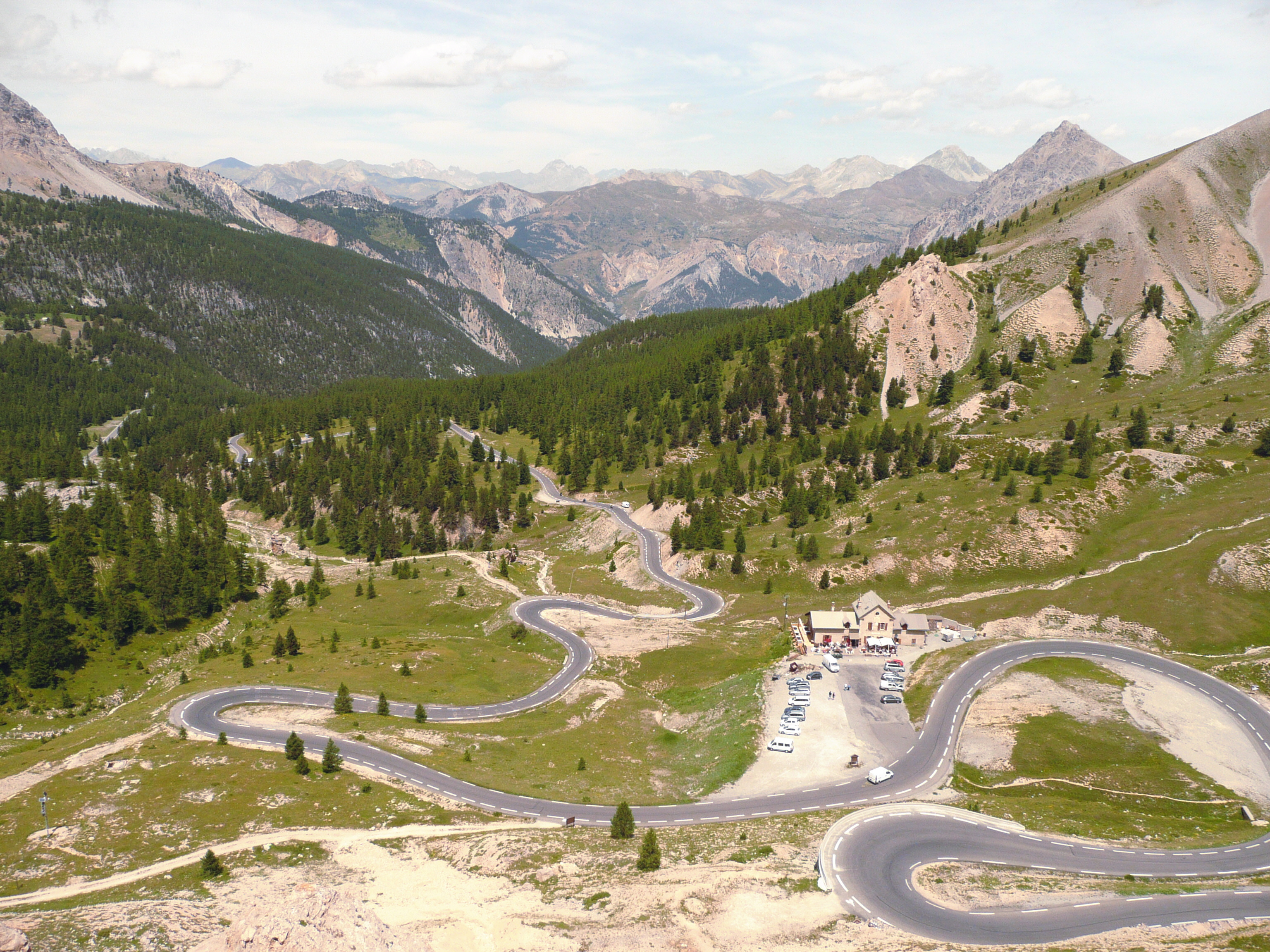
Col d'Izoard.
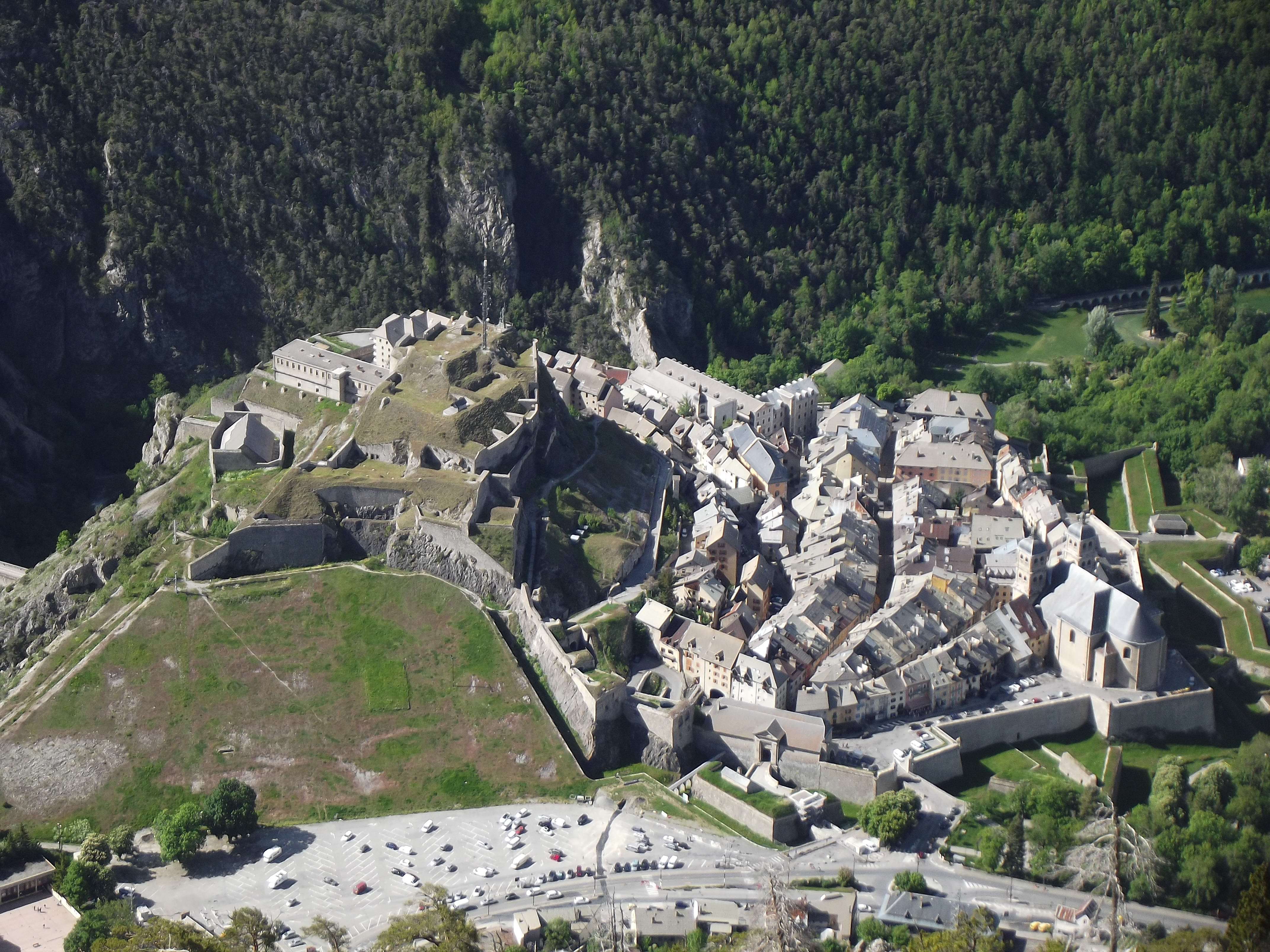
Citadelle Vauban de Briançon.

#### Patrimoine bâti

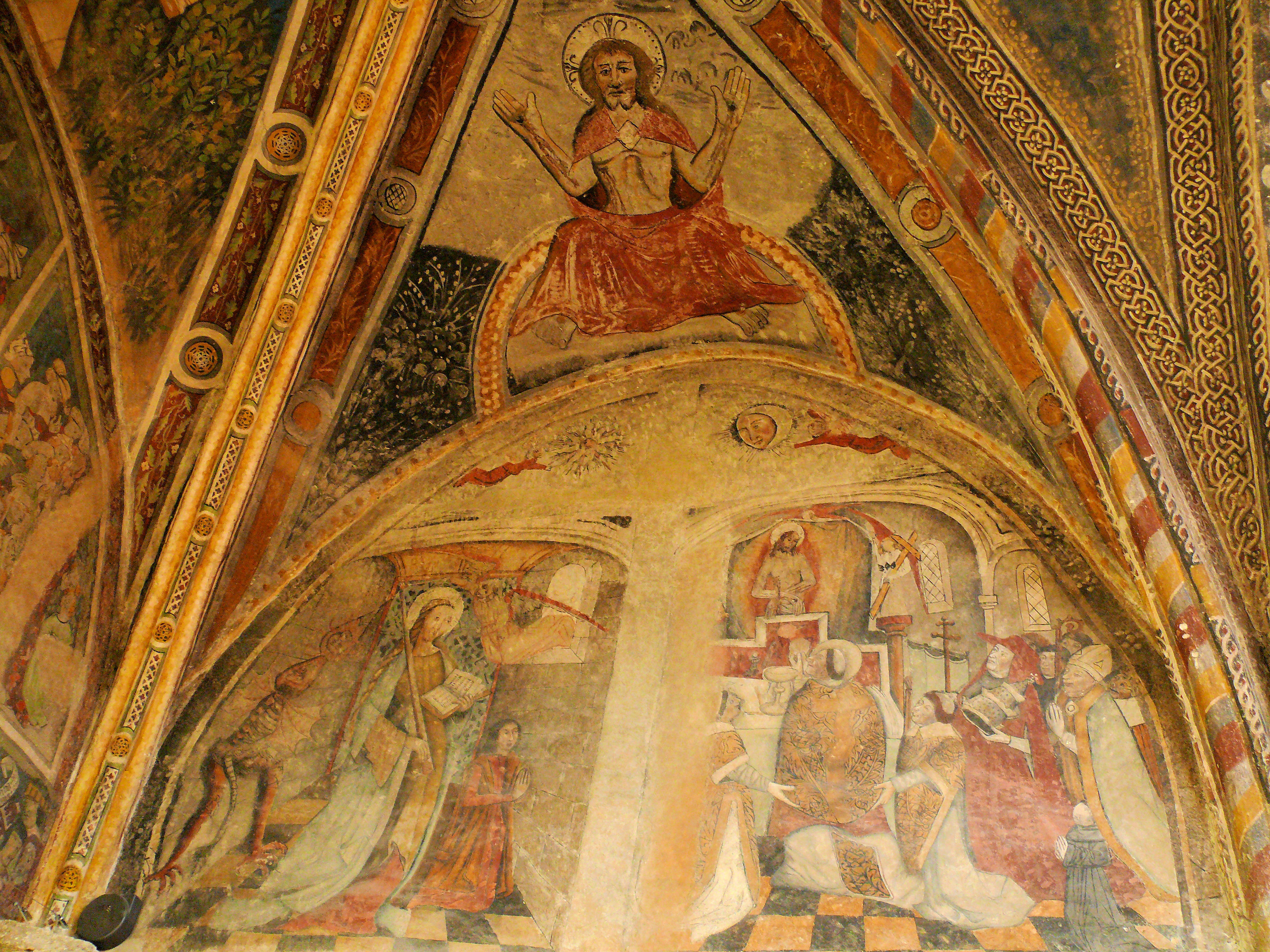
Embrun, Les Cordeliers.

On trouve dans le département plusieurs sites historiques comme les forteresses de Mont-Dauphin et Briançon, Fort Queyras, les châteaux de Montmaur, de Picomtal et de Tallard, des sites archéologiques comme les mines d'argent du Vallon du Fournel à l'Argentière-la-Bessée, de nombreux monuments historiques du patrimoine religieux, comme l'abbaye Notre-Dame de Boscodon du XIIe siècle ou bien encore le prieuré de Saint-André-de-Rosans, plusieurs cathédrales dont la cathédrale Notre-Dame-et-Saint-Arnoux de Gap et l'ancienne cathédrale Notre-Dame d'Embrun, des villages de montagne typiques comme Saint-Véran, Névache ou Dormillouse, hameau accessible seulement à pied dans la zone centrale du parc national des Écrins. Historiquement les vallées ont été longtemps isolées, ce qui leur confère à chacune un patrimoine particulier. Les Hautes-Alpes comportent également de nombreux cadrans solaires et fresques, dont certains vieux de plusieurs siècles.

Quelques forts des Hautes-Alpes
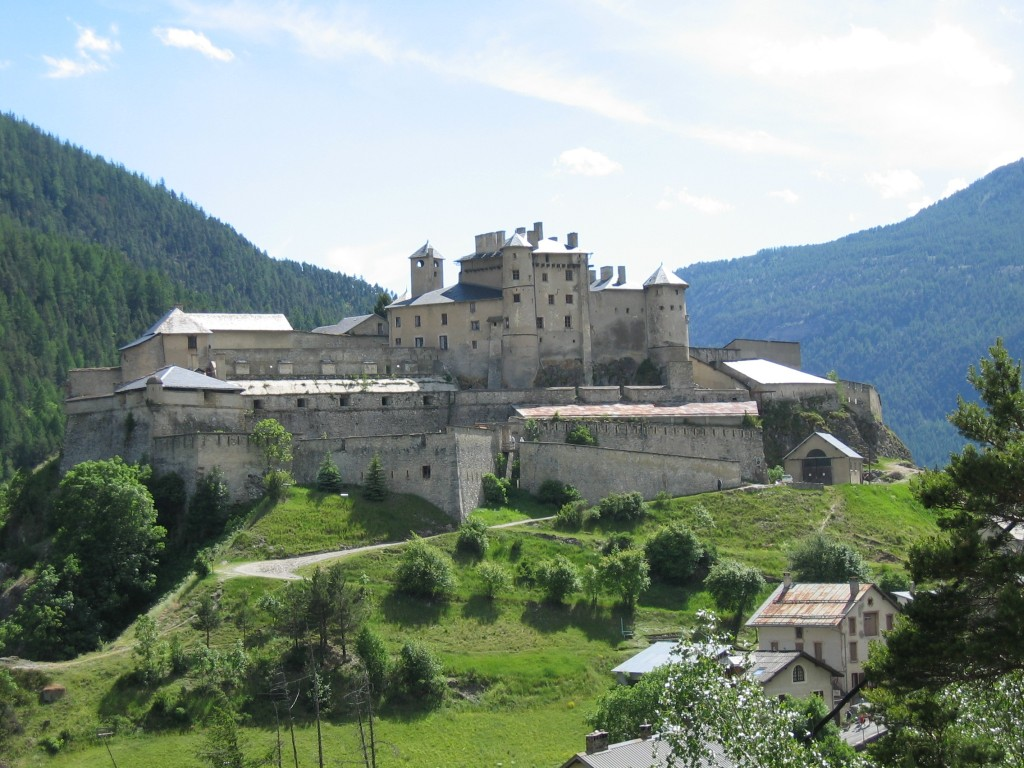
Fort Queyras.
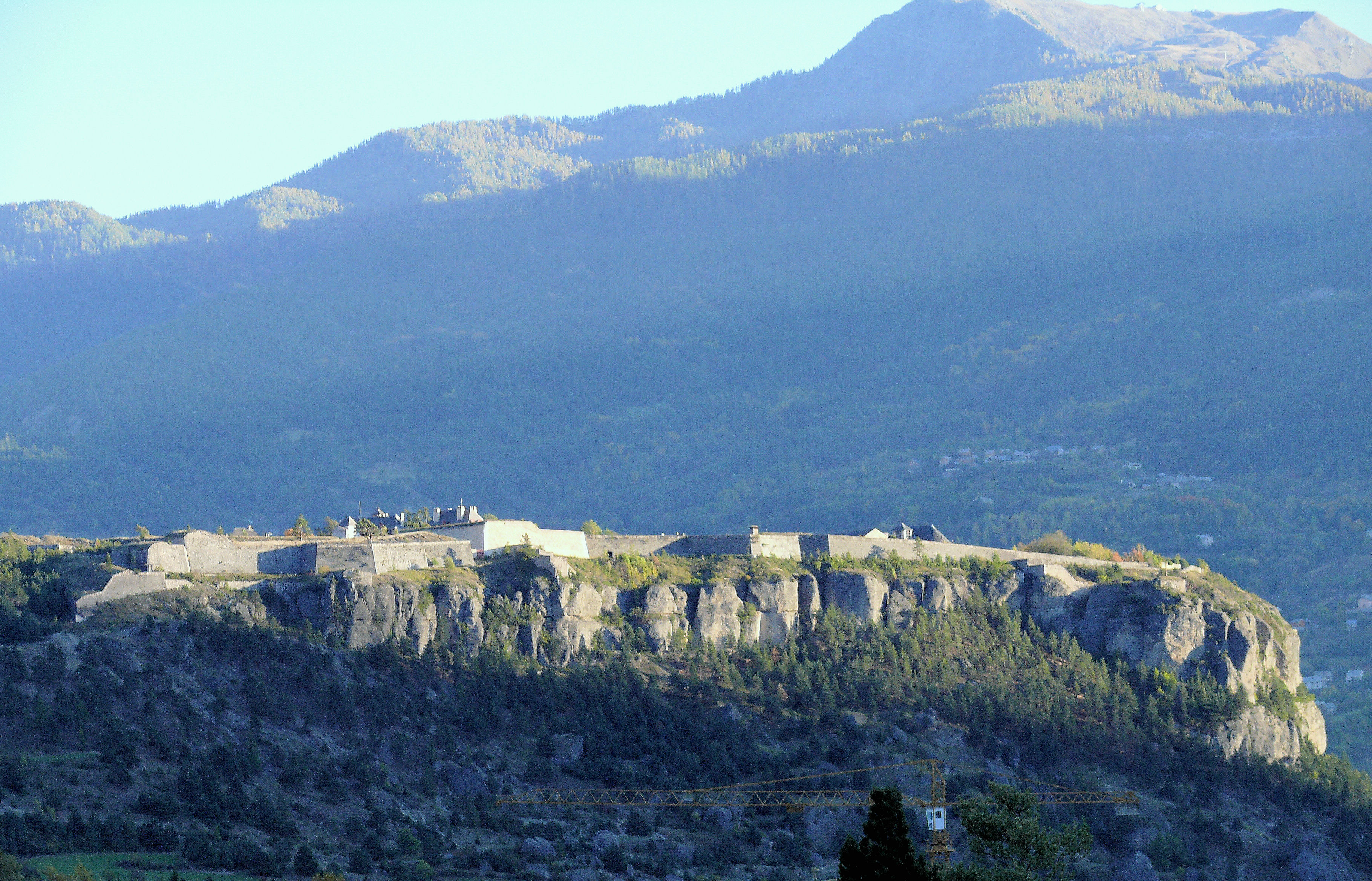
Remparts de Mont-Dauphin dominant les vallées de la Durance et du Guil.
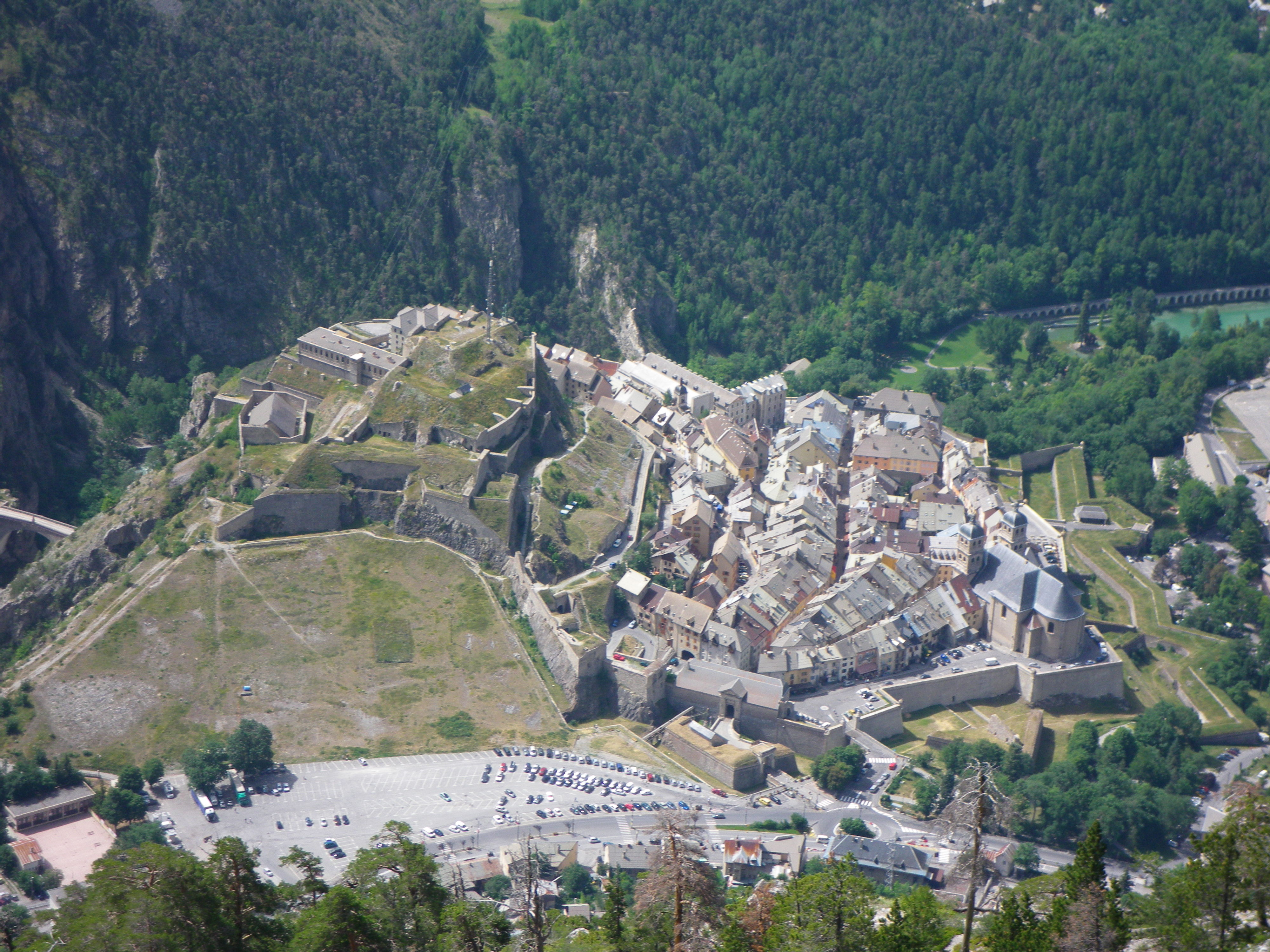
La ville fortifiée de Briançon.
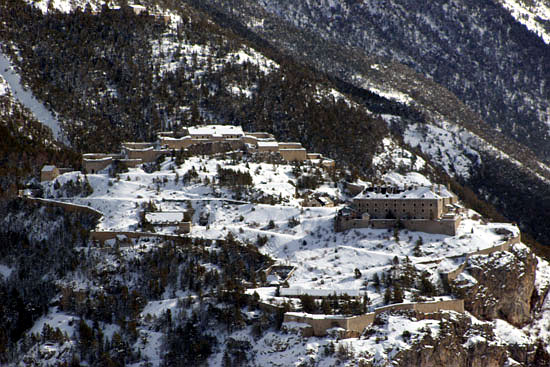
Le fort du Randouillet près de Briançon.
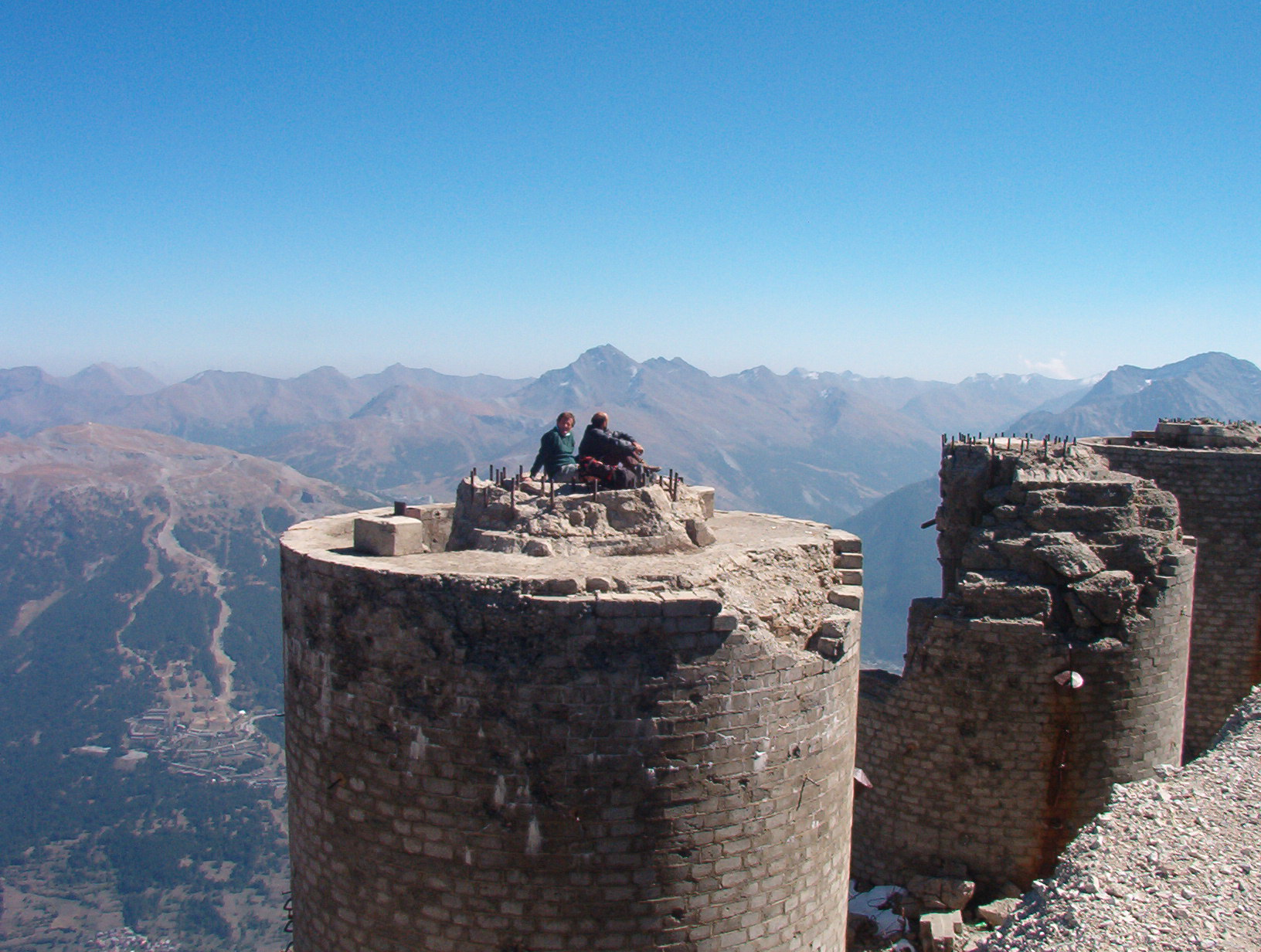
Socles restant de la batterie militaire du Chaberton.

Châteaux des Hautes-Alpes
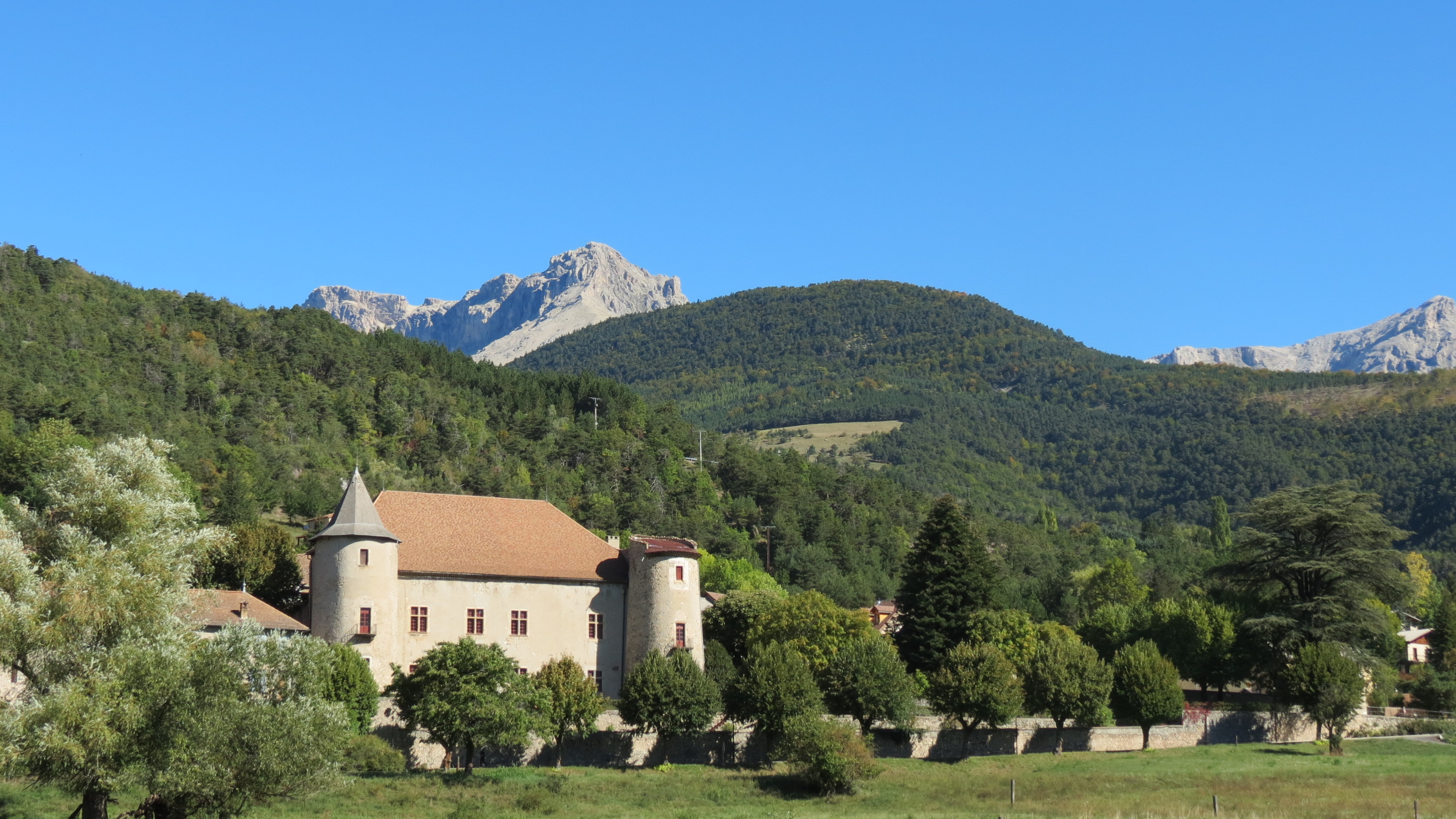
Le château de Montmaur, Domaine départemental des Hautes-Alpes, classé Monument Historique.
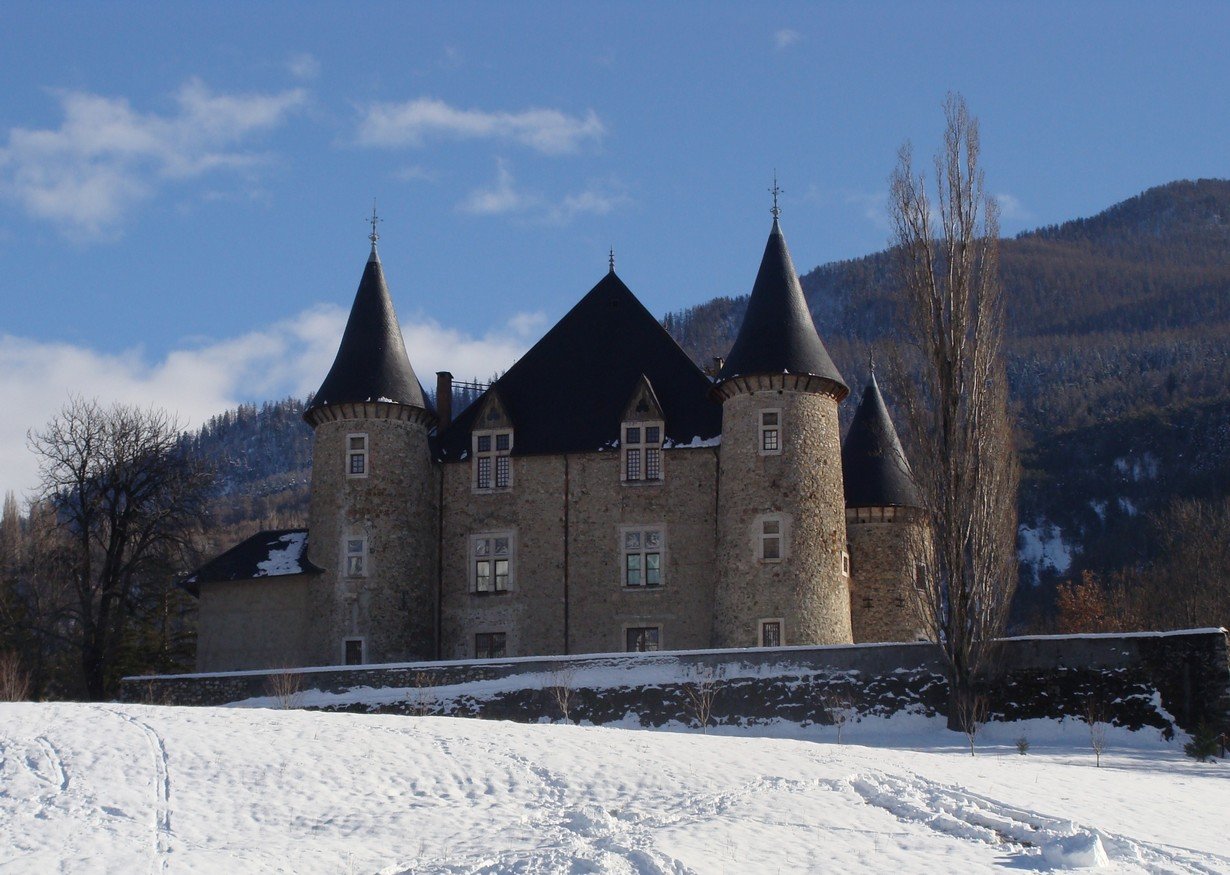
Le château de Picomtal, classé Monument Historique, à Crots.
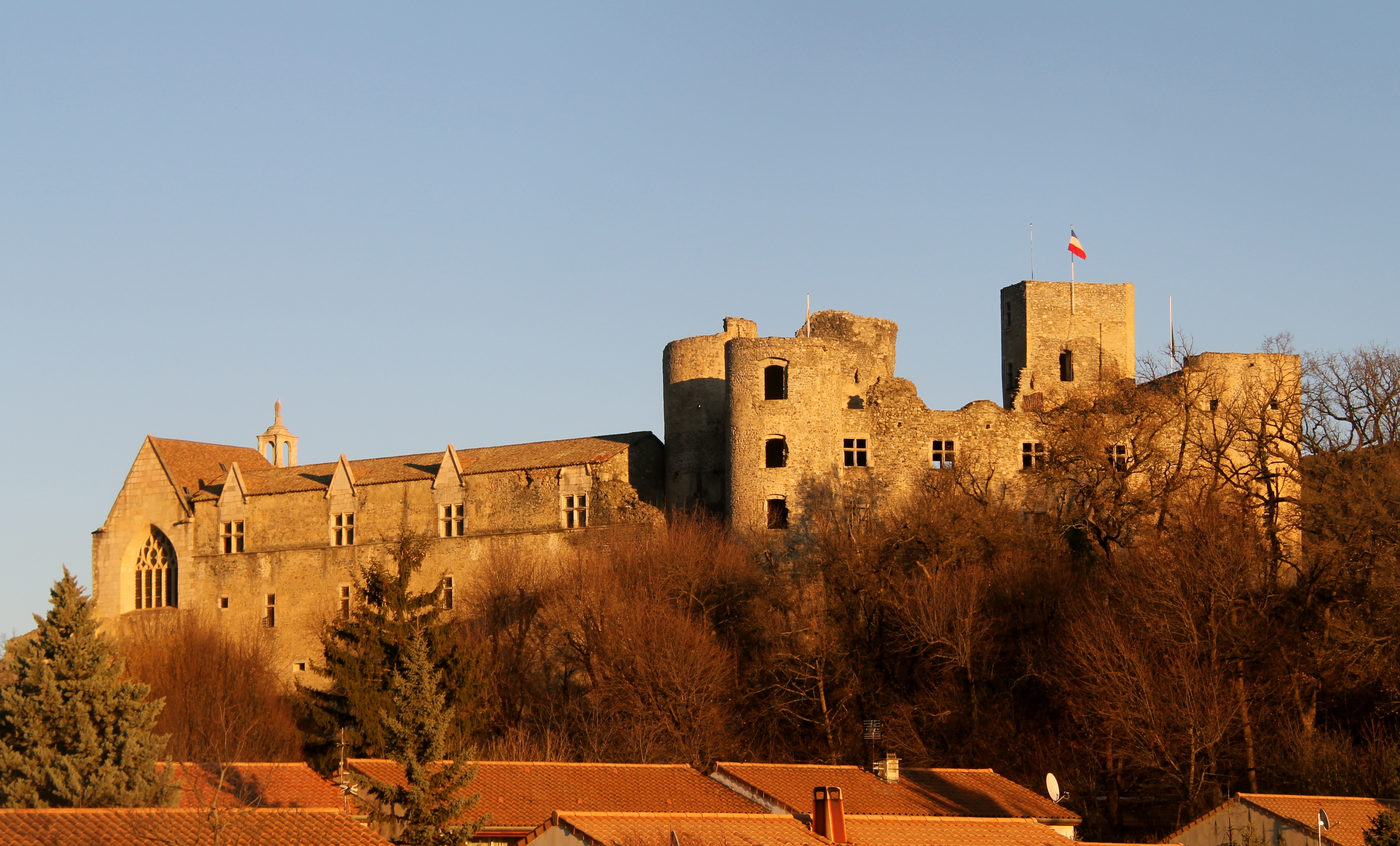
Le château de Tallard, classé Monument Historique.

Quelques édifices religieux
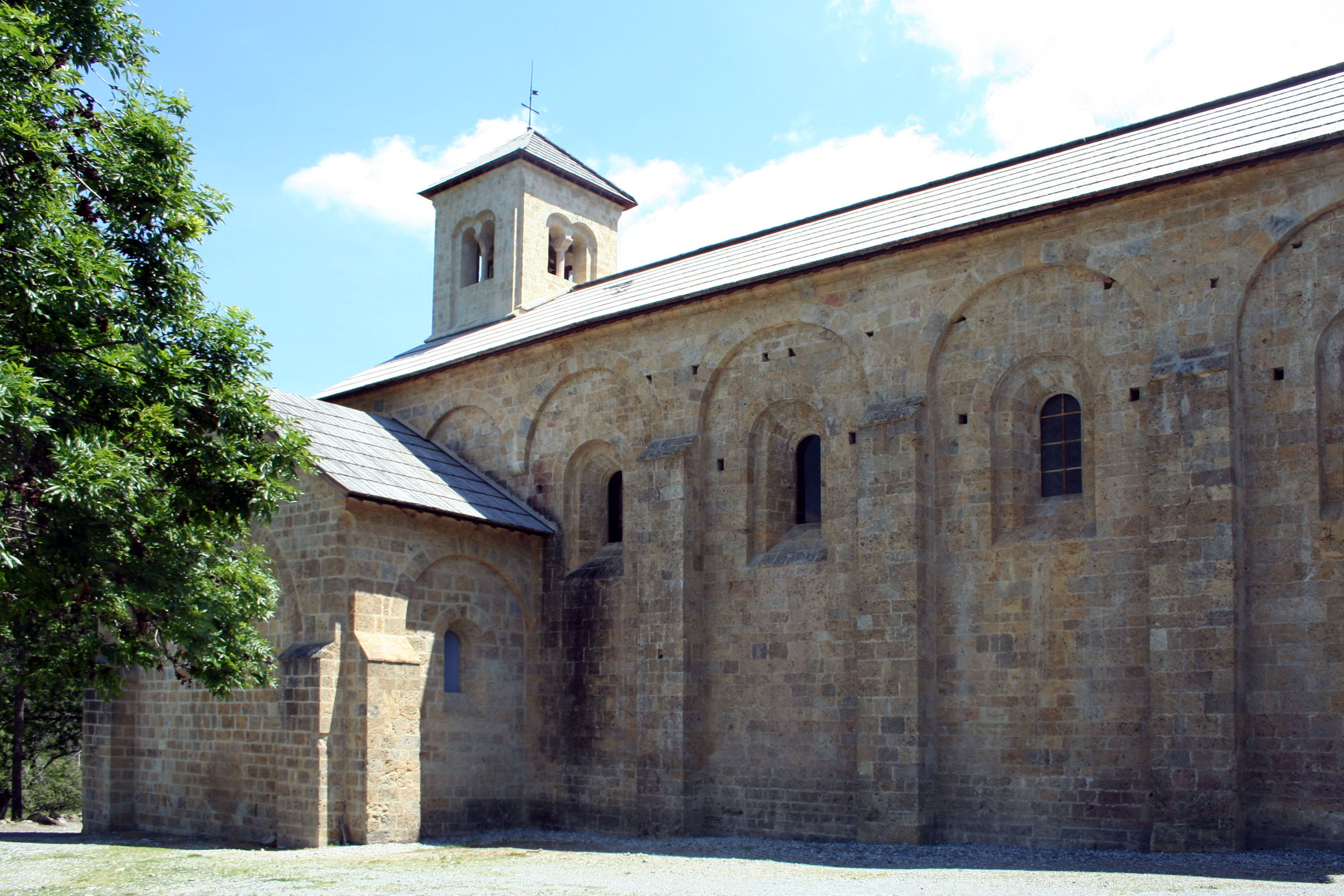
Abbaye de Boscodon.
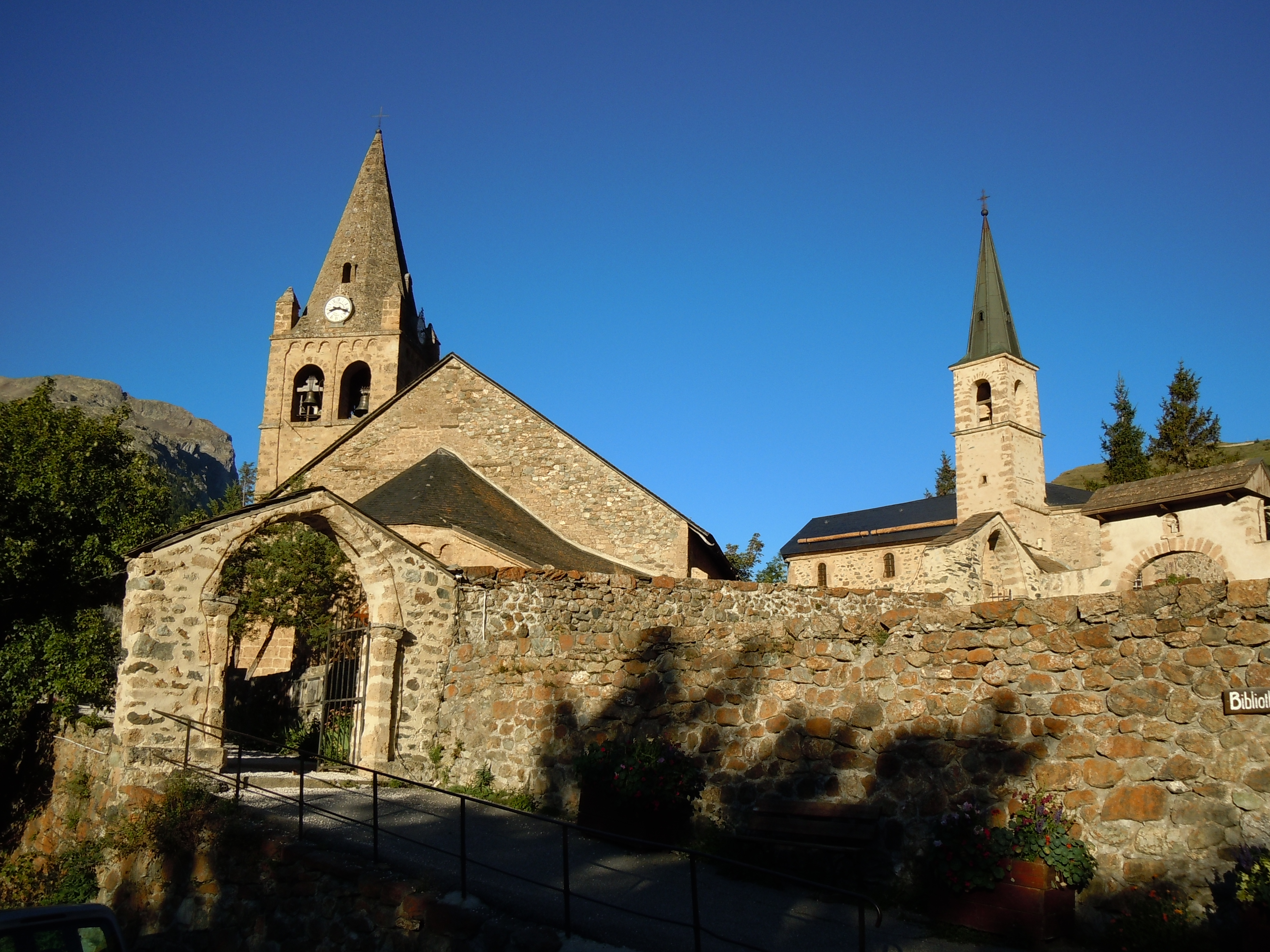
Ensemble religieux de La Grave.
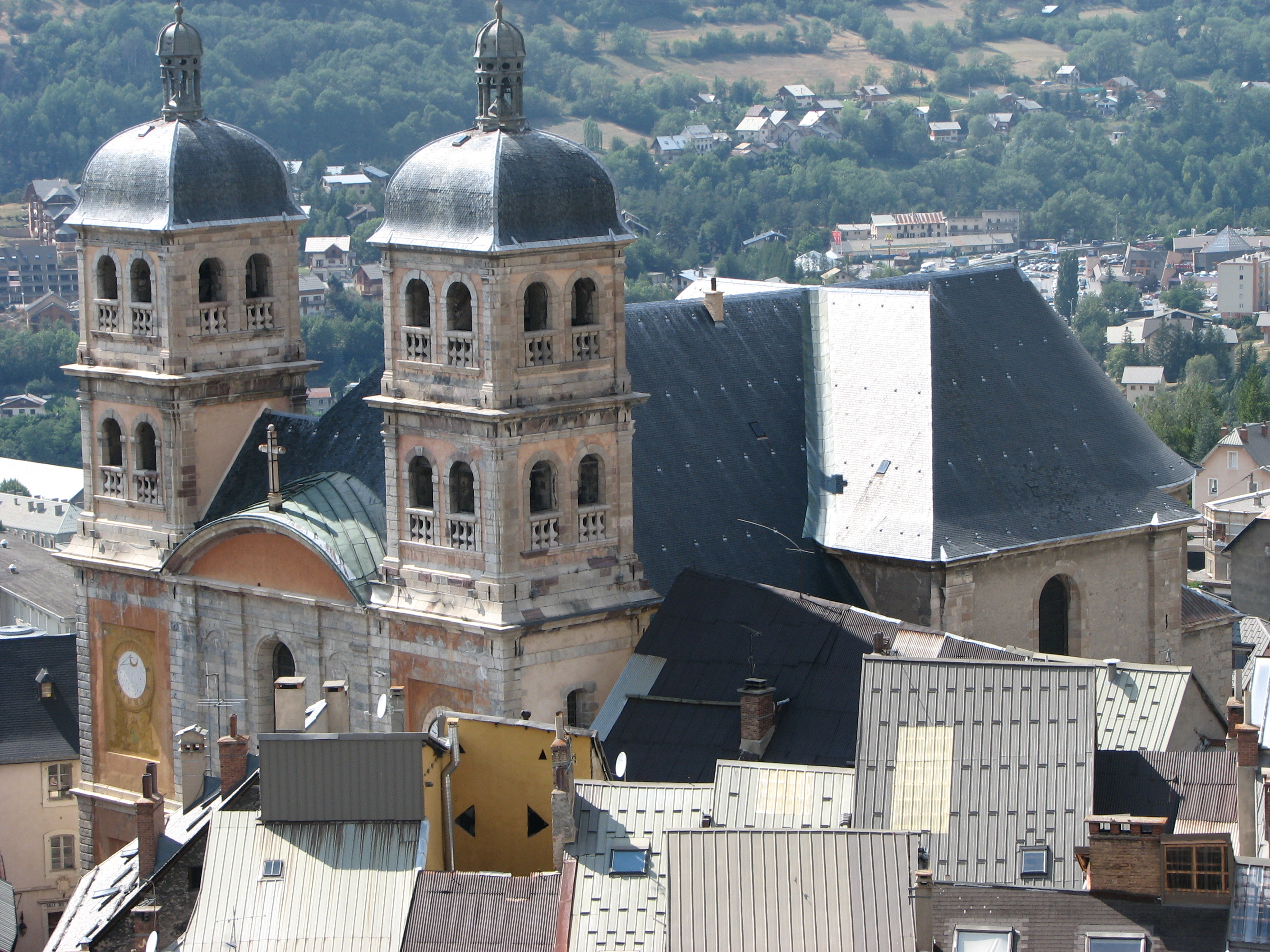
Collégiale Notre-Dame à Briançon.
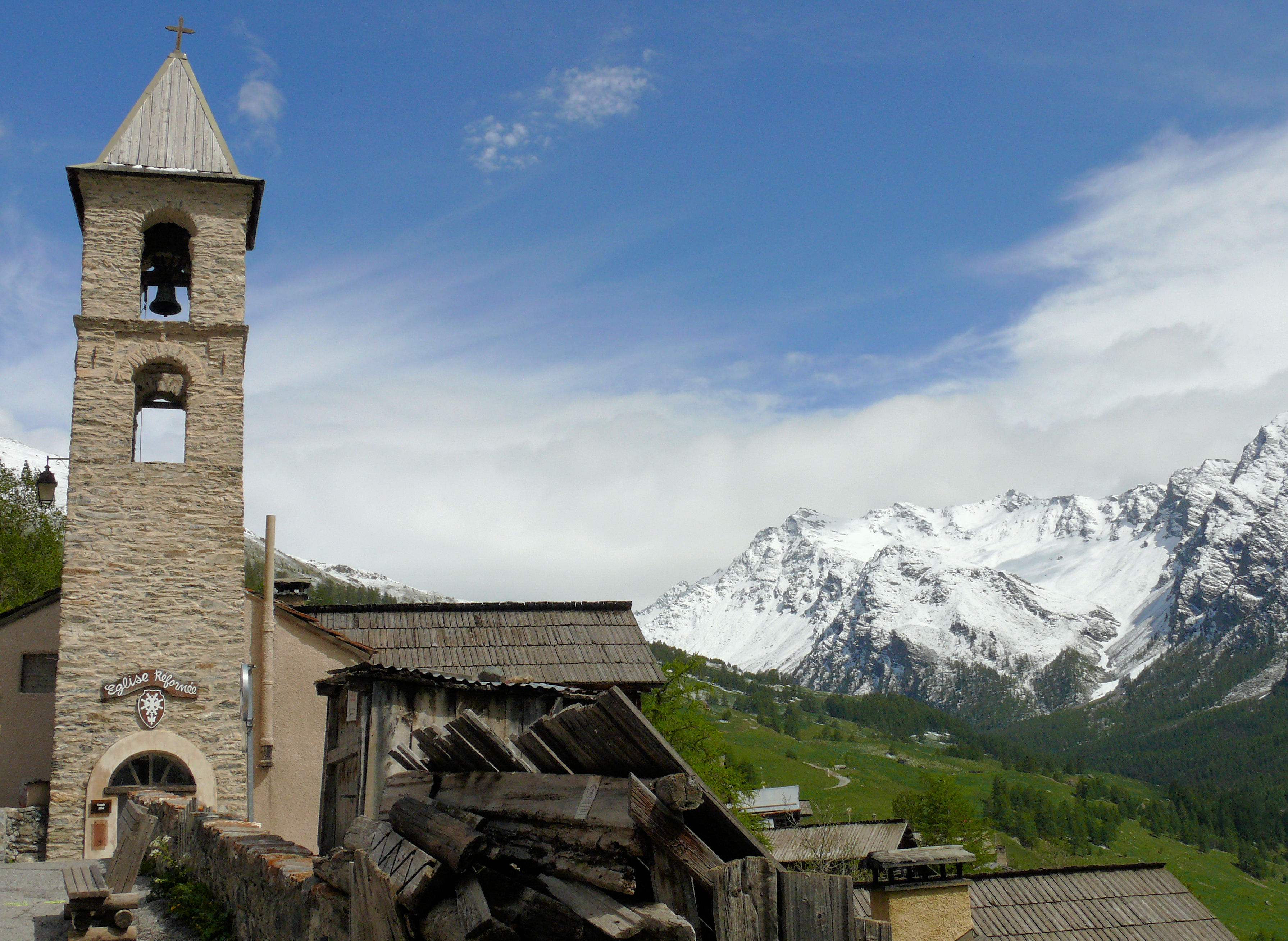
Le temple de l’Église réformée de Saint-Véran.
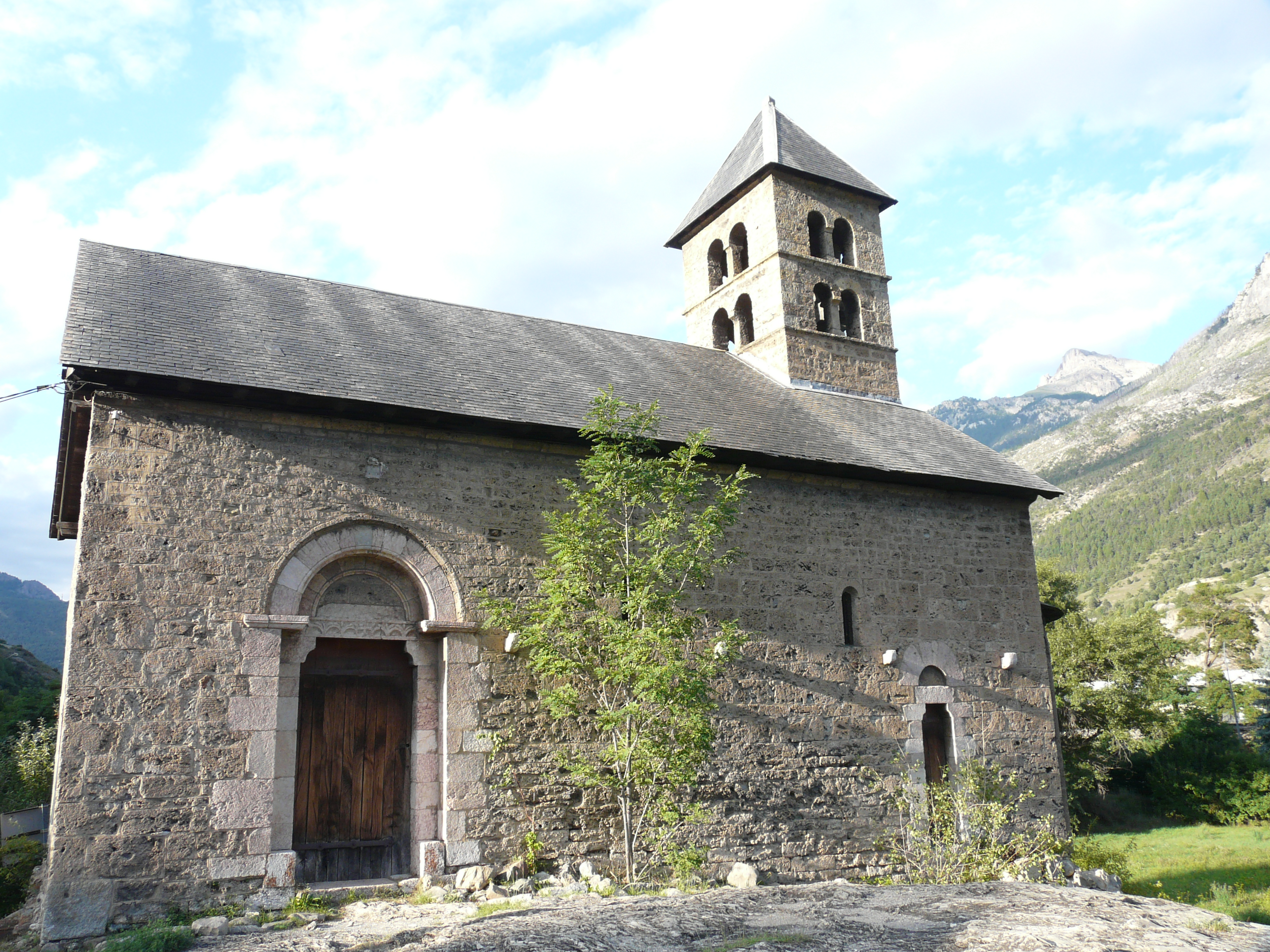
Chapelle Saint-Jean de L'Argentière-la-Bessée.
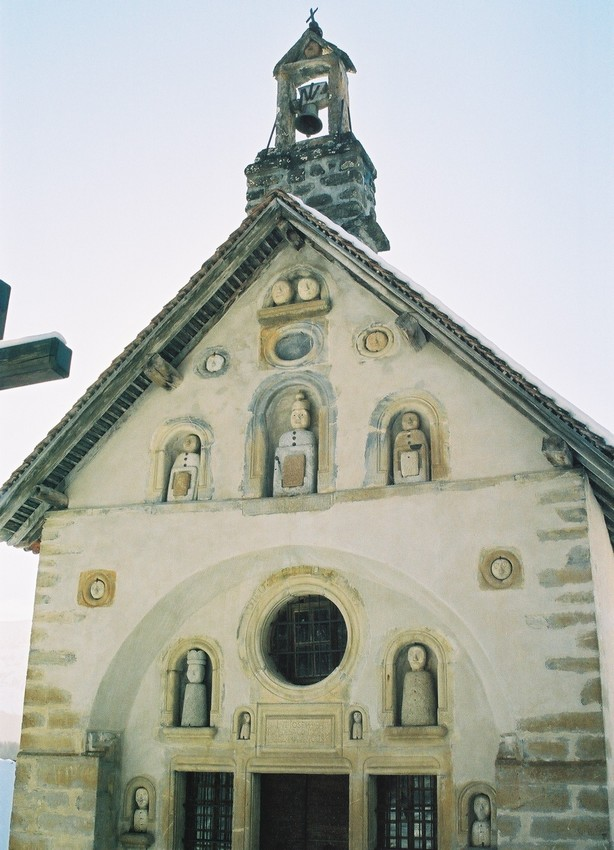
La chapelle des Pétêtes à l'Auberie (Bénévent-et-Charbillac).
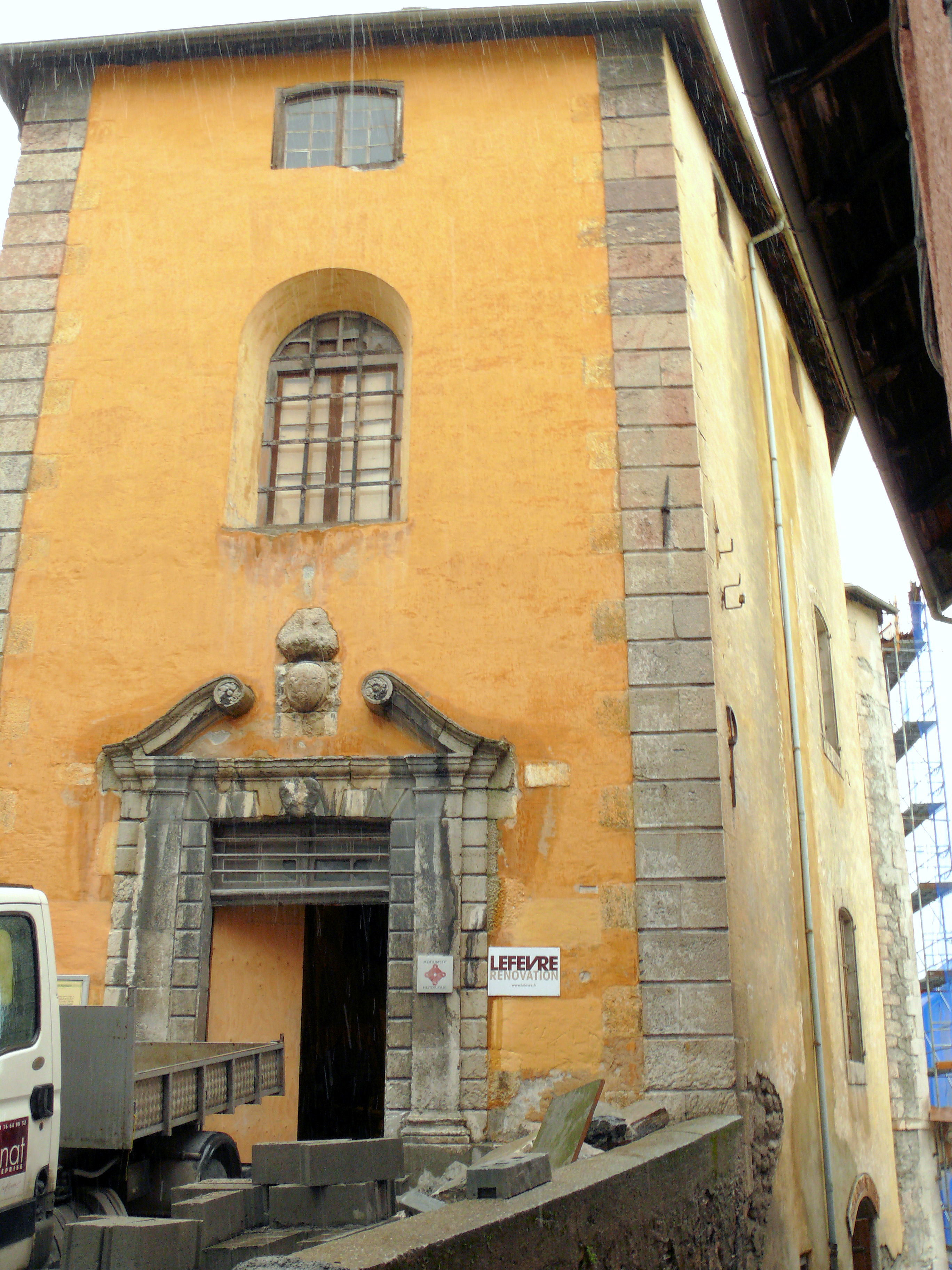
Couvent des Récollets, ville haute de Briançon.
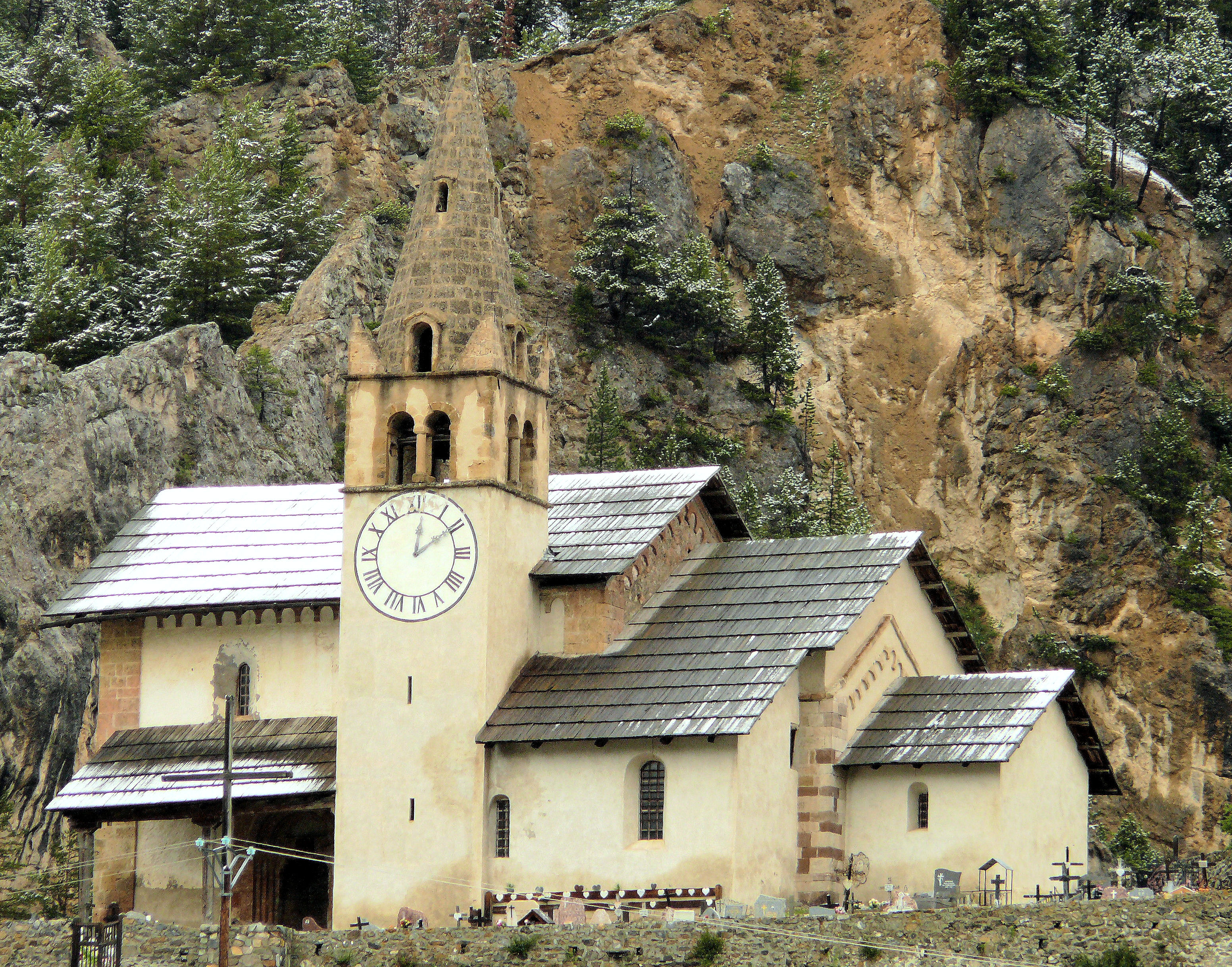
Église Saint-Michel de Cervières.
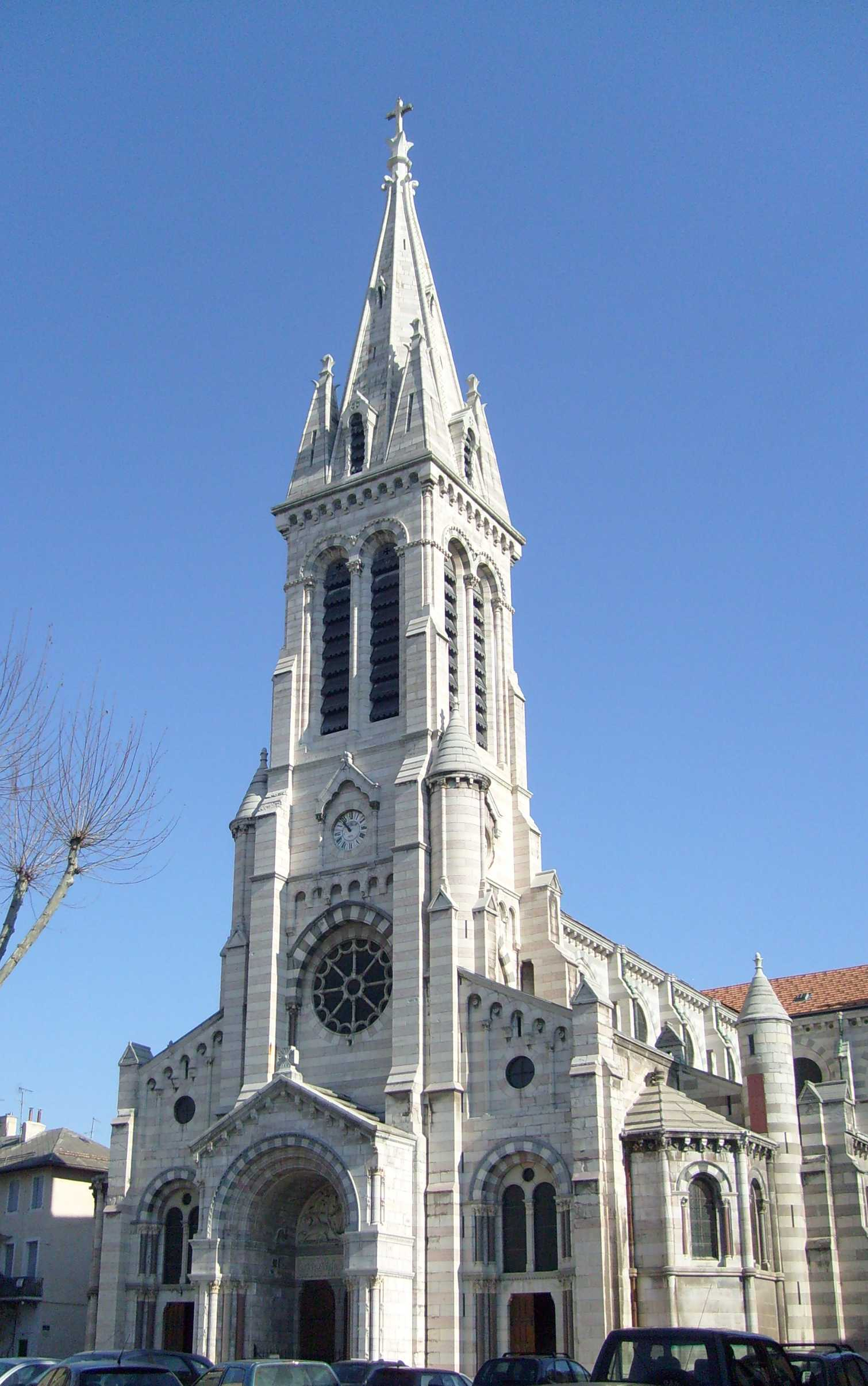
Cathédrale Saint-Arnoux de Gap.
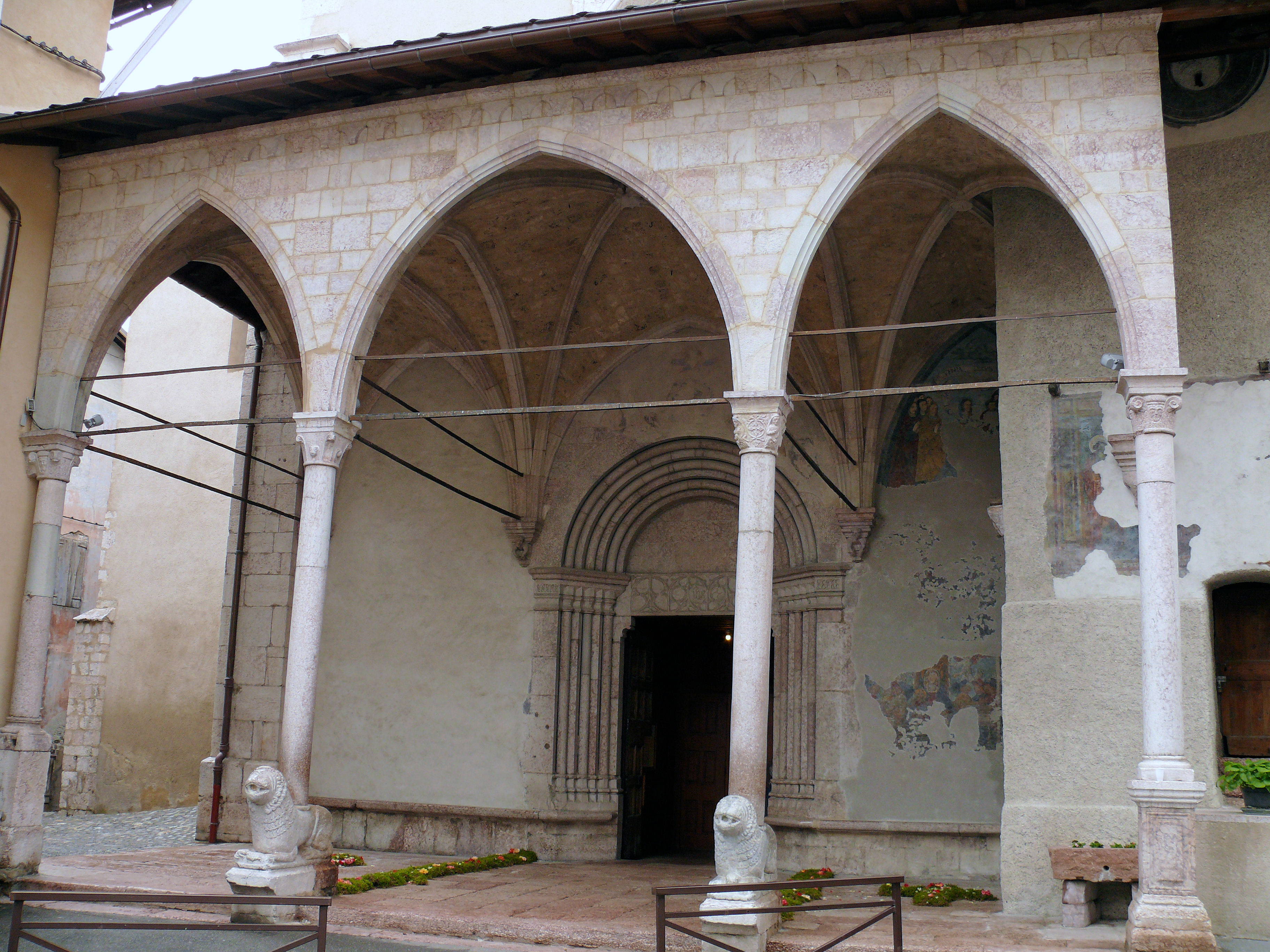
Église Notre-Dame-d'Aquilon à Guillestre.

Maisons traditionnelles de village de différentes vallées des Hautes-Alpes
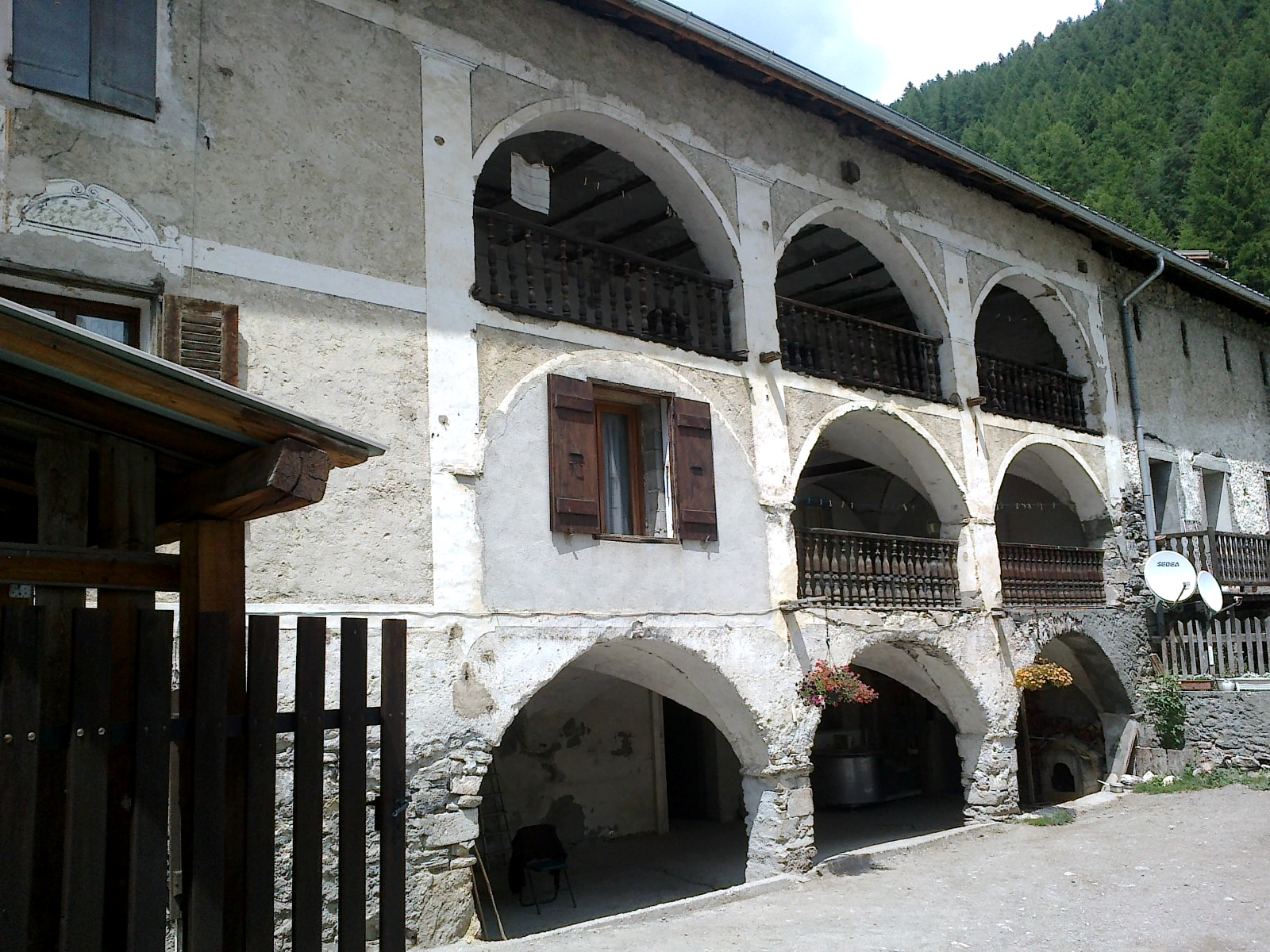
Maison ancienne à Arvieux (Queyras).
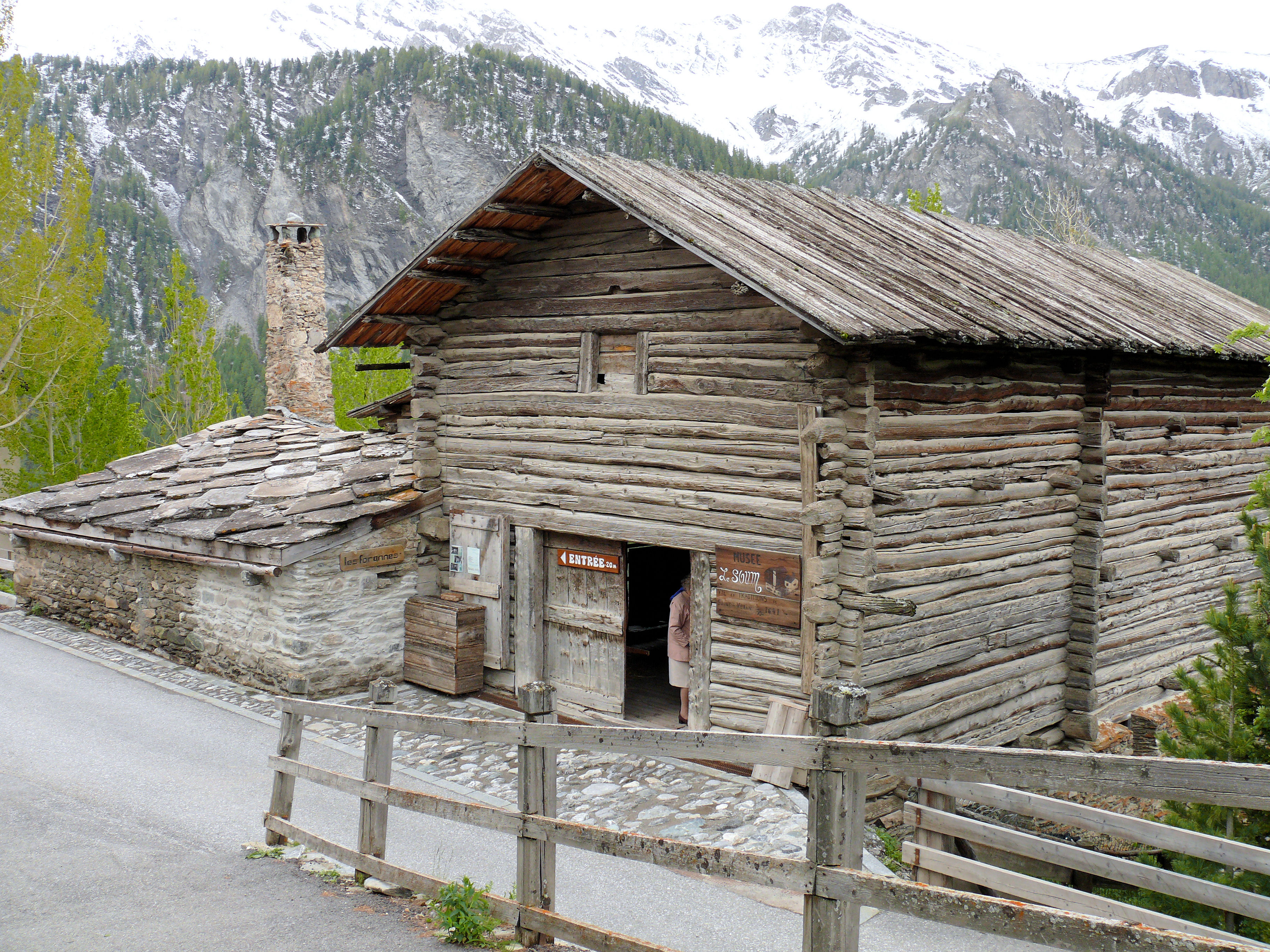
Bâtisse en rondins empilés à Saint-Véran (Queyras).
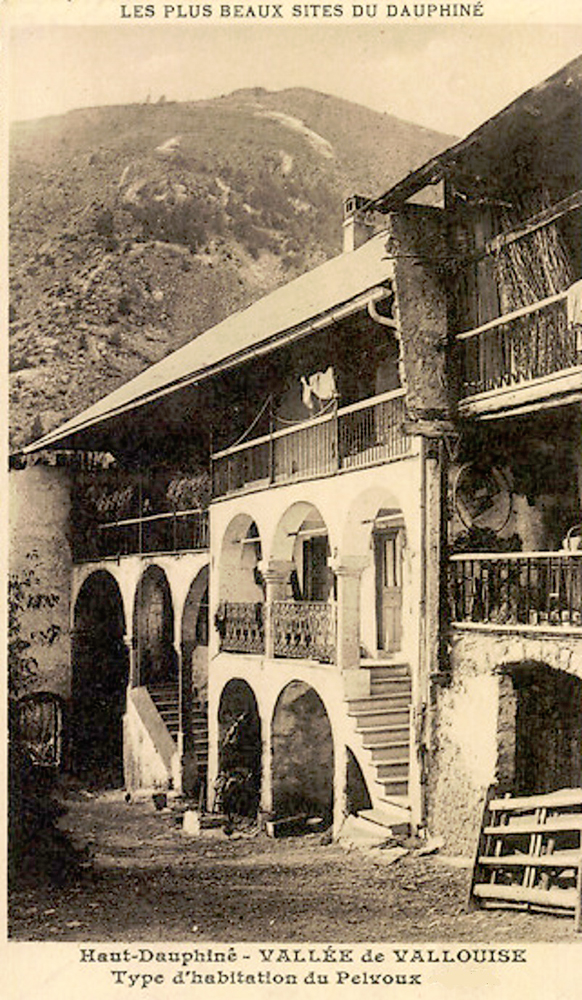
Maison dans la vallée de la Vallouise.
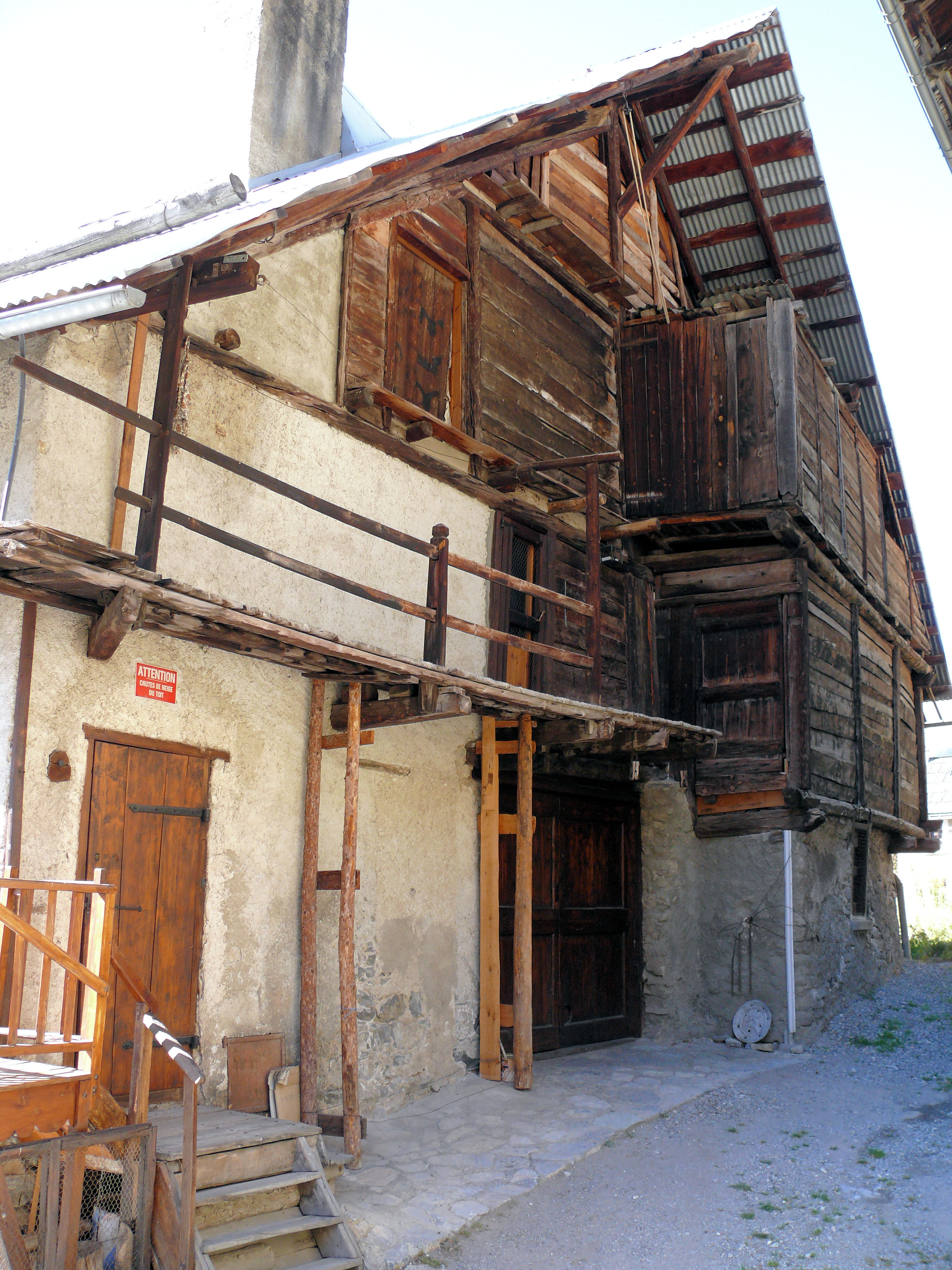
Maison dans le hameau de Plampinet (Névache).
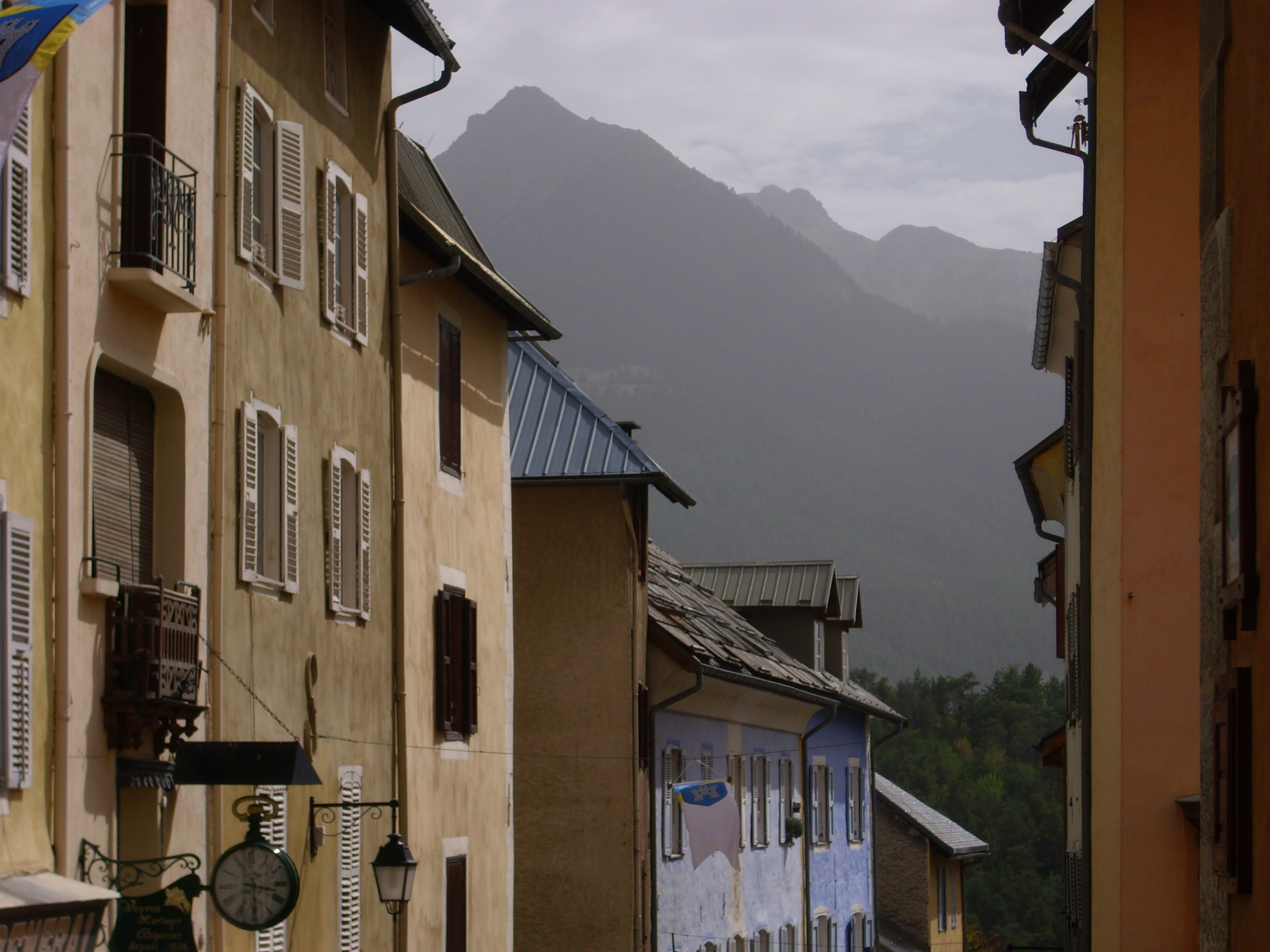
Maisons dans la ville ancienne de Briançon.
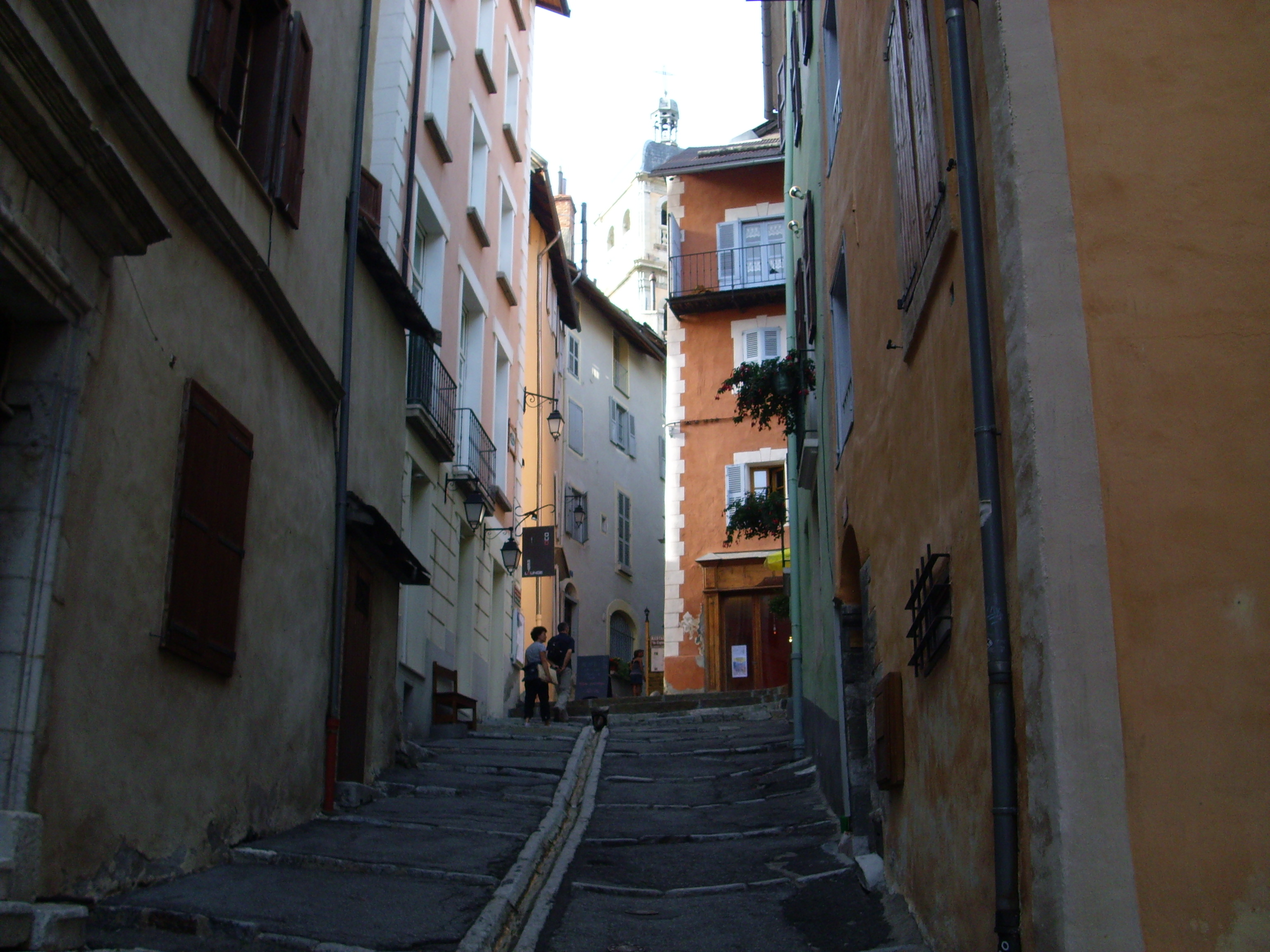
Ruelle montant dans la ville ancienne de Briançon.

#### Les résidences secondaires
Selon le recensement général de la population, 46,1 % des logements disponibles dans le département sont des résidences secondaires.
Ce tableau indique les principales communes des Hautes-Alpes dont les résidences secondaires et occasionnelles dépassent 10 % des logements totaux en 2008.

Répartition des résidences secondaires dans les Hautes-Alpes en 2008.

| Ville                                   | Population municipale | Nombre de logements | Résidences secondaires | % résidences secondaires |
| --------------------------------------- | --------------------- | ------------------- | ---------------------- | ------------------------ |
| Puy-Saint-Vincent                       | 314                   | 2 975               | 2 810                  | 94,45 %                  |
| Risoul                                  | 649                   | 3 718               | 3 422                  | 92,04 %                  |
| Agnières-en-Dévoluy (la Joue du Loup)   | 266                   | 1 310               | 1 189                  | 90,76 %                  |
| Vars                                    | 606                   | 3 518               | 3 165                  | 89,97 %                  |
| Les Orres                               | 516                   | 2 701               | 2 429                  | 89,94 %                  |
| Orcières                                | 700                   | 3 712               | 3 329                  | 89,68 %                  |
| Saint-Étienne-en-Dévoluy                | 573                   | 2 661               | 2 385                  | 89,61 %                  |
| Montgenèvre                             | 486                   | 2 123               | 1 861                  | 87,68 %                  |
| La Salle-les-Alpes (Serre Chevalier)    | 909                   | 3 514               | 3 035                  | 86,36 %                  |
| Saint-Léger-les-Mélèzes                 | 318                   | 806                 | 658                    | 81,66 %                  |
| Ceillac                                 | 304                   | 727                 | 580                    | 79,72 %                  |
| Réallon                                 | 237                   | 555                 | 442                    | 79,64 %                  |
| Molines-en-Queyras                      | 334                   | 865                 | 685                    | 79,15 %                  |
| Saint-Michel-de-Chaillol                | 334                   | 821                 | 648                    | 78,93 %                  |
| Le Monêtier-les-Bains (Serre Chevalier) | 1 057                 | 2 348               | 1 851                  | 78,84 %                  |
| Ancelle                                 | 831                   | 1 574               | 1 172                  | 74,46 %                  |
| Saint-Chaffrey (Serre Chevalier)        | 1 662                 | 3 169               | 2 348                  | 74,10 %                  |
| Arvieux                                 | 360                   | 727                 | 528                    | 72,68 %                  |
| Pelvoux                                 | 449                   | 873                 | 630                    | 72,16 %                  |
| La Grave                                | 0 0 0497              | 0 0 0880            | 0 0 0629               | 71,54 %                  |
| Abriès                                  | 0 0 0372              | 0 0 0602            | 0 0 0428               | 71,10 %                  |
| Névache                                 | 0 0 0334              | 0 0 0639            | 0 0 0454               | 71,06 %                  |
| Vallouise                               | 0 0 0728              | 0 01 207            | 0 0 0838               | 69,44 %                  |
| Saint-Véran                             | 282                   | 468                 | 321                    | 68,64 %                  |
| Aiguilles                               | 419                   | 531                 | 348                    | 65,58 %                  |
| Cervières                               | 156                   | 342                 | 212                    | 62,04 %                  |
| Savines-le-Lac                          | 1 136                 | 1 273               | 786                    | 61,75 %                  |
| Saint-Sauveur                           | 442                   | 473                 | 275                    | 58,02 %                  |
| Château-Ville-Vieille                   | 328                   | 415                 | 227                    | 54,80 %                  |
| Saint-Firmin (en Valgaudemar)           | 464                   | 564                 | 291                    | 51,59 %                  |
| Saint-Crépin                            | 592                   | 567                 | 290                    | 51,09 %                  |
| Baratier                                | 511                   | 489                 | 238                    | 48,65 %                  |
| Val-des-Prés                            | 502                   | 516                 | 247                    | 47,73 %                  |
| Châteauroux-les-Alpes                   | 1 110                 | 861                 | 360                    | 41,83 %                  |
| Chabottes                               | 750                   | 617                 | 254                    | 41,16 %                  |
| Saint-Jean-Saint-Nicolas                | 941                   | 690                 | 271                    | 39,28 %                  |
| Crots                                   | 928                   | 725                 | 283                    | 39,03 %                  |
| Saint-Martin-de-Queyrières              | 1 102                 | 843                 | 319                    | 37,82 %                  |
| Eygliers                                | 749                   | 533                 | 200                    | 37,52 %                  |
| Embrun                                  | 6 267                 | 5 120               | 1 803                  | 35,22 %                  |
| Briançon                                | 11 645                | 8 052               | 2 667                  | 33,12 %                  |
| Guillestre                              | 2 290                 | 1 855               | 613                    | 33,04 %                  |
| Saint-Bonnet-en-Champsaur               | 1 683                 | 1 199               | 383                    | 31,96 %                  |
| Villar-Saint-Pancrace                   | 1 452                 | 995                 | 308                    | 30,90 %                  |
| Serres                                  | 1 334                 | 963                 | 296                    | 30,78 %                  |
| La Roche-des-Arnauds                    | 1 347                 | 752                 | 204                    | 27,13 %                  |
| Chorges                                 | 2 485                 | 1 420               | 232                    | 16,34 %                  |
| Veynes                                  | 3 168                 | 2 020               | 297                    | 14,69 %                  |

- Source Insee, chiffres au 01/01/2008.

## Démographie
En 2022, le département comptait 141 677 habitants, en évolution de +0,4 % par rapport à 2016 (France hors Mayotte : +2,11 %).
| 1791    | 1801    | 1806    | 1821    | 1826    | 1831    | 1836    | 1841    | 1846    |
| ------- | ------- | ------- | ------- | ------- | ------- | ------- | ------- | ------- |
| 120 485 | 112 500 | 124 771 | 121 418 | 125 329 | 129 102 | 131 162 | 132 584 | 133 100 |

| 1851    | 1856    | 1861    | 1866    | 1872    | 1876    | 1881    | 1886    | 1891    |
| ------- | ------- | ------- | ------- | ------- | ------- | ------- | ------- | ------- |
| 132 038 | 129 556 | 125 100 | 122 117 | 118 898 | 119 094 | 121 787 | 122 924 | 115 522 |

| 1896    | 1901    | 1906    | 1911    | 1921   | 1926   | 1931   | 1936   | 1946   |
| ------- | ------- | ------- | ------- | ------ | ------ | ------ | ------ | ------ |
| 113 229 | 109 510 | 107 498 | 105 083 | 89 275 | 87 963 | 87 566 | 88 210 | 84 932 |

| 1954   | 1962   | 1968   | 1975   | 1982    | 1990    | 1999    | 2006    | 2011    |
| ------ | ------ | ------ | ------ | ------- | ------- | ------- | ------- | ------- |
| 85 067 | 87 436 | 91 790 | 97 358 | 105 070 | 113 300 | 121 419 | 130 752 | 138 605 |

| 2016    | 2021    | 2022    | - | - | - | - | - | - |
| ------- | ------- | ------- | - | - | - | - | - | - |
| 141 107 | 140 976 | 141 677 | - | - | - | - | - | - |

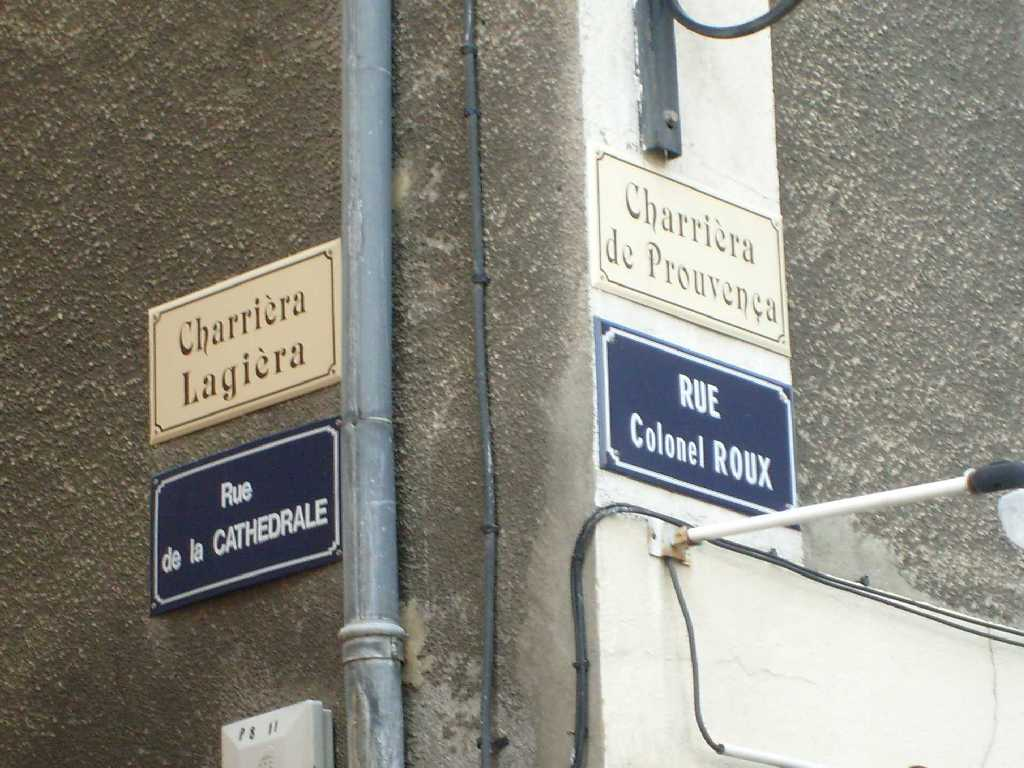
Signalisation bilingue en provençal et en français à Gap (Hautes-Alpes).

Le département est ainsi l'un des plus faiblement peuplés de France. En 2018, il est le troisième département le moins peuplé de la France métropolitaine, se situant juste après la Lozère et la Creuse et il est tout juste devancé par le Territoire de Belfort et le Cantal qui occupent respectivement les quatrième et cinquième places des départements français les moins peuplés. En 2021, il dépasse le Territoire de Belfort mais reste derrière le Cantal, mais aussi derrière son voisin des Alpes-de-Haute-Provence.
Après avoir atteint un minimum dans les années 1950, la population s'accroît depuis lors régulièrement.
Cette croissance profite surtout à la commune de Gap, qui regroupe près de 30 % des habitants du département. Elle est également significative dans la plupart des communes de la vallée de la Durance et des deux Buëch.

### Pyramide des âges
| Hommes | Classe d’âge | Femmes |
| ------ | ------------ | ------ |
| 1      | 90 ou +      | 2,5    |
| 9      | 75-89 ans    | 11,6   |
| 20,9   | 60-74 ans    | 21,2   |
| 21,3   | 45-59 ans    | 20,8   |
| 17,4   | 30-44 ans    | 17,1   |
| 14,3   | 15-29 ans    | 12,1   |
| 16,1   | 0-14 ans     | 14,7   |

| Hommes | Classe d’âge | Femmes |
| ------ | ------------ | ------ |
| 0,9    | 90 ou +      | 2,2    |
| 8,7    | 75-89 ans    | 11,1   |
| 17,8   | 60-74 ans    | 18,8   |
| 20,1   | 45-59 ans    | 19,8   |
| 18,1   | 30-44 ans    | 17,7   |
| 16,9   | 15-29 ans    | 15,1   |
| 17,6   | 0-14 ans     | 15,3   |

### Liste des unités et aires urbaines
Selon le découpage effectué en 2010 par l'INSEE, les Hautes-Alpes comptaient sept unités urbaines, triées ici selon leur population en 2012 :
1. Gap : 41 229 habitants (2 communes)
2. Briançon : 17 314 habitants (6 communes)
3. Embrun : 6 642 habitants (2 communes)
4. Laragne-Montéglin : 3 914 habitants (2 communes)
5. Veynes : 3 290 habitants (2 communes)
6. Guillestre : 3 268 habitants (3 communes)
7. L'Argentière-la-Bessée : 2 318 habitants (1 commune)

Selon le découpage effectué en 2010 par l'INSEE, quatre aires urbaines étaient centrées sur des unités urbaines des Hautes-Alpes, triées ici selon leur population en 2012 :
1. Gap : 62 469 habitants (39 communes, dont 3 dans les Alpes-de-Haute-Provence)
2. Briançon : 19 133 habitants (9 communes)
3. Embrun : 7 702 habitants (4 communes)[18]
4. Laragne-Montéglin : 4 233 habitants (3 communes)[19]

### Communes les plus peuplées
| Nom                       | Code Insee | Intercommunalité                 | Superficie (km2) | Population (dernière pop. légale) | Densité (hab./km2) | Modifier                                    |
| ------------------------- | ---------- | -------------------------------- | ---------------- | --------------------------------- | ------------------ | ------------------------------------------- |
| Gap                       | 05061      | CA Gap-Tallard-Durance           | 110,43           | 40 656 (2022)                     | 368                | modifier les données · modifier les données |
| Briançon                  | 05023      | CC du Briançonnais               | 28,07            | 10 748 (2022)                     | 383                | modifier les données · modifier les données |
| Embrun                    | 05046      | CC de Serre-Ponçon               | 36,39            | 6 387 (2022)                      | 176                | modifier les données · modifier les données |
| Laragne-Montéglin         | 05070      | CC du Sisteronais Buëch          | 23,51            | 3 566 (2022)                      | 152                | modifier les données · modifier les données |
| Veynes                    | 05179      | CC Buëch Dévoluy                 | 42,60            | 3 244 (2022)                      | 76                 | modifier les données · modifier les données |
| Chorges                   | 05040      | CC de Serre-Ponçon               | 53,34            | 3 106 (2022)                      | 58                 | modifier les données · modifier les données |
| La Bâtie-Neuve            | 05017      | CC Serre-Ponçon Val d'Avance     | 27,99            | 2 611 (2022)                      | 93                 | modifier les données · modifier les données |
| Guillestre                | 05065      | CC du Guillestrois et du Queyras | 51,29            | 2 286 (2022)                      | 45                 | modifier les données · modifier les données |
| L'Argentière-la-Bessée    | 05006      | CC du Pays des Écrins            | 64,55            | 2 278 (2022)                      | 35                 | modifier les données · modifier les données |
| Tallard                   | 05170      | CA Gap-Tallard-Durance           | 15,02            | 2 272 (2022)                      | 151                | modifier les données · modifier les données |
| Saint-Bonnet-en-Champsaur | 05132      | CC Champsaur-Valgaudemar         | 35,85            | 2 081 (2022)                      | 58                 | modifier les données · modifier les données |
| La Roche-des-Arnauds      | 05123      | CC Buëch Dévoluy                 | 53,75            | 1 675 (2022)                      | 31                 | modifier les données · modifier les données |
| Saint-Chaffrey            | 05133      | CC du Briançonnais               | 25,88            | 1 504 (2022)                      | 58                 | modifier les données · modifier les données |
| Villar-Saint-Pancrace     | 05183      | CC du Briançonnais               | 42,53            | 1 433 (2022)                      | 34                 | modifier les données · modifier les données |
| La Saulce                 | 05162      | CA Gap-Tallard-Durance           | 7,89             | 1 375 (2022)                      | 174                | modifier les données · modifier les données |

### Communes de moins de20 habitants
| Nom                 | Code Insee | Intercommunalité        | Superficie (km2) | Population (dernière pop. légale) | Densité (hab./km2) | Modifier                                    |
| ------------------- | ---------- | ----------------------- | ---------------- | --------------------------------- | ------------------ | ------------------------------------------- |
| La Haute-Beaume     | 05066      | CC Buëch Dévoluy        | 7,13             | 7 (2022)                          | 0,98               | modifier les données · modifier les données |
| Nossage-et-Bénévent | 05094      | CC du Sisteronais Buëch | 4,31             | 11 (2022)                         | 2,6                | modifier les données · modifier les données |

### Population haut-alpines par arrondissement
| Nom                        | Code Insee | Superficie (km2) | Population (dernière pop. légale) | Densité (hab./km2) | Modifier             |
| -------------------------- | ---------- | ---------------- | --------------------------------- | ------------------ | -------------------- |
| Arrondissement de Briançon | 051        | 2 138,10         | 33 484 (2022)                     | 16                 | modifier les données |
| Arrondissement de Gap      | 052        | 3 410,50         | 108 193 (2022)                    | 32                 | modifier les données |
| Hautes-Alpes               | 05         | 5 549,00         | 141 677 (2022)                    | 26                 | modifier les données |

## Transports

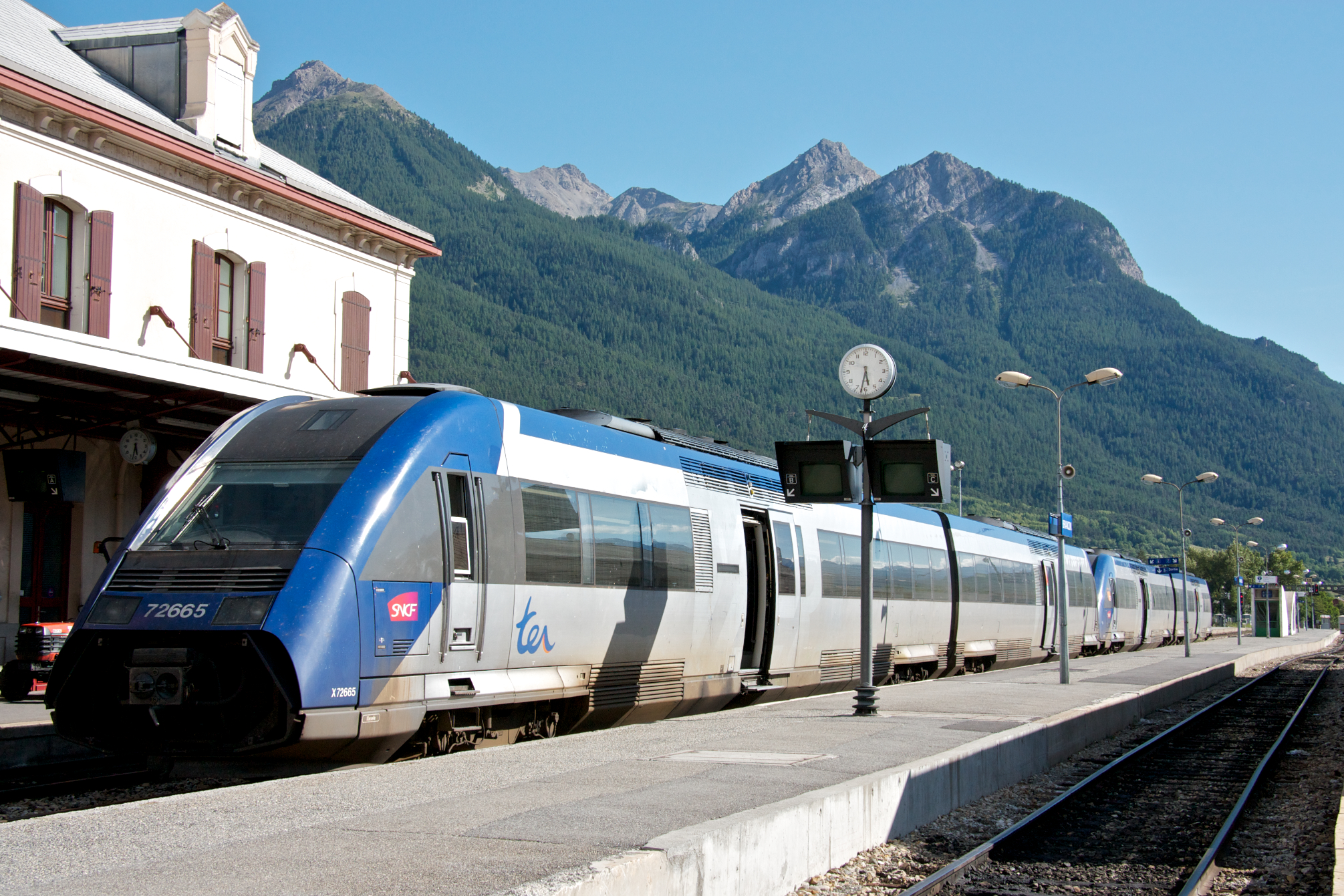
Gare de Briançon.

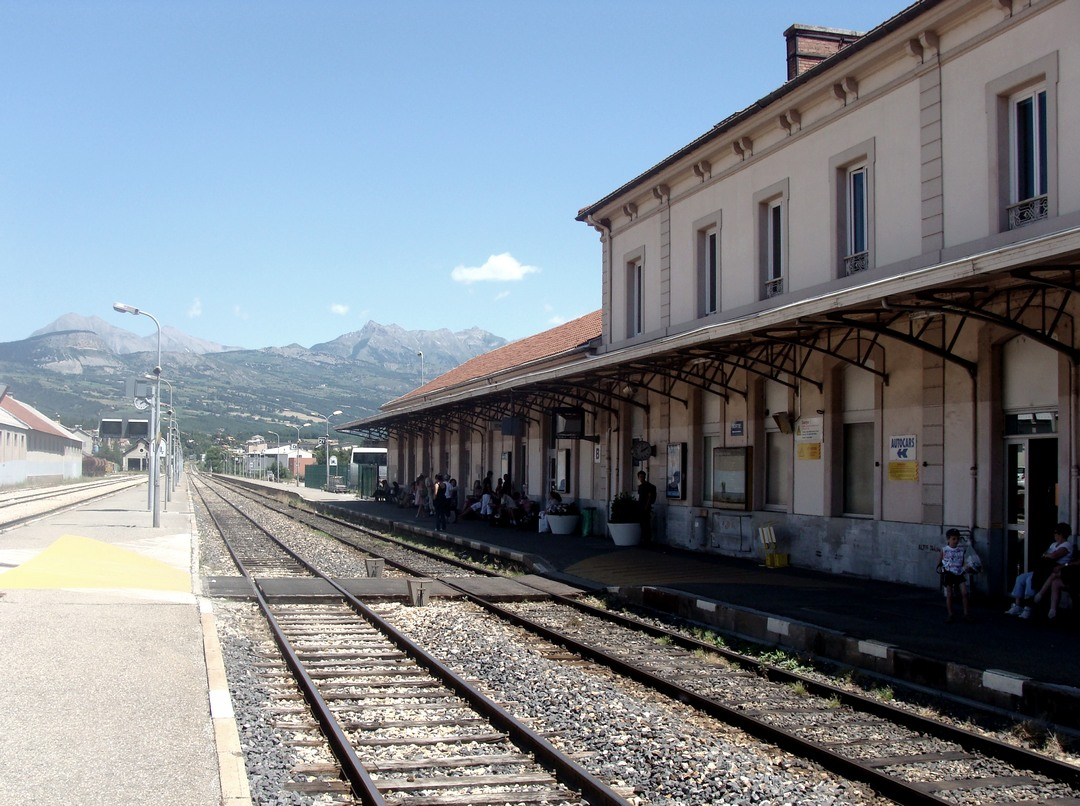
Gare de Gap.

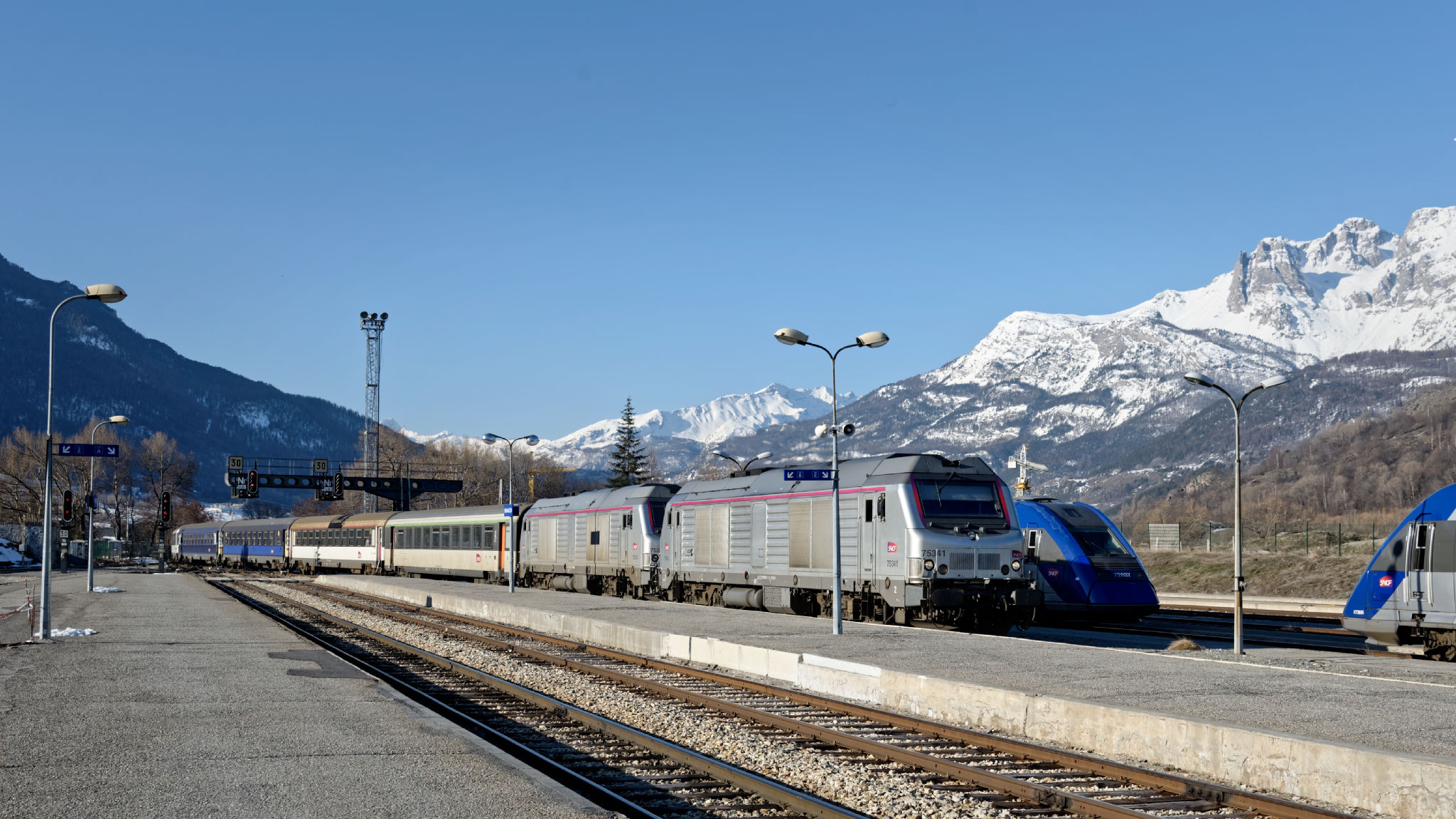
L'Intercités de nuit quotidien entre Paris, Gap et Briançon.

### Transport ferroviaire
Le département est desservi par les Transports Express Régionaux de la SNCF, notamment par trois lignes principales :
- Liaison Briançon - Gap - Veynes - Dévoluy - Laragne - Aix - Marseille-Saint-Charles
- Liaison Briançon - Gap - Veynes - Dévoluy - Valence-Ville
- Liaison Briançon - Gap - Veynes - Dévoluy - Grenoble
- Une liaison ferroviaire est également assurée au quotidien par Intercités de nuit entre Paris-Austerlitz, Gap et Briançon.

### Transport régional et interrégional par car

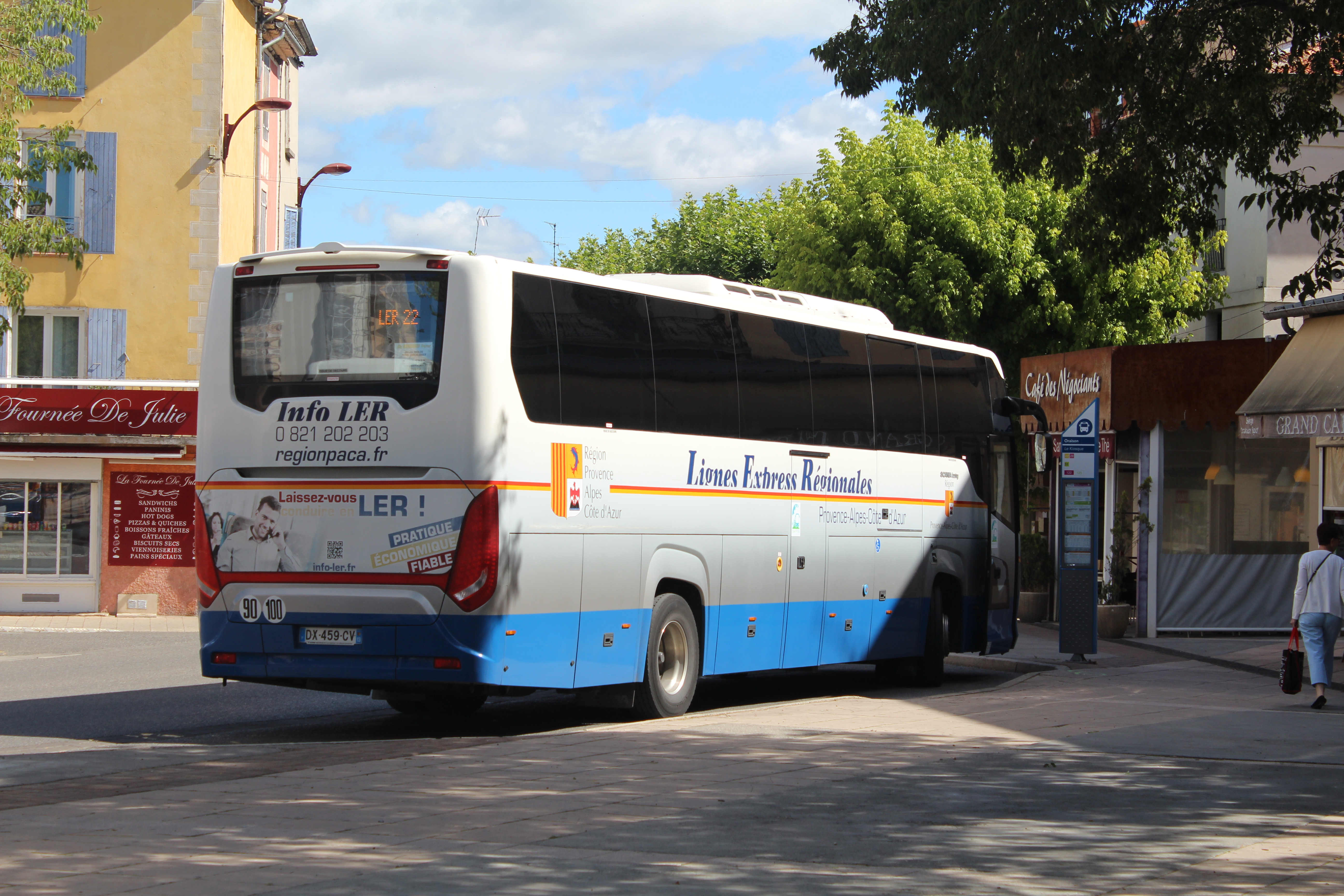
Car LER.

Il existe des lignes de cars régionaux correspondant au LER.
- Digne-les-Bains - Veynes – Gap
- Grenoble – Gap
- Marseille – Gap – Briançon
- Marseille – Gap – Barcelonnette
- Nice – Digne-les-Bains - Gap

### 05 Voyageurs puis Zou!
- Son ton est trop promotionnel ou publicitaire, voire hagiographique. Le texte doit adopter un ton neutre et encyclopédique. (Marqué depuis août 2023)
- Elle doit être recyclée. La réorganisation et la clarification du contenu sont nécessaires. (Marqué depuis août 2023)

Historique
Depuis le 1er septembre 2009, l'offre de transport départemental a été modifiée. Afin d'améliorer son fonctionnement, un appel d'offres fut lancé par le conseil départemental des Hautes-Alpes, auquel les transporteurs locaux ont répondu sous la SAS Alpes Mobilité Transport. L'idée était de proposer une offre locale par des professionnels du transport. Chaque transporteur possède une part égale d'actions dans la SAS, dont la présidence est assurée par Vincent Jacob. Une centrale de réservation téléphonique, appelée « 05 Voyageurs », a été mise en place afin de renseigner les usagers sur le fonctionnement de ces lignes et assurer les relations avec les transporteurs. Le directeur est Cédric Bourne-Chastel. La centrale est accessible 7 jours sur 7, de 7 h à 19 h. L’idée est de proposer une offre globale de transport en commun pour les Hauts-Alpins. À savoir, une offre domicile/travail, une offre accès aux services, une offre loisirs et une offre gare/lieux d’hébergements.
Missions de 05 voyageurs
1) Auprès des usagers : Il s’agit avant tout de constituer une interface unique par son site et son centre d’appels. Cinq opératrices répondent tous les jours de 7 h à 19 h. Elles renseignent sur les horaires, les lignes, les coûts, le réseau de points de vente dans le département. Elles effectuent des réservations sur certains services (SRD), gèrent les réclamations… 2) Auprès des transporteurs : la gestion des titres de transport, c'est-à-dire de l’impression des titres, leur distribution jusqu’à la remontée des recettes de par les factures. Du matériel embarqué est en place dans les cars. Cette billetique entraîne des remontées vers l’exploitant et 05 Voyageurs. Cela permet d’obtenir des statistiques de fréquentation et à terme d’adapter les horaires à la demande. Il y a une interaction constante entre 05 Voyageurs et les transporteurs pour la mise en place des SRD et rendre un service de qualité aux usagers. 3) Auprès du conseil départemental : 05 Voyageurs participe à la définition de l’offre de transport de par sa relation directe avec les usagers, la production de données statistiques et les rencontres avec les acteurs du territoire. Chaque mois, il remonte les recettes au conseil départemental.
Lignes du réseau et transporteurs
Depuis septembre 2018, le réseau est devenu Zou !.
Les lignes Zou ! Hautes-Alpes sont référées dans l'article ci-dessous :
Secteur du Briançonnais
- Ligne Briançon Montgenèvre Oulx (Italie).
- Ligne Briançon Le Monêtier les Bains.
- Ligne Briançon Névache Bardonnèche (Bardonnèche n'est desservie qu'en été).
- Ligne Briançon L'Argentière Vallouise Pelvoux Puy Saint Vincent.

Secteur du Queyras
- Ligne Montdauphin Guillestre Le Queyras : par Ville Vieille, Château Queyras, Arvieux, Molines, Saint Véran, Aiguilles, Abriès et Ristolas.
- Ligne Montdauphin Guillestre Ceillac.
- Ligne Montdauphin Guillestre Risoul.
- Ligne Montdauphin Guillestre Vars.

Secteur de l'Embrunais
- Ligne Embrun Les Orres Crévoux.

Secteur du Gapençais
- Ligne Gap Chorges Réallon.
- Ligne Gap Tallard La Saulce Monêtier-Allemont Laragne Sisteron Saint-Auban.
- Ligne Gap Sigoyer.

de Veynes
- Ligne Laragne Rosans Serres La Faurie Veynes.

Secteur du Dévoluy
- Ligne SuperDévoluy Joue du Loup Veynes

Secteur du Laragnais
- Ligne Laragne Sisteron Laborel Salérans Le Poët.

Secteur du Champsaur
- Ligne Gap Ancelle Saint Léger les Mélèzes.
- Ligne Gap Orcières-Merlette.
- Ligne Corps Gap par Saint Bonnet et Saint Firmin assurée par le transporteur Chevalier.
- Ligne Orcières-Saint-Bonnet par la Plaine et Saint-Julien-en-Champsaur.

## Culture

### Fresques murales et cadrans solaires

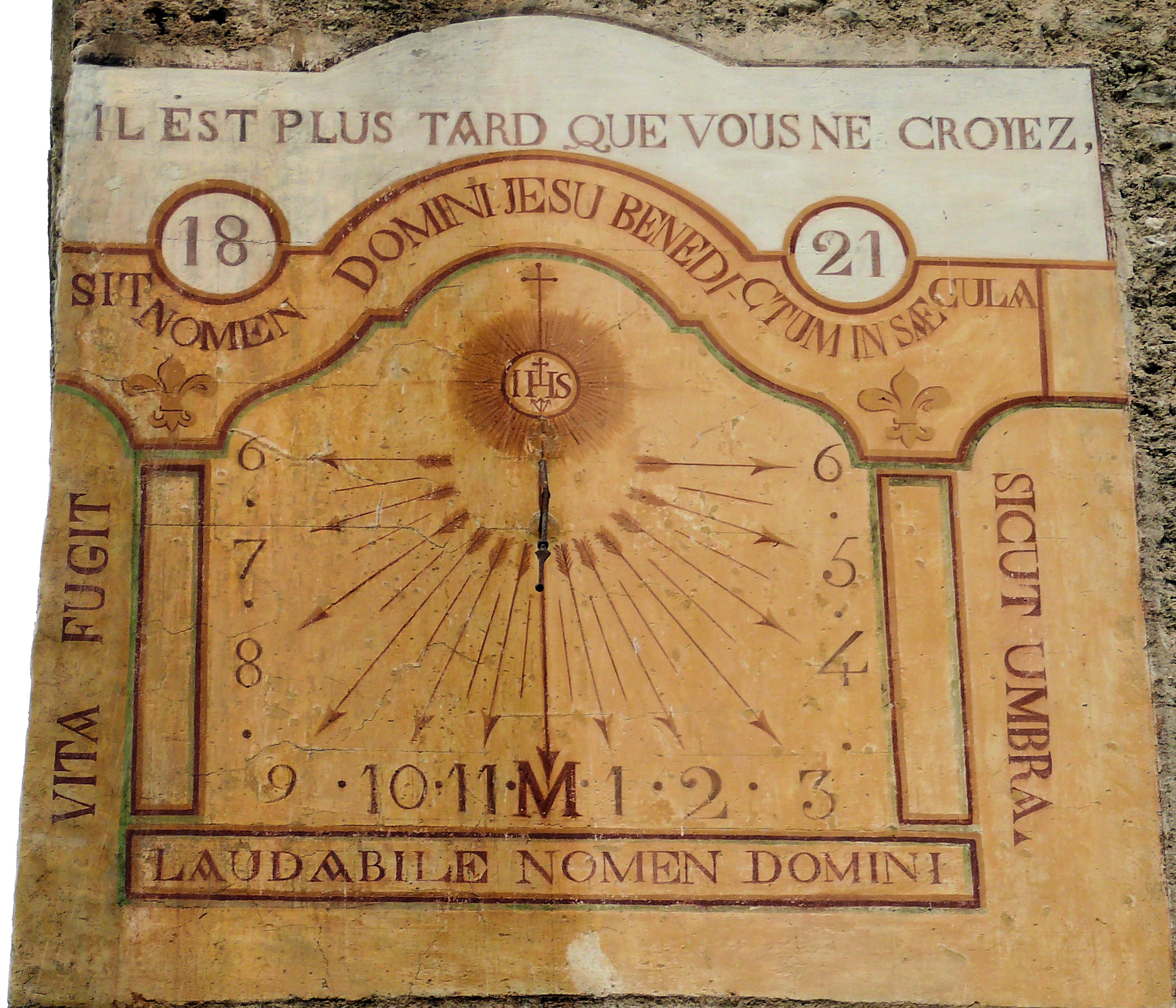
Cadran solaire sur l'église Saint-Pierre-Saint-Paul-et-Saint-Antoine à Abriès (daté de 1821).

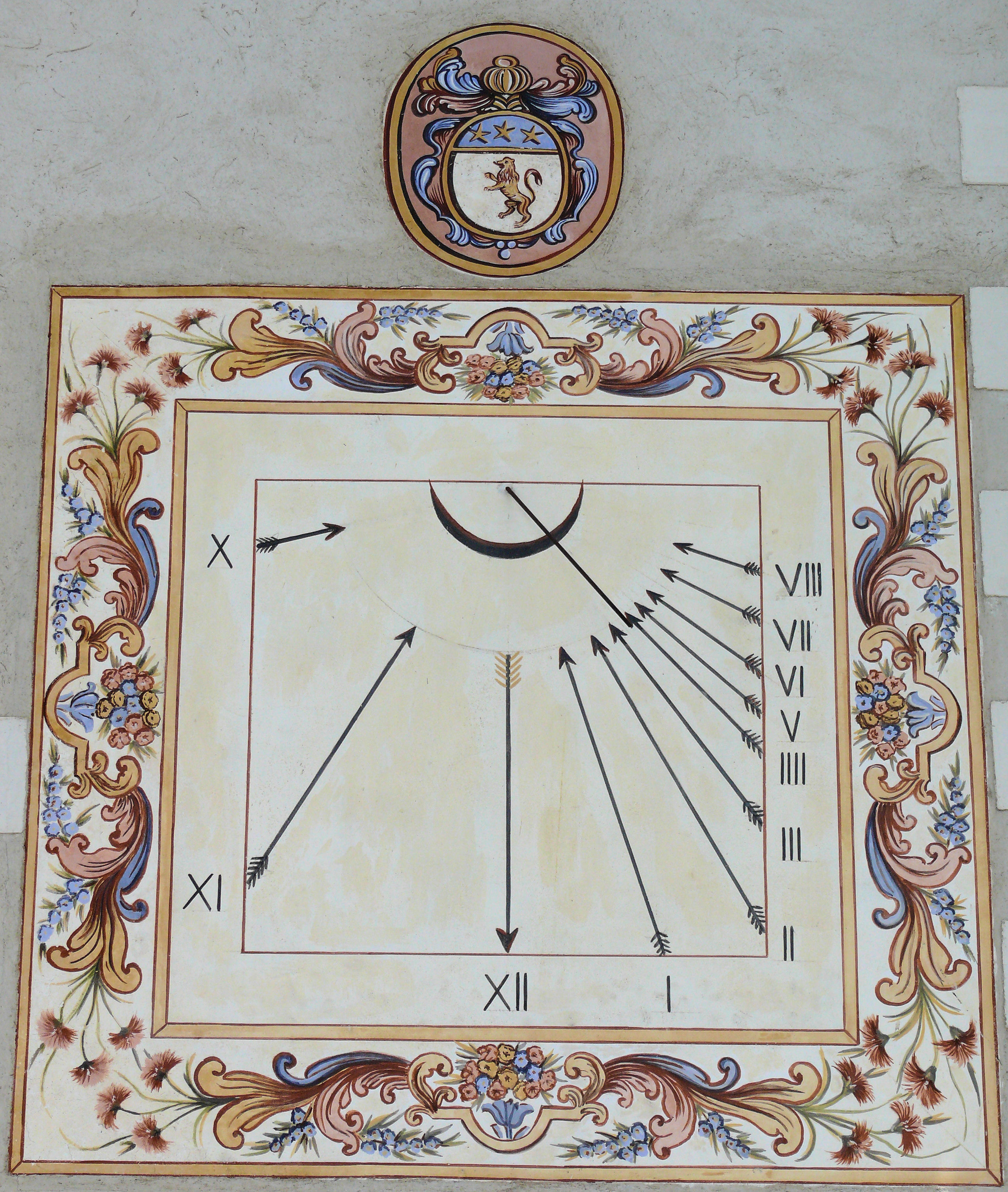
Cadran solaire à Arvieux.

Le département des Hautes-Alpes s'illustre par la qualité et le nombre des peintures murales comprenant notamment des fresques et des cadrans solaires, dont certains vieux de nombreux siècles.
Si la plupart des fresques sont rencontrées dans les édifices religieux du nord du département, au sud dans la vallée du Buëch le château de Montmaur présente un ensemble de fresques datant de la fin du XVIe siècle mais également des XVIIe et XVIIIe siècles et qui ornent sous forme de frises entre autres, de plusieurs dizaines de mètres de long, les grandes salles d'apparat.

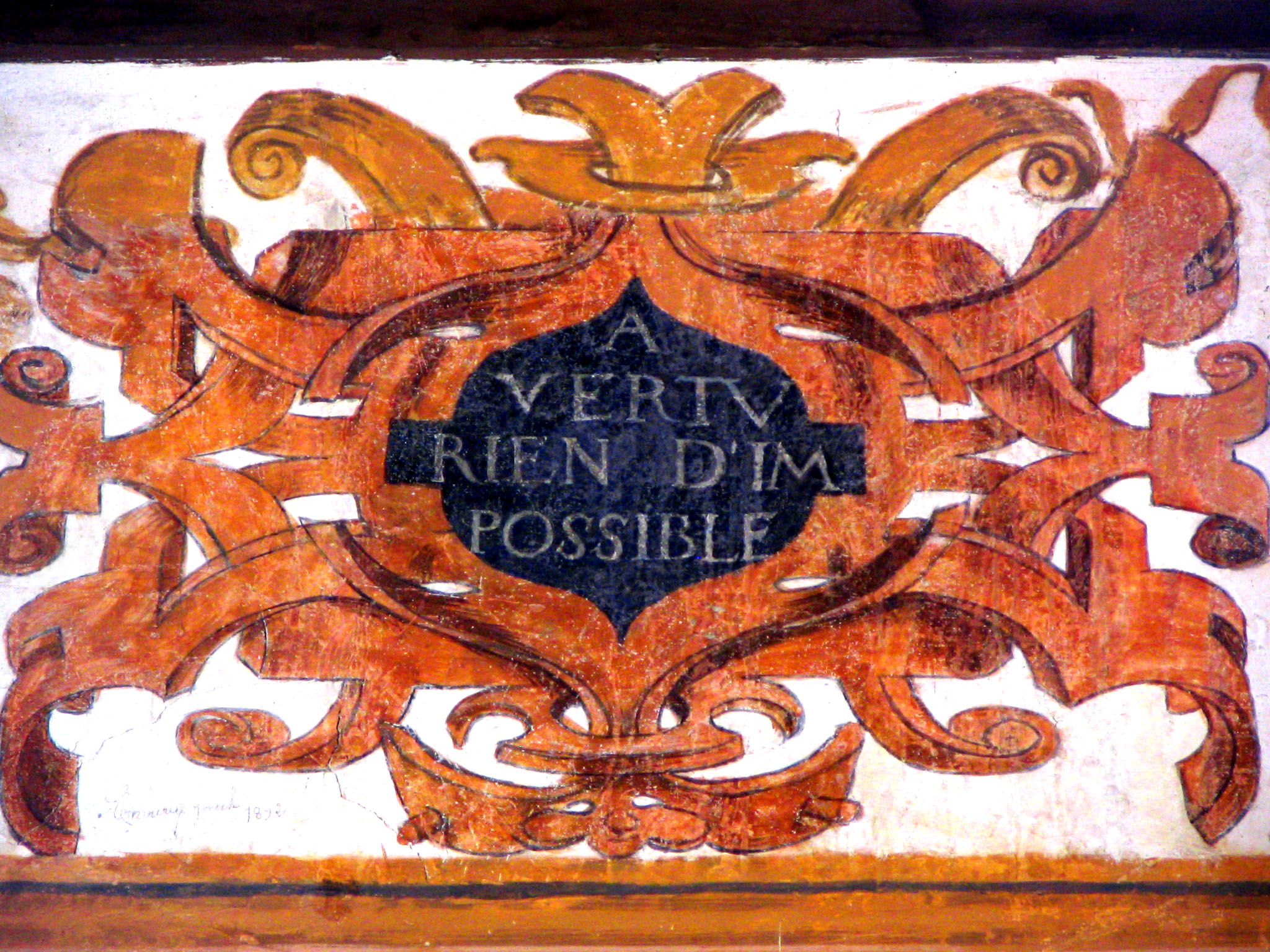
Détail de la fresque dans la salle des festins du château de Montmaur.

### Spécialités culinaires
Ce département comporte de multiples spécialités culinaires, telles les tourtons et les ravioles du Champsaur, les oreilles d'âne, les crouzets de la vallée de l'Ubaye, le pain bouilli de Villar-d'Arêne, ou la tarte des Alpes. La chasse et la pêche procurent gibier et poissons d'eau douce.
Plusieurs fromages sont typiques de certaines vallées du département, comme le bleu du Queyras ou la tome du Champsaur.
Le génépi, une liqueur de ménage employant une herbe du même nom.
Les agriculteurs de ce département produisent des vins, dont le Hautes-Alpes.

### Tournage de films
Le département a accueilli plusieurs tournages de films.

### Festivals
L'Outdoormix Festival est un rassemblement de 4 jours de compétitions sportives dites Outdoor et extrêmes (BMX, escalade, handisport, kayak, kitesurf et kitefoil, longboard, MTB Dirt et Downhill, slackline,et Stand Up Paddle) et de 3 soirées de concerts. Le festival a lieu tous les ans pendant le week-end de la Pentecôte. Né en 2013, l’Outdoormix Festival organisé par l'association WeAreHautesAlpes a su séduire le monde entier de l’Outdoor et de la musique grâce à un concept d’événement qui rassemble tous les profils de passionnés, de l’amateur au sportif professionnel, du simple curieux au plus aguerri des festivaliers. Situé au bord du plan d’eau d’Embrun (Hautes-Alpes), l’événement réunit plus de 100 000 personnes, 50 marques sur le village événement et près de 25 nations de sportifs Outdoor sur 4 jours de festivités.

## Tourisme

### Tourisme patrimonial et culturel

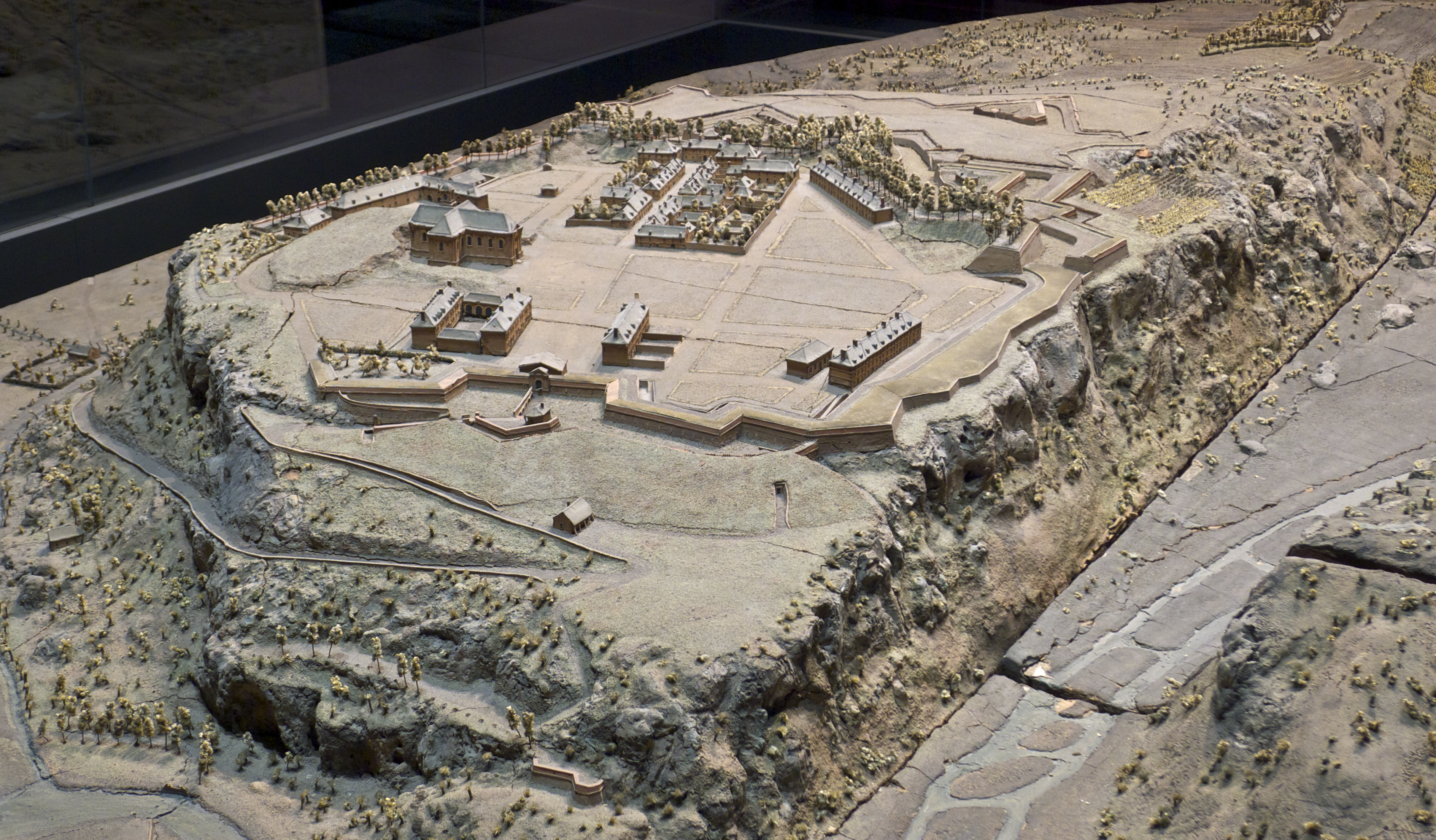
Plan-relief construit en 1695 de la forteresse de Mont-Dauphin. Échelle 1/600e. Le développement attendu de la ville a été anticipé. L'église est représentée terminée alors qu'elle n'a jamais été achevée.

Le département possède un patrimoine culturel qui varie selon les lieux géographiques. Son patrimoine bâti est notamment reconnu à travers les sites fortifiés de Briançon, Château-Queyras ou Mont-Dauphin, que Vauban a développés.
Ce patrimoine est également enrichi par les châteaux de Montmaur, de Tallard et de Picomtal classés Monuments Historiques. Des visites y sont proposées ainsi que des spectacles, des concerts et autres animations.
Les différentes vallées ont un attrait qui peut leur être spécifique, comme le Queyras, ou la vallée de la Clarée.
Différents festivals se déroulent dans le département, tel le festival de musique contemporaine Messiaen au Pays de La Meije.
Certains sites naturels sont accompagnés de lieux ou parcours à vocation culturelle, telles les Maisons du Parc national des Écrins. Les espaces naturels sont des lieux dont le visiteur peut observer la géomorphologie, la géologie, la faune, la flore... C'est ainsi le cas dans le Parc national des Écrins, par exemple. Certains sites offrent au regard des formations géologiques naturelles particulières, comme site de la « Salle de bal des demoiselles coiffées » à Théus, dues à l'érosion, ou le Mont Chenaillet qui comprend des roches issues d'un plancher océanique ancien dont un morceau a été remonté sur les sommets alpins lors de la formation de ce massif.

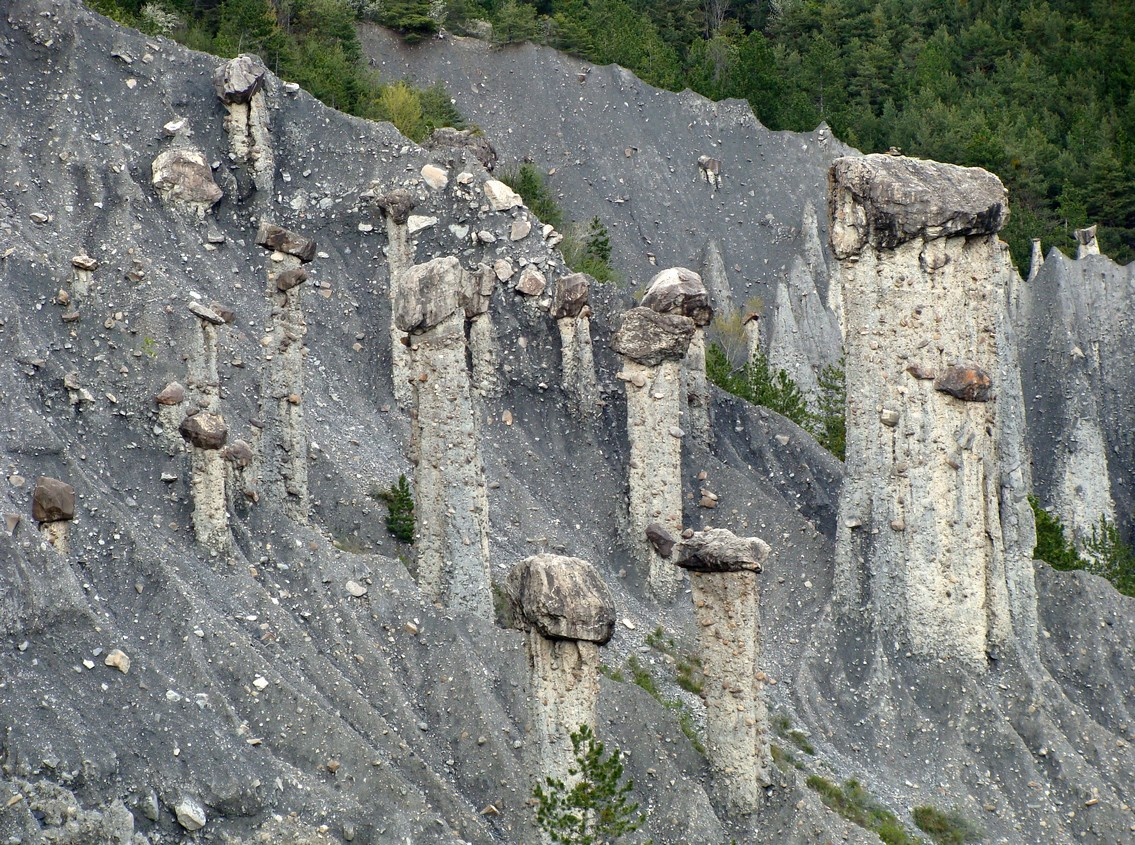
« Salle de bal des demoiselles coiffées » à Théus.
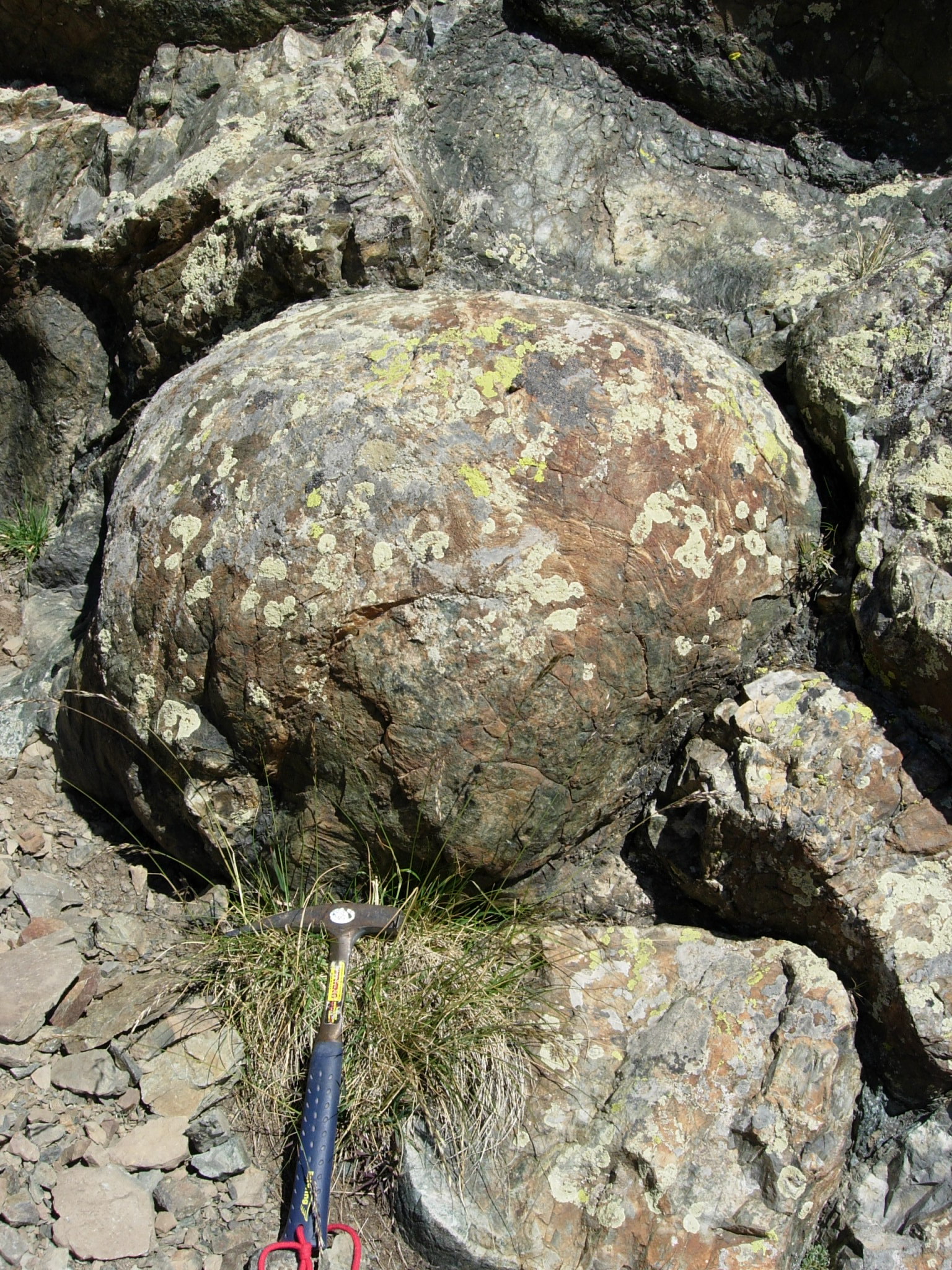
Basaltes en coussin (pillow lava) au Mont Chenaillet.
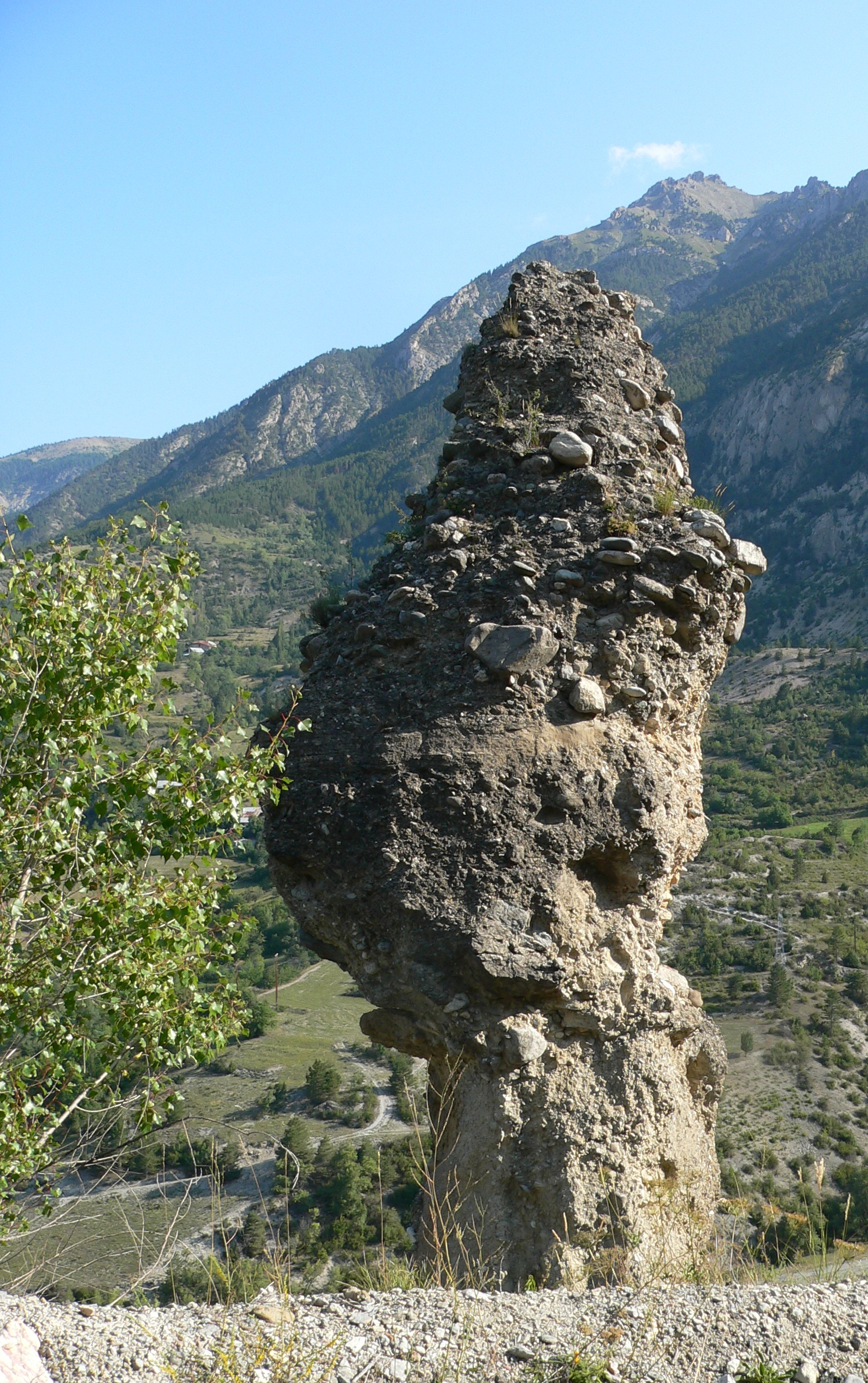
Poudingue, près de Guillestre.

D'autres lieux offrent aux visiteurs des éléments culturels et scientifiques, comme le Jardin botanique du col du Lautaret ou le château de Charance près de Gap et son domaine labellisé « Jardin remarquable », où des roseraies ornent les alentours et les terrasses qui surplombent le Gapençais.

### Tourisme sportif
Le département offre des possibilités de pratique sportive variées, dont de nombreuses en pleine nature, selon les saisons de l'année : randonnée pédestre (massif du Queyras, lac Miroir, lac de Serre-Ponçon, lac de l'Eychauda, plateau d'Emparis, lac du Pontet, Vieux Chaillol, pic de Bure, lac des Béraudes, lac de la Douche), sports d'eaux vives, cyclisme sur route, VTT, vol libre, sports d'hiver, etc.

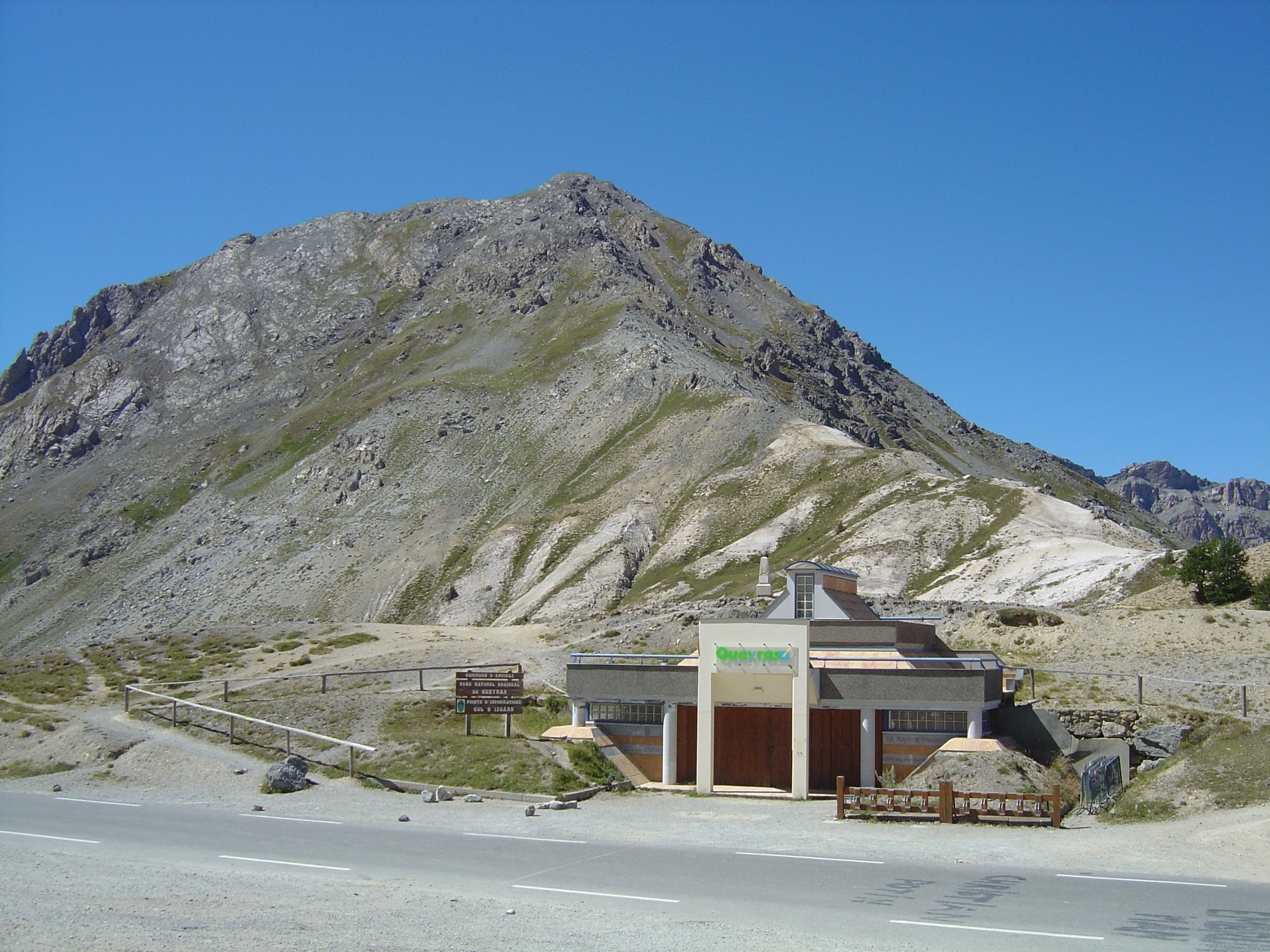
Musée du Tour de France, au col d'Izoard, haut lieu du cyclisme.

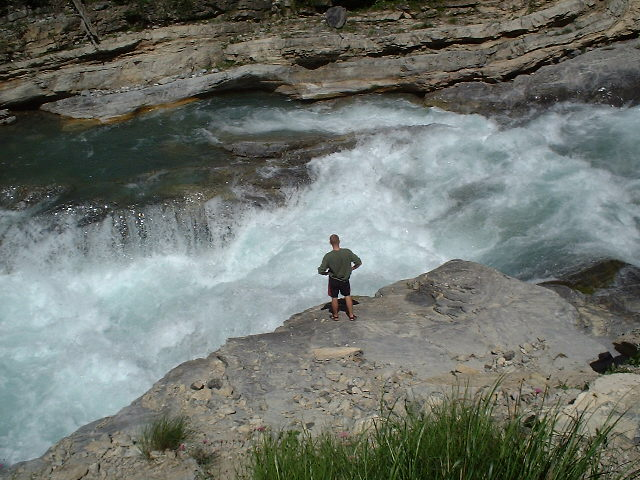
Gorges du Guil, lieu propice à la pêche, aux sports d'eaux vives et à l'escalade.